# Friedrich II của Phổ
Friedrich II (24 tháng 1 năm 1712 – 17 tháng 8 năm 1786) là vua nước Phổ trị vì từ ngày 31 tháng 5 năm 1740 cho đến khi qua đời vào ngày 17 tháng 8 năm 1786. Trên cương vị Tuyển hầu tước (tiếng Đức: Kurfüst) của đế quốc La Mã Thần thánh, ông có tên gọi là Friedrich IV xứ Brandenburg. Ông cũng kiêm luôn chức Vương công xứ Neuchâtel trong liên minh cá nhân. Ông được mệnh danh là Friedrich Đại Đế (tiếng Đức: Friedrich der Große).
Friedrich đã châm ngòi cuộc chiến tranh Kế vị Áo, tấn công Áo và chiếm tỉnh Schlesien về tay Phổ. Sau đó, Friedrich đánh Tuyển hầu xứ Sachsen, khơi mào chiến tranh Bảy năm với liên minh Nga, La-Đức, Pháp, Thụy Điển. Sau 7 năm giao chiến, Phổ bị tổn thất nặng nề, Friedrich phải lui khỏi Sachsen và chuyển sang đối ngoại mềm mỏng hơn. Đến cuối đời, Friedrich đã khôi phục quân đội và thống nhất các lãnh thổ rời rạc của Phổ, vào năm 1772 cùng với Áo và Nga xâu xé Ba Lan. Trong nước, Friedrich theo chủ nghĩa Khai sáng chuyên chế, bảo trợ nghệ thuật, cải cách chính quyền, dân sự, xã hội, kinh tế, bãi bỏ hình phạt tra tấn, dỡ bỏ rào cản tôn giáo nhưng vẫn duy trì chế độ phong kiến.
Sau khi qua đời, Friedrich được an nghỉ ở Sanssouci, thành phố Potsdam. Sinh thời, ông đã cho xây dựng nhiều công trình công viên Sanssouci (tiếng Pháp là thoát khỏi sự phiền muộn), trong số đó điện Sanssouci (Điện Vô Ưu) ở Potsdam là nổi bật hơn cả. Do không có con nối dõi, Friedrich truyền ngôi Quốc vương cho người cháu Friedrich Wilhelm II - con trai thứ hai của thái tử August Wilhelm em ruột ông.

## Thiếu thời
Ngày 24 tháng 1 năm 1712, Friedrich chào đời tại Berlin. Ông là con của vua Phổ Friedrich Wilhelm I (1668 – 1740) và Vương hậu Sophia Dorothea xứ Hanover (1687 – 1757) - con gái Quốc vương Anh-Tuyển hầu tước xứ Hanover George I. Friedrich có tổng cộng là 14 anh chị em, nhưng trong số đó chỉ 10 người sống đến tuổi trưởng thành.
Lúc ông ra đời, nước Phổ nằm dưới quyền thống trị của ông nội ông - Quốc vương Friedrich I. Trước kia, Friedrich I có hai người cháu chết yểu, vì vậy, nhà vua đặt nhiều hy vọng vào Friedrich. Chính vị vua này dùng cái tên của chính mình để đặt cho cháu nội, cũng hàm ý muốn đứa cháu này kế thừa Vương quốc Phổ - Brandenburg. Bản thân Friedrich cũng là một đứa bé khỏe mạnh. Vào ngày 31 tháng 1 năm 1712, khi ông được một tháng tuổi, vị Vương tôn được làm lễ rửa tội, cái tên "Karl" không được đặt và Friedrich trở thành tên chính thức của ông.

### Sự giáo dục và những bất hòa với vua cha
Vua Friedrich Wilhelm I mong muốn các con của mình sẽ được dạy dỗ khác với những Vương thân quyền quý trong Vương thất Phổ, nhưng giống như những người bình dân. Trước đây, Friedrich Wilhelm từng được dạy dỗ bởi một phụ nữ Huguenot chỉ nói tiếng Pháp tên là Madame de Montbail, tức Madame de Rocoulle sau này, và Friedrich Wilhelm I mong muốn bà sẽ tiếp tục giáo dục các con của nhà vua. Vương tử Friedrich được các gia sư Huguenot giáo dục, và ông vừa học tiếng Pháp vừa học tiếng Đức. Nhà vua cho các thầy cô dạy Vương tử từ 6h sáng đến 22h30 tối. Mặc dù Friedrich Wilhelm I có khẩu dụ rằng giáo dục chỉ hoàn toàn mang màu sắc tôn giáo và thực dụng song với sự giúp đỡ của thầy Jacques Duhan Friedrich đã có được ba nghìn cuốn sách nói về thơ phú, văn học cổ điển Hy Lạp - La Mã, và triết học Pháp để bổ sung kiến thức sau những khóa học chính của ông. Friedrich từ nhỏ đã sống gần mẹ nên chịu ảnh hưởng nhiều từ bà về văn học và nghệ thuật.

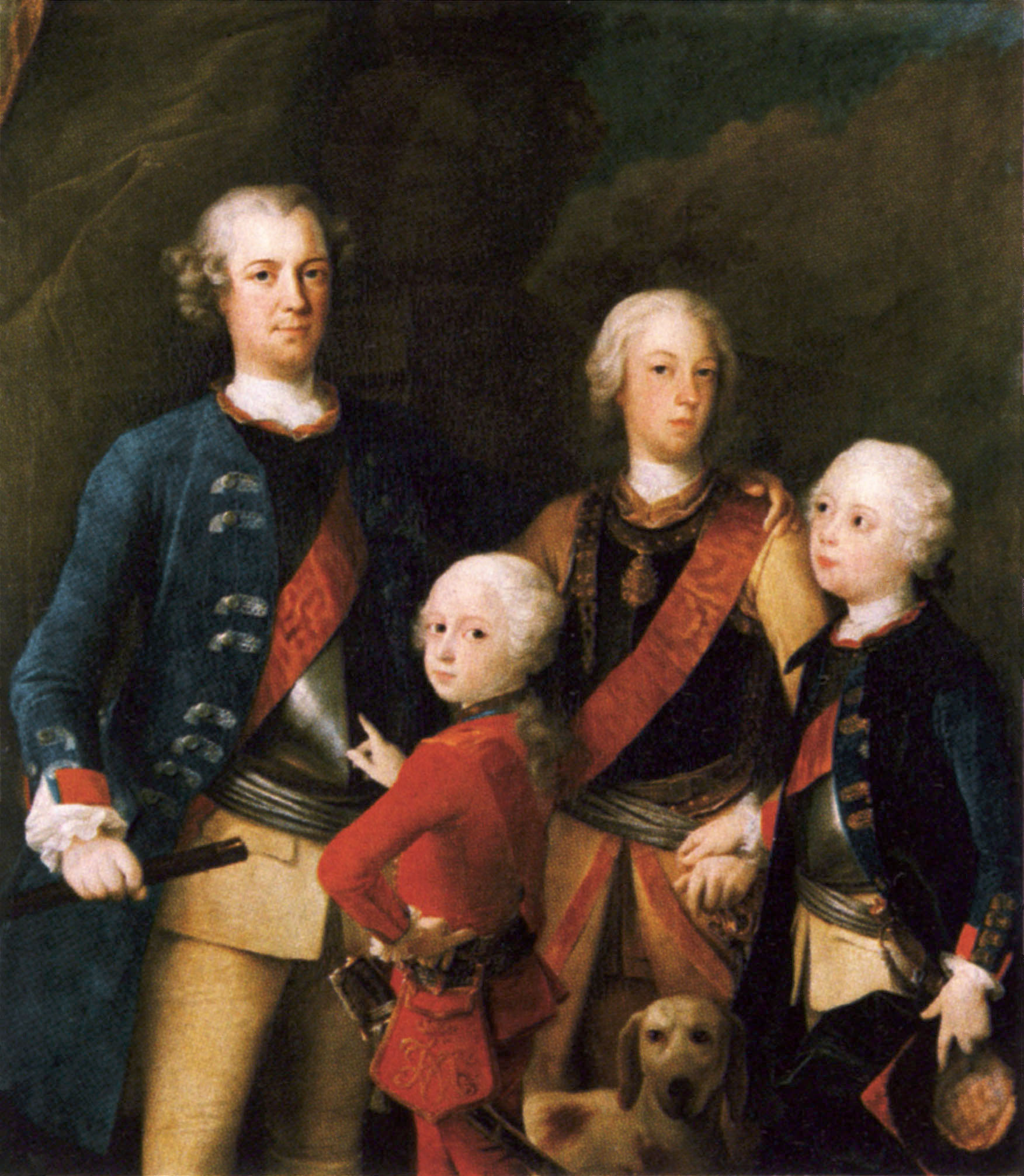
Vua Friedrich Wilhelm I, Vương hậu Sophia cùng Thái tử Friedrich và Vương tử August Wilhelm.

Friedrich rất ham đọc sách và thường lén vua cha tìm mua các loại sách vở đến mức phải bị mắc nợ. Về phía mình, vua Friedrich Wilhem I không muốn con trai của mình học văn chương vì sợ ông tiêm nhiễm phải sự nhu nhược. Nhà vua từng cầm gậy đánh vị thầy dạy tiếng La Tinh cho Friedrich và sau đó đánh cả con trai mình vì tội dám học "tiếng nói của loài chim". Điều này đã khiến mối quan hệ giữa Friedrich và vua cha bị rạn nứt trong một thời gian dài. Dù Friedrich Wilhelm I được nuôi dạy thành một tín đồ sùng đạo của thần học Calvin, nhà vua lo sợ rằng mình sẽ không được Thiên Chúa chọn lên Thiên đường. Để Friedrich khỏi phải suy nghĩ như vậy, nhà vua ra lệnh cho các thầy không dạy thuyết thiên định cho Thái tử. Bất chấp lệnh này, Friedrich đã thừa nhận thuyết Thiên định, dù là một người không trọng tín ngưỡng. Một số học giả cho rằng, Friedrich đã cố tình làm trái ý với vua cha.
Không những thân thiết với mẹ, Friedrich còn trở nên thân thiết với người chị ruột là Friederike Sophie Wilhelmine - người bạn thân của ông trong suốt đời. Năm 16 tuổi, Friedrich lại kết bạn với người lính hầu 13 tuổi của vua cha là Peter Karl Christoph Keith. Theo lời kể của Vương nữ Wilhelmine, tình bạn giữa Friedrich và Peter Keith sớm trở nên gắn bó:
| “                     | Keith là kẻ thông minh, dù không được giáo dục. Anh ta phục vụ em tôi rất tận tụy, và cho em tôi Friedrich biết về tất cả mọi việc làm của vua. | ” |
| — Vương nữ Wilhelmine | |   |

### Hai cuộc hôn nhân bất thành

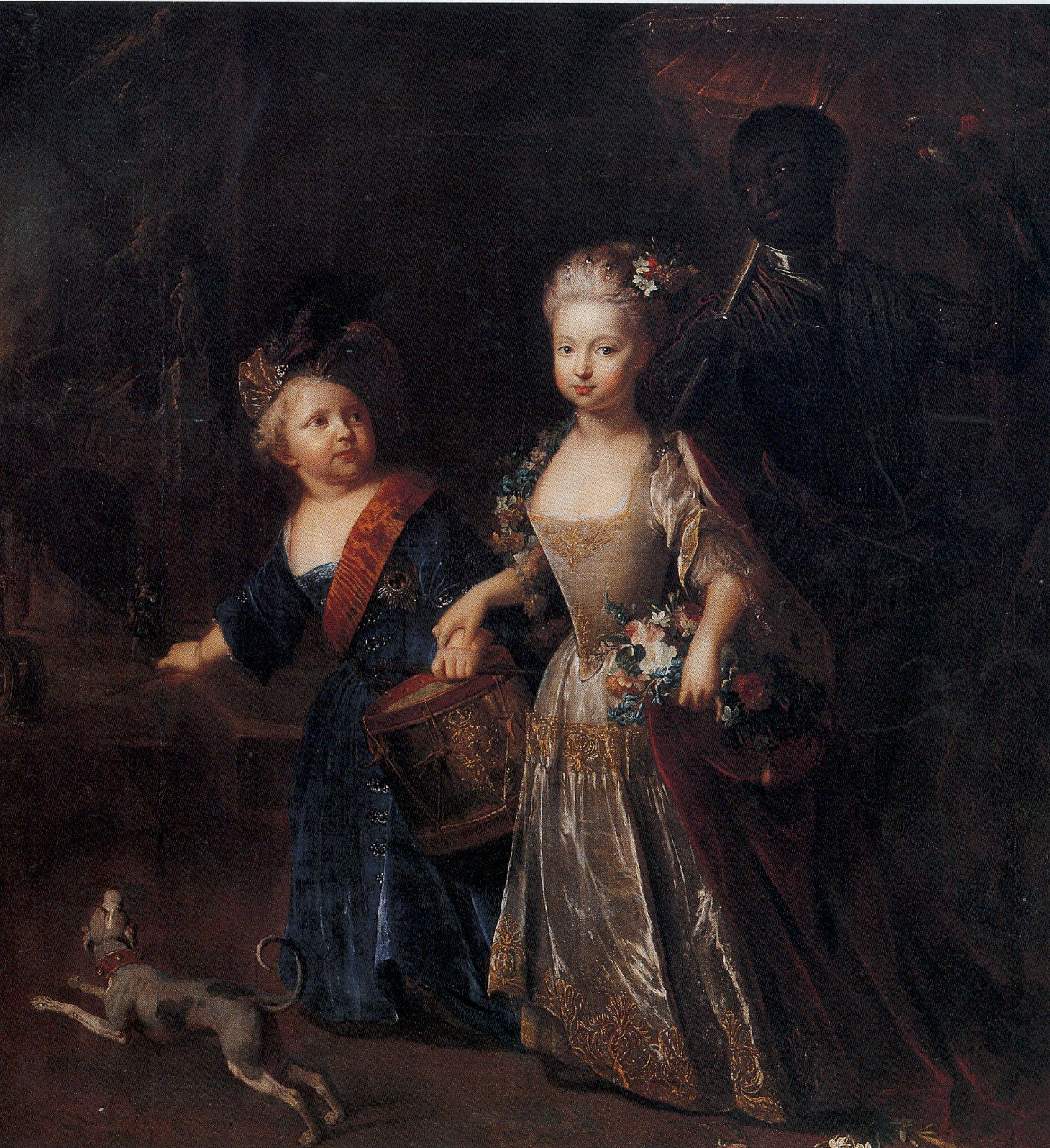
Vương tử Friedrich lúc ba tuổi cùng chị gái 6 tuổi là Wilhelmina, tranh của Antoine Pesne.

Đầu năm 1730, Vương hậu Sophia Dorothea - vốn là người có quan hệ huyết thống với Vương tộc Anh Quốc - cố gắng dàn xếp cuộc hôn nhân kép giữa Thái tử Friedrich và Vương nữ Wilhelmina với các con của Quốc vương Anh George II: Vương nữ Amelia và anh trai là Thái tử Frederick. Sophia Dorothea xem hai cuộc hôn nhân này là "toàn thiện toàn mỹ".

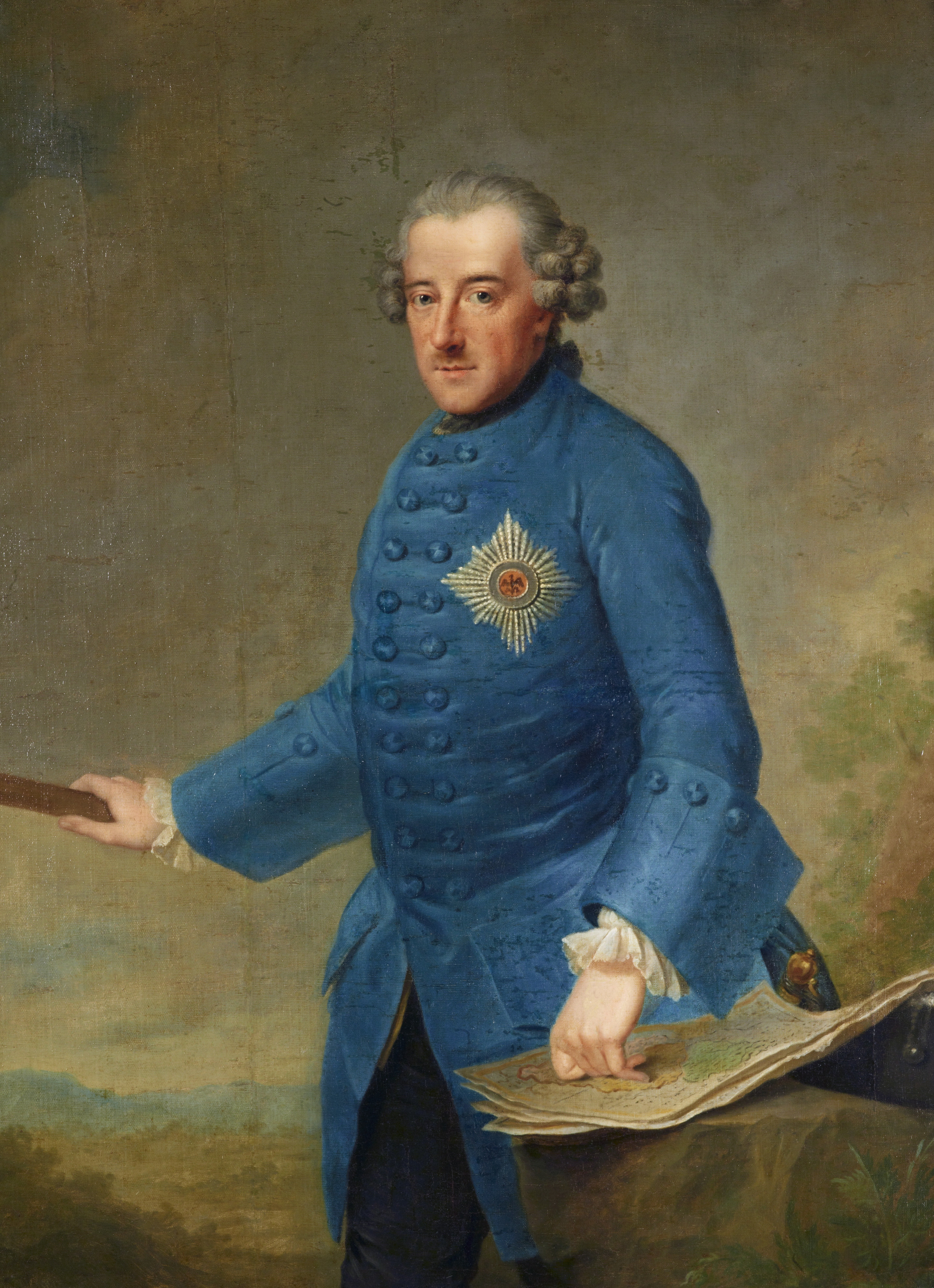

Tuy nhiên, lo sợ về một liên minh giữa hai nước Phổ và Anh, Thống chế von Seckendorff - Đại sứ Áo ở Berlin, đã lần lượt đút lót Thống chế von Grumbkow và Benjamin Reichenbach - Bộ trưởng Chiến tranh Phổ và viên Đại sứ Phổ ở Luân Đôn. Cặp đôi này đã thận trọng phỉ báng Triều đình Anh với vua Phổ cũng như phỉ báng Triều đình Phổ với vua Anh. Đồng thời, vua Friedrich Wilhelm I cũng lo sợ thế lực của Đế quốc Anh sẽ vươn tới nội địa nước Phổ - Bradendenburg, nhất là sau khi Tuyển hầu tước George Louis của xứ Hanover lên nối ngôi vua Anh.
Tức giận vì ý tưởng của Thái tử Friedrich bất lực được người Anh rất đề cao, vua Friedrich Wilhelm I đã yêu cầu người Anh những điều mà họ không thể làm được, chẳng hạn như nhượng cho vua Phổ các xứ Jülich và Berg - đòi hỏi đã dẫn tới sự tan vỡ của dự định hôn nhân.

### Âm mưu trốn chạy bất thành
Vua Friedrich Wilhem I lại có ý định khác về vấn đề hôn nhân của con trai mình. Nhà vua có ý định gả Friedrich cho Elisabeth xứ Mecklenburg-Schwerin (cháu gái của Nữ hoàng Nga là Anna). Tuy nhiên, Vương công Eugène de Savoie-Carignan (François-Eugène de Savoie-Carignan) phản đối kịch liệt ý đồ này. Bản thân Friedrich muốn cưới Maria Theresia (con gái của Hoàng đế La Mã Thần thánh), đổi lại ông mất quyền kế vị. Tuy nhiên, Vương công Eugène thuyết phục nhà vua gả Friedrich cho Quận chúa Elisabeth Christine xứ Brunswick-Bevern (1715 – 1797) - một tín đồ Tin Lành, em họ của Maria Theresia.
Friedrich đã kịch liệt phản đối dự định gả ông cho Elisabeth Christine. Ông nói: "Tôi sẽ không bao giờ lấy con ngỗng ngốc nghếch đó." Dù vua cha Friedrich Wilhelm I đã công khai răn đe Friedrich II tại nơi công cộng, có lần nhà vua đã dùng roi quất Friedrich và cô bé đánh đàn dương cầm khi ông thổi sáo rất dữ dội trên đường phố Potsdam, nhà vua vẫn không thể khuất phục được ông. Với sự giúp đỡ của mẫu hậu và Vương nữ Wilhelmina, Friedrich đã lập mưu bỏ trốn sang Vương quốc Anh để tìm ý trung nhân của mình. Đó là năm vị Thái tử mới 18 tuổi; Friedrich lập mưu bỏ trốn sang Vương quốc Anh cùng với bạn mình là Trung uý Hans Hermann von Katte và một số sĩ quan cấp thấp trong Quân đội Phổ. Vào tháng 8 năm 1730, Friedrich Wilhelm I có một chuyến thị sát ở miền Tây Nam Đức và nhà vua đã cho con trai mình đi theo. Vào ngày 5 tháng 8 năm 1730, khi đoàn của họ gần đến Mannheim ở Tuyển hầu quốc Rhine thì Robert Keith, anh của Peter Karl Christoph Keith, đem kế hoạch của họ khai báo với vua Friedrich Wilhelm I và cầu xin được khoan hồng.

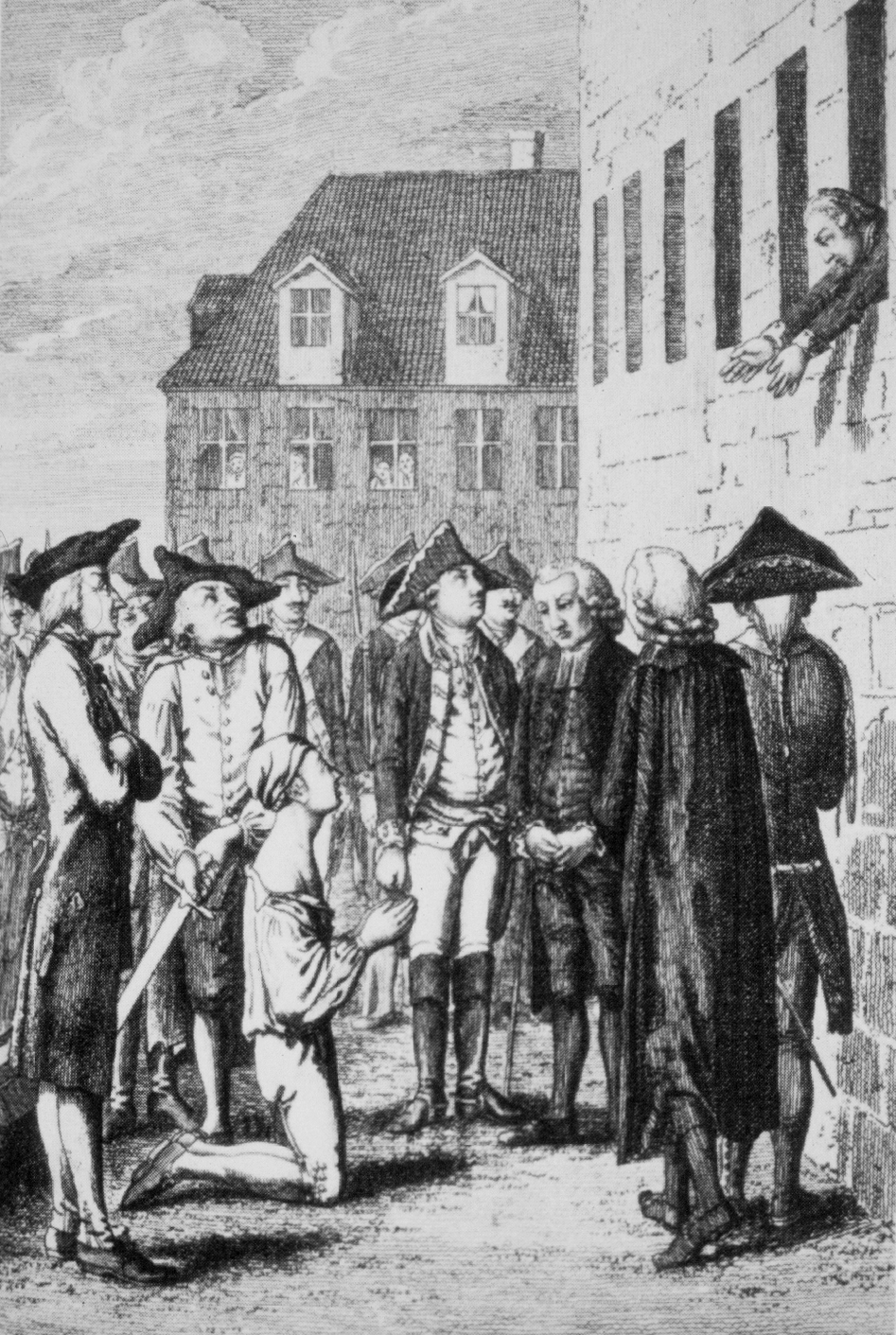
Trung úy Hans Hermann von Katte bị hành hình.

Đôi bạn Friedrich von Hohenzollern và Hans Hermann von Katte cùng bị bắt giam ở Küstrin. Vì hai người đều là sĩ quan tính trốn sang Anh, nhà vua kết tội phản quốc cho cả hai. Nhà vua dọa sẽ xử tử hình Friedrich, sau đó đổi ý buộc ông phải nhường tước vị thái tử lại cho em mình là August Wilhelm (1722 -1758), mặc dù cả hai hướng đều hoàn toàn không khả thi. Tuy Tòa án Quân sự đã không hề gây tổn hại đến Vương tử và chỉ tuyên án tù chung thân đối với Katte, vua cha Friedrich Wilhelm I lại truyền lệnh: Vào ngày 6 tháng 11 năm 1730, ông buộc phải chứng kiến Katte bị xử trảm tại Küstrin (Kostrzyn), một pháo đài trên sông Oder. Dù vậy, khi sống trong nhà ngục, Friedrich vẫn được đối xử tử tế đúng theo quy cách dành cho một Vương tử. Ông được chăm sóc chu đáo và thậm chí, vua cha còn cử một triều thần có kiến thức uyên thâm về thuật trị quốc đến sống chung và đàm đạo với con trai. Dưới sự gợi mở của người này, Friedrich đã phác thảo cho riêng mình một kế hoạch phát triển kinh tế nói chung và phát triển ngành dệt nói riêng cho Vương quốc Phổ. Theo thời gian, sự rạn nứt trong quan hệ cha con nhà vua dần dần được hàn gắn. Friedrich đã bình tâm hơn và ông không muốn mất ngôi Thái tử vì việc mãi chống đối với vua cha. Còn Friedrich Wilhelm I thì càng lúc càng nhớ thương con trai. Cuối cùng, Friedrich đã xuống nước viết một lá thư xin lỗi gửi cho vua cha Friedrich Wilhelm I. Friedrich Wilhelm I cảm thấy rất vui mừng, nhà vua vội đến ngục thăm con và ân xá Friedrich.

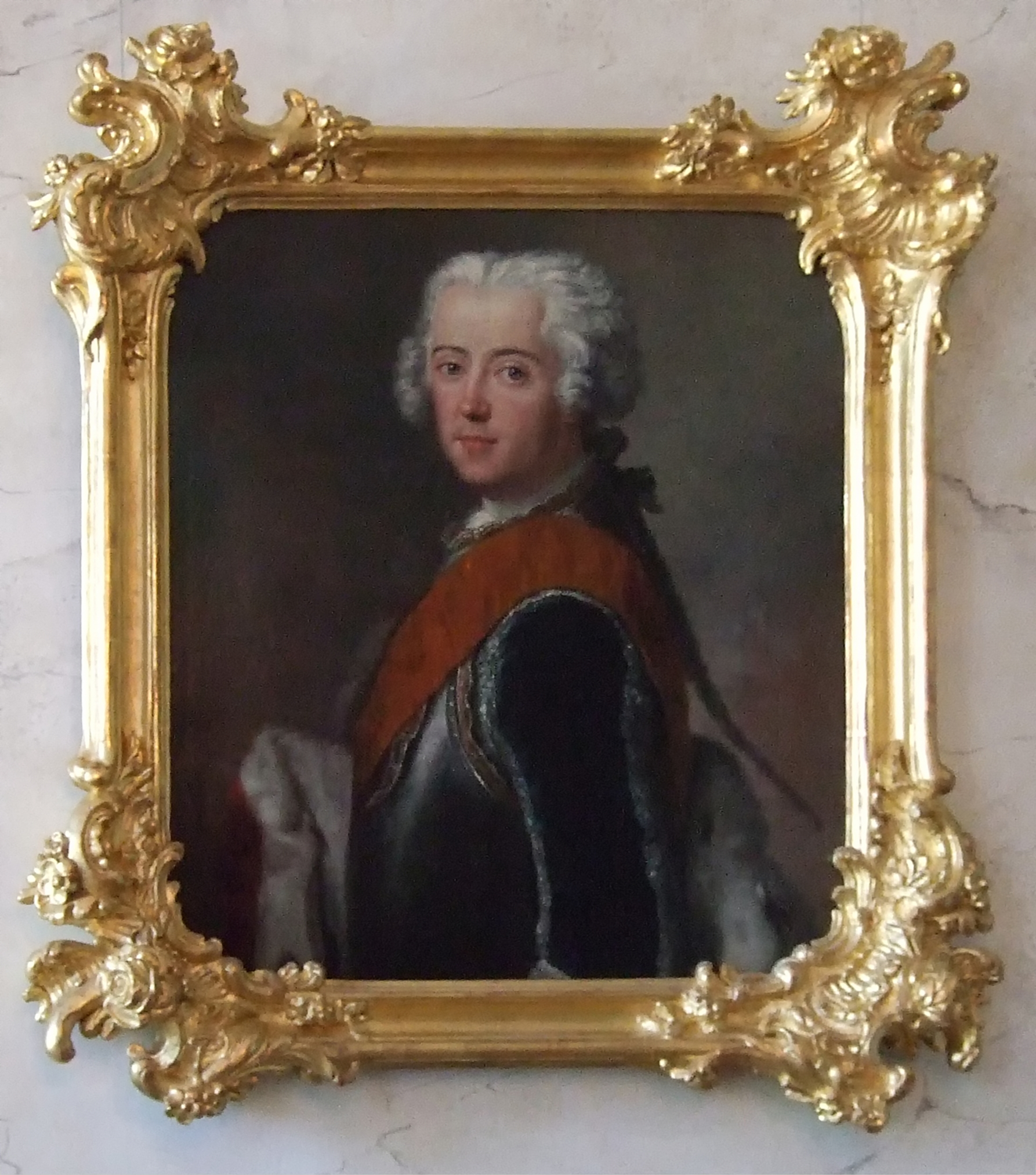
Tranh vẽ Friedrich II, được treo ở Lâu đài Friedrichsfelde tại Berlin-Lichtenberg. Chưa rõ là họa phẩm của ai.

Như vậy, Friedrich được ân xá và rời khỏi xà lim vào ngày 18 tháng 11 năm 1730, nhưng vẫn không nhận lại được cấp bậc trong quân đội mà ông bị tước trước đó. Hơn nữa, ông không được về Berlin, mà phải chịu sự giáo dục chặt chẽ về phương pháp trị quốc của Bộ Chiến tranh và Bộ Quản lý đất đai, kể từ ngày 20 tháng 11 năm 1730. Tình hình dịu thêm vào ngày 15 tháng 8 năm 1731, khi Friedrich tiếp kiến vua cha nhân lễ mừng thọ 43 tuổi của Friedrich Wilhelm I. Vài tháng sau, Friedrich Wilhelm I lại triệu hồi ông về Berlin để dự lễ cưới của chị ông là Wihelmina với Bá tước Friedrich xứ Bayreuth vào ngày 20 tháng 11 năm 1731. Cuối cùng, ông kết thúc khoá học tại Küstrin và trở về Berlin vào ngày 26 tháng 1 năm 1732. Từ đó ông sống xa cách với Công chúa Wilhelmina.

### Hòa thuận với vua cha
Mặc dù Friedrich đã tính đến chuyện tự tử thay vì lấy Elisabeth Christine, lễ cưới giữa hai người được thực hiện vào ngày 12 tháng 6 năm 1733. Friedrich bực bội cho rằng cuộc hôn nhân mang màu sắc chính trị này như một trong những hành động của Áo nhằm quấy rối Phổ. Sau khi lên nối ngôi năm 1740, ông không cho phép Elisabeth đến cung vua tại thành phố Potsdam, bà chỉ được phép sống ở cung điện Schönhausen và những căn phòng tại Berliner Stadtschloss. Friedrich II và Elisabeth cũng không có con, vì thế ông phong cho người em August Wilhelm làm "Thái đệ nước Phổ"; tuy nhiên, những điều này không dẫn đến việc Friedrich và Elisabeth ly hôn.
Ngày 27 tháng 11 năm 1731, Friedrich Wilhelm I hồi phục gươm và quân phục cho Thái tử, đồng thời cử ông chỉ huy Trung đoàn von der Goltz, đóng tại đồn gần Nauen và Neuruppin. Trong Chiến tranh Kế vị Ba Lan, Friedrich Wilhelm I gửi một đạo quân Phổ đến giúp Quân đội Áo. Trong chiến dịch đánh Pháp trên sông Rhine, Friedrich được Vương công Eugène de Savoie-Carignan dạy về sách lược quân sự. Eugène đã tiên đoán rằng các quốc gia châu Âu sẽ phải bất ngờ trước những chính sách hiếu chiến của Friedrich, một khi ông lên kế vị ngai vàng Phổ. Theo lệnh của Friedrich Wilhelm I (bấy giờ đã yếu đi vì mắc phải căn bệnh gút trong chiến dịch chống Pháp), ông tới Schloss Rheinsberg tại Rheinsberg, nằm ở phía bắc Neuruppin.

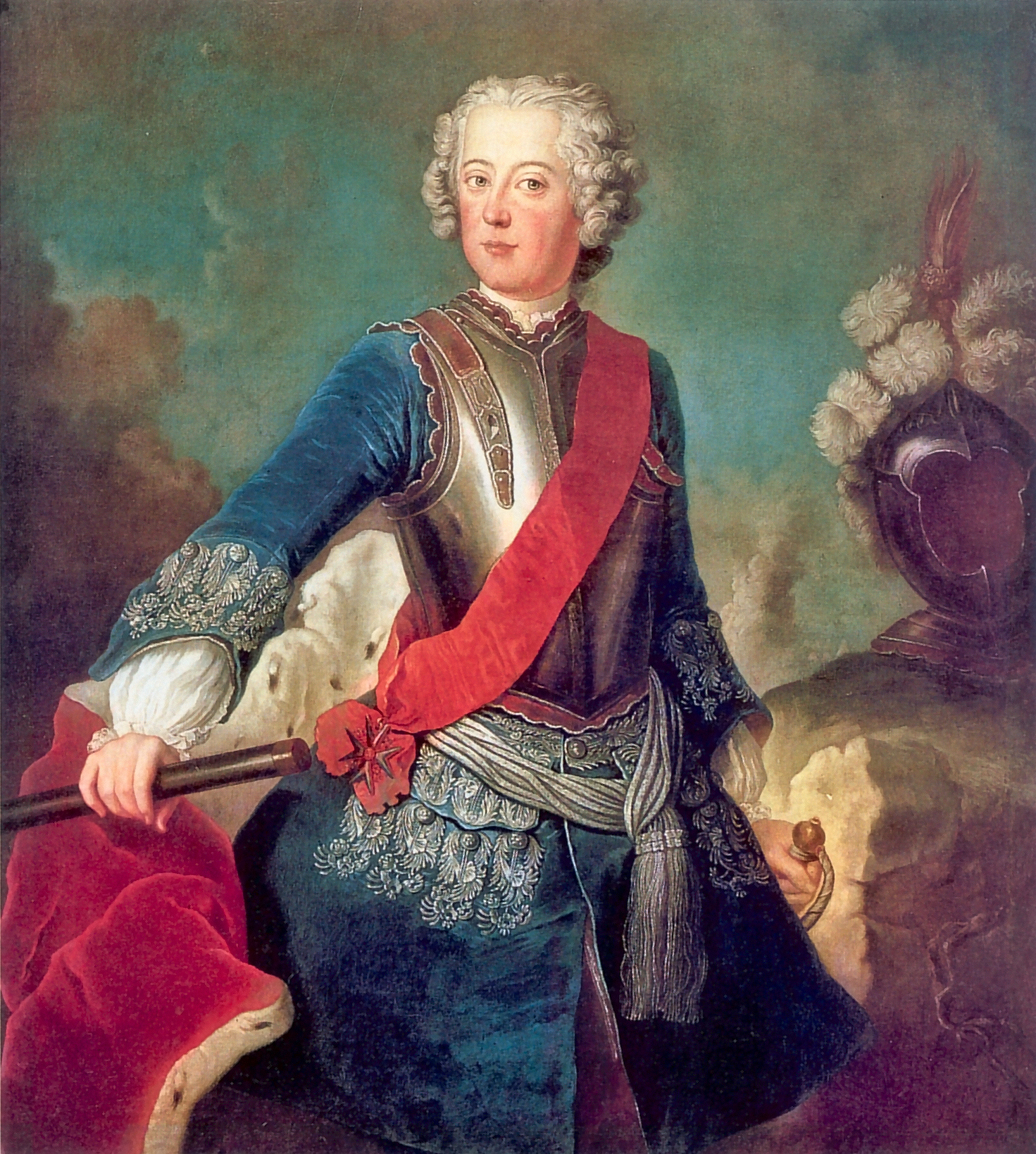
Chân dung Vương Thái tử Friedrich, thực hiện bởi Antoine Pesne.

Từ đó vị Thái tử trẻ đã sống ở Rheinsberg suốt bốn năm. Ông đã có thể tự ý xem đủ mọi loại sách vở, đồng thời cũng thường mời một số bạn hữu cùng chí hướng đến bàn chuyện thế sự hay ngâm thơ, viết văn. Tại Rheinsberg, Friedrich tụ tập một nhóm nhỏ các nghệ sĩ, gồm những diễn viên, nhạc sĩ, v.v… Ông đọc tiểu sử các danh tướng, xem kịch, soạn nhạc và nghe nhạc. Ông xem thời gian này là một trong những giai đoạn an nhàn nhất trong cuộc đời ông. Ngoài ra, ông còn lập ra "Huy chương Bayard" để bàn luận về việc quân sự với các bạn của mình. Trong các cuộc tranh luận việc quân, nhóm bạn của Friedrich tôn Heinrich August de la Motte Fouqué làm "Đại sư". Trong thời gian này, Friedrich đã chủ động viết thư cho nhà triết học lừng danh Voltaire và tạo được duyên bút mực với nhà tư tưởng lớn này. Dĩ nhiên là Friedrich Wilhelm I không bao giờ quên việc đào luyện cho con trai mình thành một nhà kế vị tương lai. Nhà vua thường phái con trai đi giám sát đôn đốc việc thu thuế với tư cách là Thái tử, đồng thời cho Friedrich đi sâu vào quân đội để hiểu rõ tình hình Quân đội Phổ và làm quen với các tướng lĩnh cao cấp của Phổ. Dần dần, Friedrich đã trở nên yêu thích, có nhiều hiểu biết sâu sắc về tình hình đất nước và Quân đội Phổ, đồng thời đã có nhiều chủ kiến riêng của mình về các vấn đề này.
Tác phẩm "Bàn về Quân chủ" (tên tiếng Ý: De Principatibus) hay "Quân Vương" (Il Principe) của nhà triết học Niccolò Machiavelli vẫn được xem như kim chỉ nam cho đạo trị quốc ở các nước phương Tây trong thời đại của Friedrich von Hohenzollern. Tuy nhiên, năm 1739, Thái tử Friedrich hoàn tất bài tiểu luận "Chống chủ nghĩa Quyền thuật" (tên tiếng Đức: Antimachiavellismus), phản bác tư tưởng của Niccolò Machiavelli. Trong tác phẩm này ông đã cực lực bác bỏ quan điểm "khi cần thiết phải dùng đến bạo lực và sự phỉnh gạt" của Machiavelli, cho rằng quan điểm này đã phá hỏng sự tôn nghiêm của một vị vua. Đồng thời Friedrich cũng chủ trương "cai trị quốc gia trên quan điểm công bằng, nhân từ, bác ái" và "nhà vua không phải là một đấng cầm quyền chuyên chế, mà là công bộc đầu tiên của Quốc gia". Friedrich đã đem bản thảo đưa cho Voltaire nhờ triết gia này hiệu đính, và đã được Voltaire đánh giá cao. Qua tác phẩm này, Voltaire cho rằng Friedrich là một vị vua sáng suốt của châu Âu trong tương lai, nhà văn còn nhiệt tình hiệu đính bản thảo cho Friedrich và xuất bản quyển sách này tại Hague. Tác phẩm được xuất bản ẩn danh năm 1740, và được Voltaire quảng bá rộng rãi tại Amsterdam. Tác phẩm đã làm Friedrich nổi tiếng với quan điểm "nhà vua là công bộc đầu tiên của Quốc gia". Sau nhiều năm tập trung hết mình vào nghệ thuật thay vì chính trị, ông được tin vua cha Friedrich Wilhelm I qua đời vào ngày 31 tháng 5 năm 1740 tại Postdam. Friedrich lên ngôi Quốc vương Phổ kiêm Bá tước Brandenburg.

## Vua Phổ

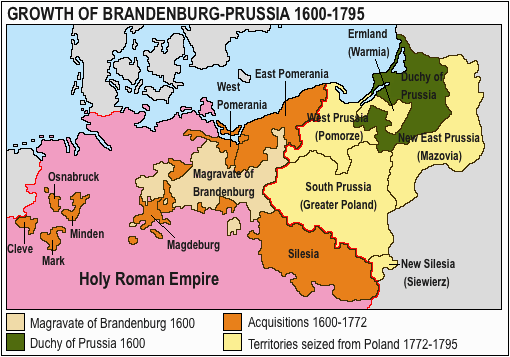
Sự lớn mạnh của Vương triều Brandenburg–Phổ (1600 – 1795).

Trước khi Friedrich lên nối ngôi vua, các triết gia và văn sĩ châu Âu đều mong ông trở thành một ông vua hiền triết. Tuy nhiên, hy vọng này nhanh chóng lắng xuống khi Friedrich phải đương đầu với những thực tế chính trị. Khi Friedrich nối ngôi "Vua ở Phổ" vào năm 1740, ông đã thừa hưởng từ vua cha một nhà nước giàu mạnh và một quân đội hùng mạnh do triều trước dày công xây cất. Dù vậy, thời bấy giờ Phổ vẫn còn là một vương quốc nhỏ bao gồm những vùng đất nằm rải rác, chẳng hạn như Cleves, Mark, và Ravensberg ở phía Tây của Đế quốc La Mã Thần thánh; Brandenburg, Nội Pomerania, và Ngoại Pomerania ở phía Đông Đế quốc; và cựu Công quốc Phổ nằm bên ngoài Đế quốc và có đường biên giới với Ba Lan. Ông có tước hiệu là Vua ở Phổ vì lãnh thổ của ông chỉ là một phần của vùng đất Phổ thuộc đế quốc La Mã Thần thánh. Mãi đến năm 1772, sau khi chiếm được phần lớn những vùng đất còn lại, ông mới tự phong làm Đức Vua của Phổ.

### Xây dựng quân đội Phổ
Một trong những việc đầu tiên Friedrich bắt tay vào sau khi lên ngôi là huấn luyện sĩ tốt, xây dựng một quân đội kỷ luật nhất châu Âu. Về số lượng quân sĩ, nếu Phụ vương Friedrich Wilhelm I đã tăng quân số Phổ từ 3 vạn lên gần 9 vạn binh lính, thì ông lại tiếp tục mở rộng quân số Phổ đến 20 vạn quân sĩ tinh nhuệ. Như vậy, quân số Phổ tương đương với quân số Đế quốc Áo, bất chấp một thực tế là nước Phổ thua xa Áo về số dân (chỉ chiếm 30 phần trăm dân số nước Áo thời bấy giờ), chưa kể là dân số thua xa cả Nga, Anh lẫn Pháp. Trong các nước châu Âu thời đó, Phổ được quân sự hóa hơn cả; có nhận định của nhà sử học người Đức Georg Heinrich von Behrendost, nhưng thường được cho là của Mirabeau, như sau:
| “                               | Vương quốc Phổ là một Quân đội có Quốc gia, chứ không phải là một Quốc gia có Quân đội. Nước Phổ chỉ là một cái đồn của Quân đội Phổ. | ” |
| — Georg Heinrich von Behrendost | |   |

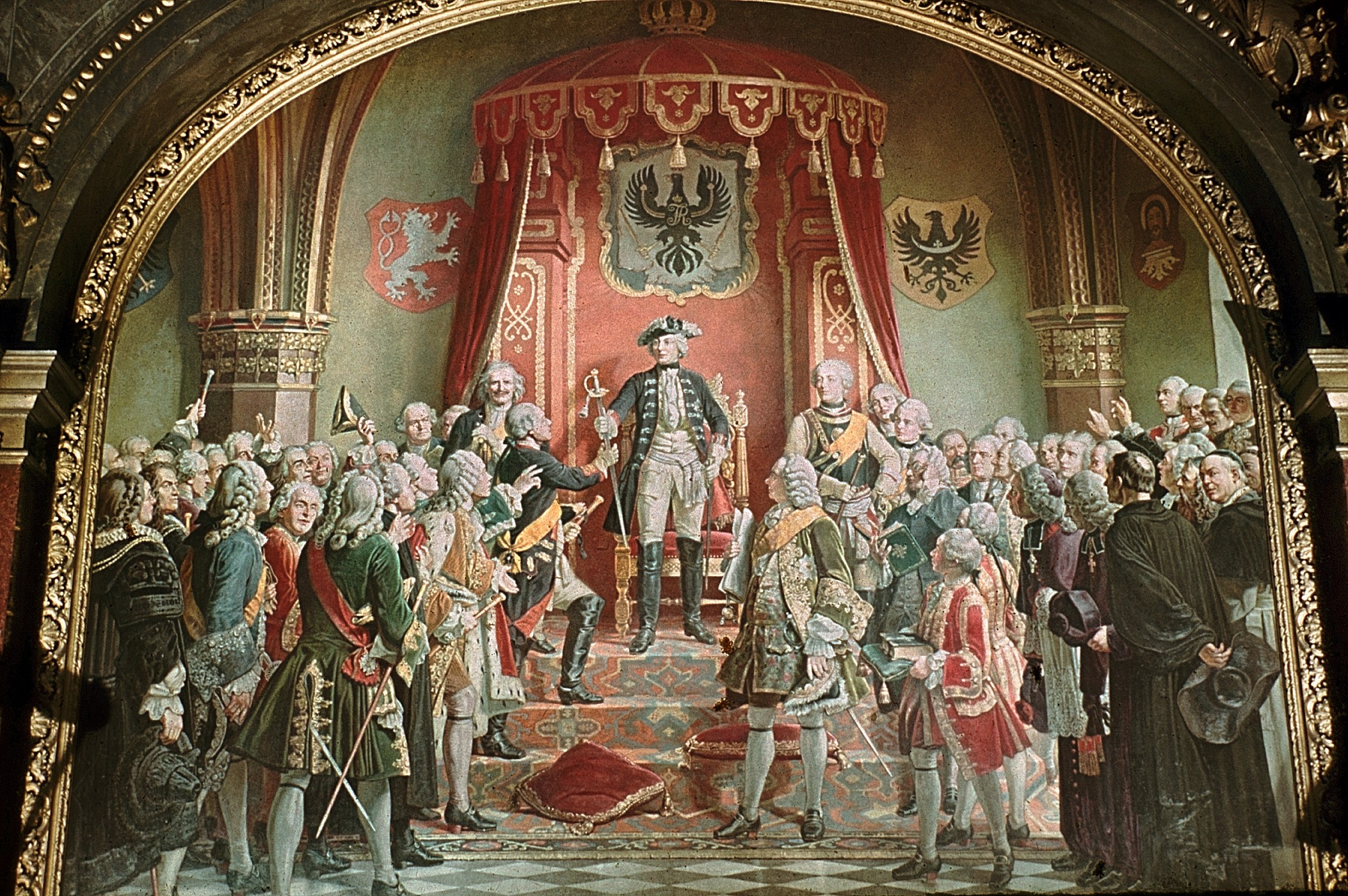
Die Huldigung der schlesischen Stände vor Friedrich II. in Breslau 1741, 1882, hoạ phẩm của Wilhelm Camphausen (1818–1885).

Dưới Triều đại Friedrich II, Quân đội Phổ trở thành một lực lượng có tinh thần kỷ luật, với những binh sĩ thiện chiến và mẫn tiệp. Song, Quân đội Phổ của ông là một trong những cỗ máy cứng nhắc nhất trong lịch sử quân sự Đức, người lính Phổ chỉ là một dụng cụ. Người lính Phổ không hề suy nghĩ, anh ta chỉ răm rắp làm theo lệnh của cấp trên. Friedrich cũng đào tào kỹ lưỡng lực lượng Kỵ binh, nên theo triết gia Friedrich Engels, nhà vua còn có trong tay một "lực lượng Kỵ binh không ai sánh kịp", đây sẽ là lực lượng giữ vai trò là cú đấm quyết định trong các trận đánh lớn. Không những thế, trong dự toán ngân sách quốc gia hàng năm thì ngân sách quân sự đã chiếm đến 80 phần trăm. Công cuộc cải cách Quân đội Phổ đã tạo cho vị Quốc vương có điều kiện để tiến hành những cuộc chinh phạt mở mang bờ cõi tại Âu châu lục địa.
Sau cuộc chiến tranh Silesia lần thứ hai, tận dụng khoảng thời gian quý báu này, Friedrich II tăng cường cải cách Quân đội Phổ - Brandenburg. Ông chú trọng đưa những đội pháo binh (do chiến mã kéo) trở thành một binh chủng của Quân đội Vương quốc Phổ, qua đó tăng cường sức cơ động cho pháo binh đồng thời ban bố quy định mỗi năm đều phải thực hiện chế độ duyệt binh và diễn tập với mục đích là hoàn tất cơ chế huấn luyện Quân đội. Để trang bị về mặt lý luận quân sĩ và động viên tinh thần toàn quân, vào năm 1746, nhà vua ho ra mắt tác phẩm "Lịch đương đại" và sang năm 1747, ông lại xuất bản một tác phẩm khác - đó là sách "Những lời dạy của vua Friedrich Đại đế đối với Quân đội của mình". Tác phẩm này được xem là một trong những luận thuyết về binh cách xuất sắc trong lịch sử.
Trong suốt bảy năm chinh chiến, nhà vua nhận thấy nước Phổ cần có một lực lượng dân quân tự vệ, và do đó ông đã xây dựng lực lượng này. Vào năm 1759, ông thiết lập một khẩu đội pháo bao gồm những khẩu hỏa pháo nặng đến sáu pao và mỗi khẩu pháo được một con chiến mã kéo, được đóng yên cương theo từng cặp với ba kỵ sĩ, và được phục vụ bởi bảy thượng sĩ phụ trách khẩu pháo. Dù khẩu đội pháo thường chịu tổn thất trên trận tiền do những kỵ sĩ không đáng tín nhiệm, "cơ cấu biệt đội" này được nhà vua tin tưởng là lợi thế về chiến thuật của lực lượng Quân đội Phổ, và sẽ còn được di truyền về sau.. Một số cường quốc Âu châu đã xây dựng lực lượng Quân đội theo kiểu nước Phổ dưới triều Friedrich II.

### Công cuộc mở mang bờ cõi Phổ

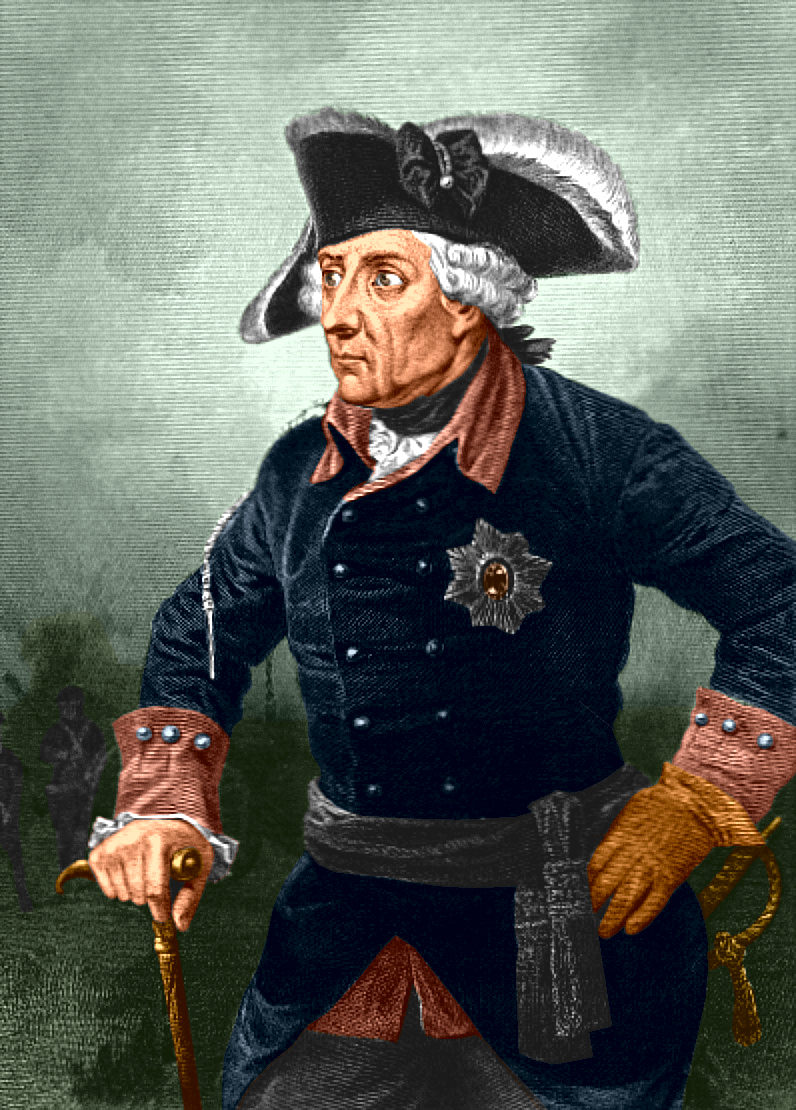
Chân dung Friedrich II.

Friedrich II mong muốn đổi mới và thống nhất những vùng đất cát cứ trong Vương quốc của mình. Triều đại lâu dài của ông chứng kiến việc Triều đình Phổ phá vỡ quyền "Thiên tử" toàn bộ Đức của Triều đình Áo như trước đây, nói cách khác là sự ra đời của "chủ nghĩa nhị nguyên Đức" (1740 – 1866) của Áo và Phổ - hai nước hùng mạnh nhất trong đế quốc La Mã Thần thánh. Để đòi quyền thống trị những vùng nói tiếng Đức, ông đã phát động không ít cuộc chiến tranh chống lại đế quốc Áo - do Hoàng gia Habsburg trị vì. Hầu hết các Hoàng đế La Mã Thần thánh cầm quyền từ thế kỷ XV cho tới năm 1806 đều là thành viên của triều đại Habsburg này. Những thắng lợi quân sự của Friedrich đã nâng cấp Phổ từ một nước khá yếu lên thành một cường quốc hàng đầu châu Âu khi đó. Có được thành tựu này là nhờ ông đã phát huy tiềm lực về quân sự vốn có của Phổ từ thời Friedrich Wilhelm I và nói theo lối sống thanh đạm của tổ tiên.

#### Chiến tranh Kế vị Áo (1740 - 1748) và 10 năm thái bình
Friedrich muốn chiếm Schlesien, tỉnh giàu có nhất Áo. Ông bèn đối kháng "Đạo luật Thừa kế năm 1713" cho Maria Theresia kế ngôi vua Áo. Ông cũng quan ngại rằng, vua Ba Lan kiêm tuyển hầu tước Sachsen August III sẽ chiếm Schlesien hầu cách nối lại những vùng đất rời rạc của mình. Ngày 16 tháng 12 năm 1740, Friedrich đích thân dẫn 28000 quân đi đánh Schlesien, viện cớ thực thi một hiệp ước giữa nhà Hohenzollern với nhà Piast xứ Brieg (Brzeg) năm 1537, mà hầu như không ai biết đến. Trước đó, ông đã đề nghị Maria Theresia nhượng cho ông Glogau và Schlesien, đổi lại ông sẽ tôn chồng bà làm Hoàng đế La Mã Thần thánh Franz I, nhưng bà không hồi âm.

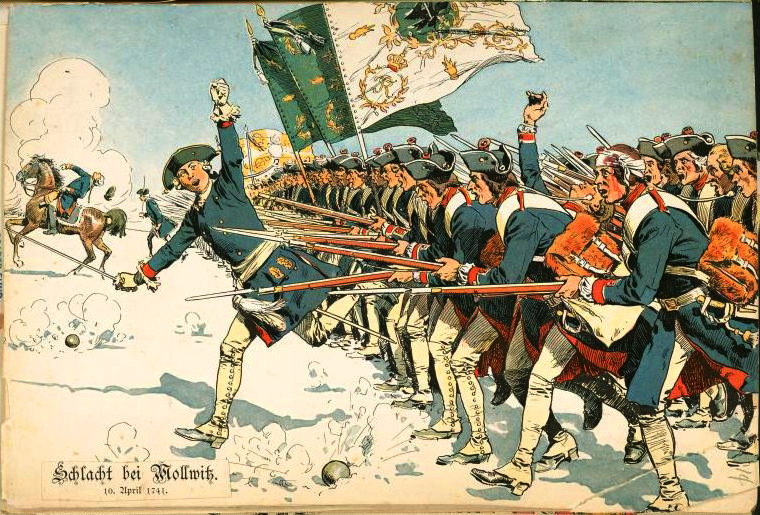
Quân Phổ trong trận Mollwitz (1741)

#### Cuộc chiến đầu tiên (1740 - 1742)
Friedrich nhanh chóng hạ các đồn binh Áo và thu phục Hạ Silesia tháng 2 năm 1741. Năm 1741, quân Áo phản kích, bị Friedrich phá tan ở trận Mollwitz ngày 10 tháng 4. Đầu trận này kỵ binh Phổ lép vế trước kỵ binh Áo, Friedrich phải rời bỏ trận địa, nhưng bộ binh Phổ do thống chế Schwerin chỉ huy đã đánh bại quân Áo. nhà vua vẫn đóng quân tại đây và nạp thêm tân binh vào Quân đội Phổ, cũng như cải thiện chất lượng của Kỵ binh.
Kết quả trận Molwitz mở đường cho Friedrich II lập liên minh với Pháp, Bayern, một số vua chư hầu người Đức, Tây Ban Nha, Sardinia và Thụy Điển, chống Áo, Anh, Hà Lan và Nga. Sau đó, Friedrich đem quân chiếm Bohemia, lấn sang cả Morava nhưng thất lợi phải lui về Bohemia. Đại quân Áo tới Bohemia, lại thua Friedrich trong trận Chotusitz (Czaslau) ngày 17 tháng 5. Sau đó Friedrich xé bỏ liên minh với Pháp và ký Hòa ước Breslau với Áo vào ngày 11 tháng 6 năm 1742, theo đó người Phổ nhận được vùng Silesia, đổi lại nước Phổ cũng phải gánh món nợ 1,7 triệu đồng Thalers của Áo. Việc Phổ thu phục Schlesien cũng được chính thức công nhận theo Hiệp định Berlin vào ngày 28 tháng 7. Sau cuộc chiến tranh này, đất Phổ mở rộng thêm 1/3.

#### Cuộc chiến thứ hai (1744 - 1745)
Năm 1744, Áo mưu chiếm lại Silesia, Friedrich nhân danh đồng minh của Pháp và Bayern tái chiến, mở ra chiến tranh Silesia lần thứ hai (1744 – 1745) Ông dẫn 8 vạn đại quân chiếm Sachsen, sau đó tràn sang Bohemia nhưng không thành công do chiến thuật tiêu thổ của Áo. Tướng Áo đem 7 vạn quân Áo-Sachsen phản kích vào Schlesien, Friedrich dẫn 65 nghìn quân bất thần đánh trận địa địch trong trận Hohenfriedberg ngày 4 tháng 6 năm 1745. Liện quân tan chạy về đất Áo.

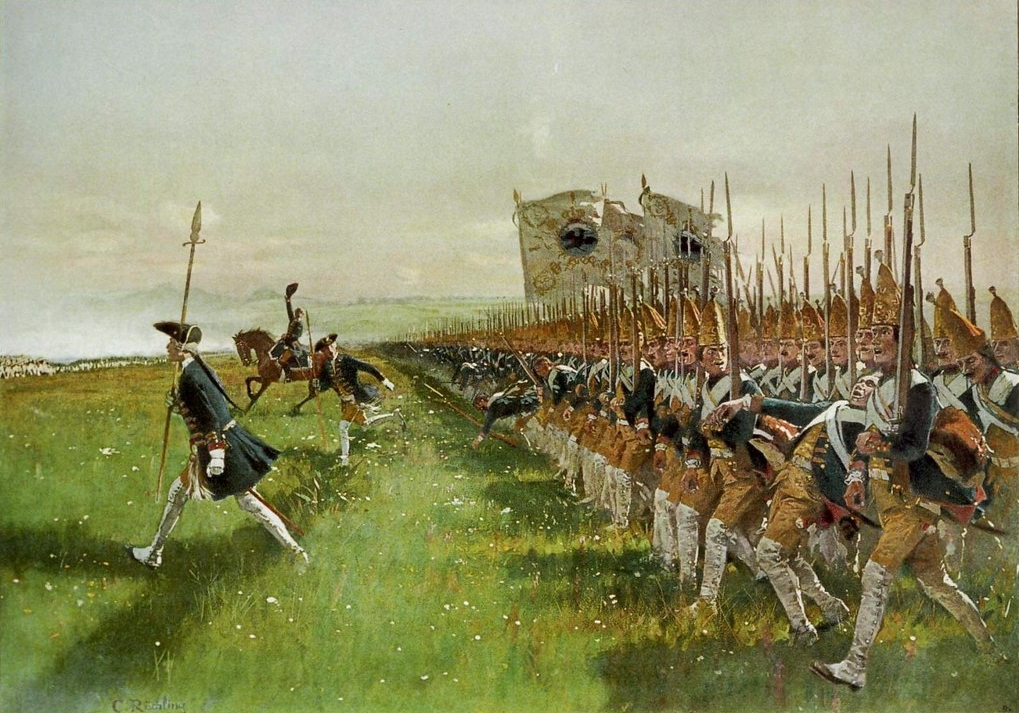
Chiến thắng tại Hohenfriedberg, Cuộc tấn công của Bộ binh Phổ, tranh sơn dầu trên vải bạt của Carl Röchling.

Ngày 26 tháng 8, Friedrich ký hòa ước với Anh, nhưng Áo quyết không hòa. Tháng 9 Friedrich đánh Bohemia, không thắng. Trên đường rút, khoảng 2 vạn quân Friedrich bị 4 vạn quân Áo đột kích trong trận Soor, nhưng quân Phổ nhờ tinh thần kỷ luật cao nên thắng. Cuối năm 1745, liên quân Áo-Sachsen lại đến đánh Brandenburg. Friedrich đem 35 vạn quân rời Schlesien, đột kích và phá vỡ đạo quân tiên phong Sachsen tại Hennersdorf ngày 23 tháng 11. Hôm sau, ông lại thắng ở Görlitz.
Cuối năm 1745 Friedrich II chia quân làm 2 cánh sang đánh Sachsen. Cánh quân thứ nhất do Friedrich trực tiếp chỉ huy chiếm được Leipzig; cánh quân thứ hai của Thống chế Leopold von Anhalt-Dessau đụng một trận lớn với liên quân Áo-Sachsen ở Kesselsdorf, liên quân thua lớn. Ngày 17 tháng 12 năm 1745, 2 cánh quân gặp nhau ở Dresden. Áo chịu giảng hòa. Theo Hiệp định Dresden vào Giáng sinh năm 1745, Friedrich giữ vững quyền bá chủ các xứ Silesia và Glatz, tôn chồng của Maria Theresia là Franz I làm Hoàng đế La Mã Thần thánh và nhận chiến phí gồm 1 triệu thaler từ Tuyển hầu tước xứ Sachsen. Cuộc chiến tranh Kế vị Áo kết thúc với Hòa ước Aachen (1748), kể từ đó nước Phổ vươn lên thành một cường quốc Âu châu. Dân số nước Phổ đã tăng vọt; ngoài ra, ông cuộc chinh phạt xứ Silesia đã mang lại quyền kiểm soát sông Oder cho Phổ.
Vào tháng 12 năm 1745, Friedrich II kéo quân về Berlin. Dân Phổ đứng chật hai bên đường nghênh đón nhà vua và đây là lần đầu tiên ông đượ gọi là "Friedrich Đại Đế". Sau khi ông hoàn tất cuộc chiếm đóng vùng Silesia, trong khoảng 10 năm sau đó ở châu Âu không có những hoạt động quân sự nào đe dọa đến nền an ninh quốc gia của Phổ. Sau đó, nhà vua còn viết thêm phần "Rêveries politiques" vào di chúc của ông (1752). Trong "Rêveries politiques", nhà vua trình bày những cuộc chinh phạt Phổ nên tiến hành trong tương lai. Ông cho rằng, các vua Hohenzollern cần phải chiếm Sachsen, Pomerania thuộc Ba Lan và Phổ thuộc Ba Lan. Bên cạnh đó, trong "Di chúc Chính trị" (1752), nhà vua cũng khuyên các vua kế tục không nên tranh ngôi Hoàng đế La Mã Thần thánh với vua Áo.

#### Chiến tranh Bảy năm (1756 - 1763)
Nước Áo Habsburg là kẻ thù truyền kiếp của nước Pháp Bourbon. Trước đây vua Pháp Louis XV theo phe Friedrich II trong cuộc chiến 1740-48. Tuy nhiên, năm 1756, liên minh Anh-Áo tan rã, một phần vì Anh bận đánh Pháp giành thuộc địa ở Bắc Mỹ và Ấn Độ từ năm 1755 nên không thiết tha với Áo. Lúc này Phổ đã phất lên ngoạn mục, làm cả Áo và Pháp đều lo sợ. Hai nước bèn bắt tay lập liên minh. Friedrich sợ, liền lập liên minh với Anh tại Hiệp định Westminster ngày 6 tháng 1 năm 1756. Anh sở dĩ chịu liên minh và viện trợ cho Phổ vì Anh muốn dùng Phổ để kiềm chế Pháp tại châu Âu.
Sau đó, Friedrich phán đoán Áo, Pháp sẽ họp quân đánh Schlesien, nên ông phải tung đòn phủ đầu trước. Ông thảo ra 3 mục tiêu: 1) đánh gấp Sachsen (một nước trung lập trong khối La-Đức mà ông nghĩ là theo Áo), xóa sổ đe dọa từ Sachsen và dùng nhân lực, tài lực Sachsen nuôi sống quân Phổ; 2) đánh Bohemia; 3) đánh Mähren theo đường Schlesien, chiếm thành Olmütz, nhân thế chẻ trẻ tiến ra Viên bắt Áo đầu hàng.
Ngày 29 tháng 8 năm 1756, Friedrich sai một tướng đem 25000 quân giữ Schlesien phòng quân Áo từ Mähren và Hungary lấn sang, một tướng khác giữ Đông Phổ phòng Nga lấn (lúc này Nga khá thân thiện với Áo). Tự Friedrich đem 10 vạn đại quân bất thần đánh Sachsen. Ngày 9 tháng 9, quân Phổ vào quốc đô Dresden, quân Sachsen về giữ Pitna. Tiếp theo đó, ngày 10 tháng 9 Friedrich vây thành Pirna. Khi Áo gửi quân tiếp viện giúp Sachsen, Friedrich tiến ra đánh Áo trong trận Lobositz ngày 1 tháng 10. Quân Áo đã được bảo ban, rèn luyện kỹ nên chiến đấu rất ngoan cường. Hai bên đều chết hại cỡ 2900 quân, và Friedrich khó khăn lắm mới thắng được. Ngày 13 tháng 10, Pirna thất tủ, Friedrich II ép quân Sachsen phải nhập ngũ quân đội Phổ. Hành vi này đã gây cho dư luận châu Âu (kể cả nhiều người Phổ) phẫn nộ.

##### Giai đoạn đầu (1757 - 1758)
Sau khi Friedrich đánh Sachsen, Áo, Nga, Pháp, Thụy Điển và khối La-Đức tính đem 50 vạn quân vây đánh Phổ. Friedrich chỉ có hai đồng minh là Anh và Hanover, nhưng Anh chỉ viện trợ về mặt tài chính. Do vậy tháng 4 năm 1757, Friedrich cầm 64000 quân, cấp tốc đánh Bohemia hòng loại trừ Áo. Ông đánh bại quân Áo do Karl xứ Lothringen chỉ huy tại Praha ngày 6 tháng 5, nhưng Phổ hao hụt hơn 12000 người. Ngày 18 tháng 6, thống chế Áo Leopold Joseph von Daun dẫn viện binh áp sát Praha. Friedrich đem 35000 quân đánh hơn 5 vạn quân Daun trong trận Kolín, kết quả ông thua to, quân Phổ chết hại gần 14000. Chiến dịch Bohemia bị phá sản, Friedrich tháo chạy về Sachsen.

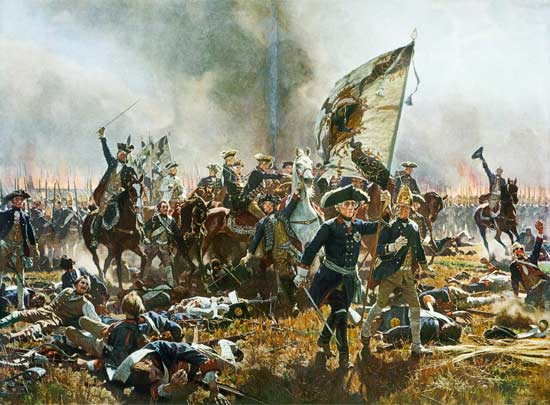
Friedrich II trong trận Zorndorf.

Sau chiến thắng Kolín, liên minh Áo-Nga-Pháp-Thụy Điển tung quân vây đánh 4 mặt. Mặt đông, quân Nga đánh tan 3 vạn quân của trấn thủ Đông Phổ Hans von Lehwaldt; mặt bắc, quân Thụy Điển tràn xuống Pommern; mặt nam, Karl xứ Lothringen và Daun đem hơn 8 vạn đại quân Áo thu hồi Schlesien; mặt tây, quân đội Pháp tiến công Sachsen và các nước đồng minh của Phổ ở miền Tây Đức. Cùng lúc đó, vương công Joseph xứ Sachsen-Hildburghausen chiêu mộ 25 nghìn quân khối La-Đức tại thượng lưu sông Rhein hòng chuẩn bị hợp lực với Pháp đánh chiếm Berlin ép Phổ đầu hàng.
Cuối năm 1757, Friedrich nhận diện quân Pháp của thống chế Soubise là mắt xích nguy hiểm nhất, bèn dẫn 2 vạn binh đến tây Sachsen. Bấy giờ Soubise đã hội quân với Hildburghausen, quân số đông gấp đôi Phổ, lại đóng đồn rất chắc ở bờ tây sông Saale. Ngày 5 tháng 11, Friedrich giả cách rút lui. Soubise, Hildburghausen tung quân hơn 4 vạn người truy kích. Khi quân Pháp, quân La-Đức có dấu hiệu rối đội ngũ, Friedrich thúc quân phản kích, thắng lớn. Quân Pháp, La-Đức chết hại trên dưới 1 vạn người. Sau khi dẹp yên mặt Sachsen, Friedrich vội đem 13000 quân tiến về Schlesien trong 15 ngày, đến nơi họp với quân địa phương, nâng tổng quân số lên 4 vạn người. Ngày 5 tháng 12, Friedrich hội chiến với gần 7 vạn quân Karl, Daun trong trận Leuthen. Friedrich thắng to, gây hơn 2 vạn tướng sĩ Áo chết và tàn phế. Quân Phổ tổn hao hơn 6200 người. Tiếp đó Friedrich thu lại toàn Schlesien, nhưng nữ vương Áo vẫn không chịu giảng hòa. Friedrich bèn lên kế hoạch đem quân đánh Mähren, vây thành Olmütz để nhử quân chủ lực của Daun tới cứu, kế đó tiêu diệt quân Daun rồi uy hiếp Viên. Ngày 29 tháng 4 năm 1758, Friedrich từ Schlesien vượt sang Mähren; đến ngày 13 tháng 5 bắt đầu vây Olmütz. Áo phòng thủ rất nghiêm nên Friedrich không hạ được. Daun nắm đại quân Áo, không vội đến cứu Olmütz, mà đóng trại ở Skalitz, cho khinh binh quấy nhiễu quân tiếp viện Phổ. Trong trận Domstadtl ngày 30 tháng 6, một đạo viện binh từ Schlesien bị Áo phục kích tiêu diệt.
Cùng lúc đó, Nga chinh phục Đông Phổ, từ đây lấn sang Brandenburg. Friedrich sợ mất Berlin, bỏ Mähren tiến về phía đông đánh Nga. Trong trận Zorndorf ngày 25 tháng 8, Friedrich muốn bọc hậu tiêu diệt cánh quân Nga do Viliam V. Fermor chỉ huy, nhưng bị bắt bài: quân Nga xoay mặt sang hướng mà quân Phổ định đi vòng bọc hậu, buộc Friedrich phải tung nhiều đòn tấn công trực diện mà phần lớn bị quân Nga đập tan; hễ khi quân Nga phản công thì bị quân thiết kỵ Phổ đè bẹp. Sau 1 ngày giao chiến, 2 bên đều tổn thất lớn (Phổ 12000, Nga 18000), nhưng Fermor thu quân khỏi Brandenburg về Ba Lan.

##### Nguy cơ mất nước
Sau trận Zorndorf, Friedrich đem 3 vạn quân tới Sachsen, ngăn giữ 8 vạn quân Daun. Friedrich đóng trại ở Hochkirch. Ngày 14 tháng 10, nhân sơ hở, Daun đột kích quân doanh, phá tan quân Phổ. Friedrich tổn thất 9 nghìn binh tướng. Năm sau (1759), nguyên soái Nga Pyotr S. Saltykov đem 7 vạn quân từ Ba Lan vào Brandenburg. Friedrich sai tướng Carl von Wedel đem 23000 quân chống đánh. Wedel thua Saltykov trong trận Züllichau, chết hại đến 8000 quân Phổ. Friedrich phải tự đem 48000 quân tới sông Oder giữ Brandenburg. Về phía mình Saltykov họp quân với tướng Áo Laudon, cho 64000 quân trấn đóng Kunersdorf. Tại đây ngày 12 tháng 8, Friedrich hội chiến với liên minh Nga-Áo. Quân Phổ khinh địch, bị thất bại nặng, có đến khoảng 19000 chết, tàn phế và bị bắt. Sau trận đánh Friedrich gửi thư nói tể thần von Finckenstein rằng: "Ta không còn bất cứ một tiềm lực nào nữa. Nói thật với ông nhé, ta tin rằng tất cả đã mất. Vĩnh biệt, ta không thể sống đến khi non sông rơi vào tay quân địch."

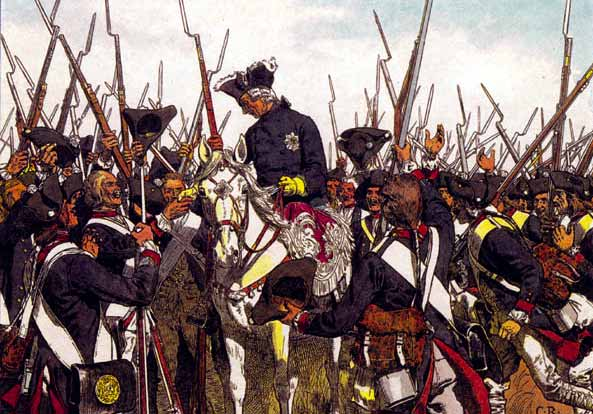
Friedrich II cùng Trung đoàn Anhalt-Bernburg khải hoàn tại Liegnitz.

Tuy nhiên, Saltykov và Laudon đã không chộp cơ hội tấn công Berlin, thay vì đó họ rút quân về Ba Lan, nhờ đó Friedrich họp mội đội quân mới gồm 33000 người. Tháng 7 năm 1760, Friedrich đem quân vây Dresden, nơi đã bị quân Áo chiếm năm trước. Friedrich lại thua. Các tướng Áo Daun, Laudon đánh Schlesien, chiếm nhiều thành lớn; Friedrich về Schlesien đánh tan quân Laudon trong trận Liegnitz ngày 15 tháng 8. Sau đó, Daun đem đại quân sang chiếm Sachsen, Friedrich cũng dẫn 5 vạn quân tới, đánh bại Daun ở Torgau. Cùng năm quân Nga tiến tới Berlin, phá được quân Phổ của Seydlitz, chiếm Berlin một thời gian rồi về.
Năm 1761, quân Phổ đã kiệt sức và phải bị động. Quân Áo, Nga lại đánh Schlesien và Sachsen; Friedrich giao em là Heinrich chống Laudon ở Sachsen, tự mình chống Laudon và nguyên soái Nga Aleksandr B. Buturlin ở Schlesien. Ngày 20 tháng 8 năm 1761, Friedrich lập thành lũy trú đóng vững chắc ở Bunzelwitz. Laudon, Buturlin đem 15 vạn quân bao vây, nhưng hai người bất hòa, không chịu đánh. Cuối cùng liên quân rút về vùng Hạ Schlesien và Ba Lan. Friedrich II sai Platen đánh Ba Lan, phá nhiều kho đạn dược của Nga và bắt nhiều lính Nga.
Tại Schlesien, Laudon có để lại một đội quân nhỏ, bất thần chiếm Schweidnitz, một trong các trọng tâm của tỉnh. Cùng lúc đó, tân thủ tướng Anh Huân tước Bute tuyên bố ngưng viện trợ cho Phổ. Cùng lúc đó, quân Nga và Thụy Điển hạ được thành Kolberg ở Pommern. Đến đây, tài lực Phổ kiệt quệ, quân số thiếu hụt đến mức phải tuyển cả trẻ con 13, 14 tuổi vào làm lính, tinh thần binh sĩ sa sút trầm trọng. Còn bản thân Friedrich thì tóc bạc trắng, tinh thần suy sụp, hốc hác như một ông già và nhiễm phải chứng phong thấp do phải lăn lộn quá nhiều ngoài sa trường. Ông luôn mang theo người một bình thuốc độc để khi cần thì tự sát.

##### Giữ vững vương quốc

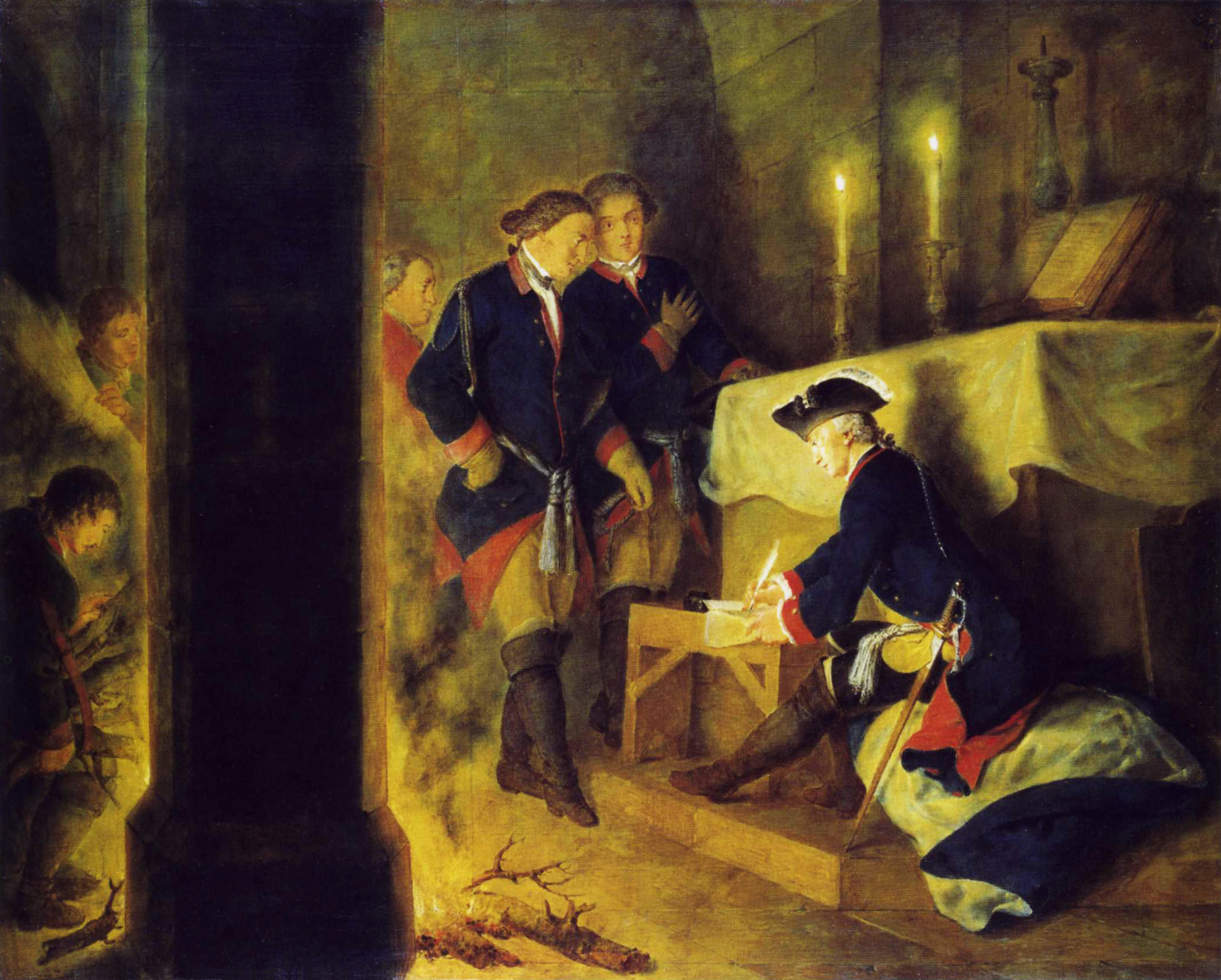
Friedrich II sau chiến thắng Torgau, tranh sơn dầu trên vải bạt của Bernhard Rode.

Đầu năm 1762, Phổ gần kề thất bại, Friedrich II được tin nữ hoàng Nga Yelizaveta Petrovna qua đời vào ngày 5 tháng 1 năm 1762. Do không có con, sinh thời Elizaveta chỉ định cháu là Đại Công tước Pyotr xứ Schleswig-Holstein làm thái tử, tức Nga hoàng Pyotr III. Pyotr III là người ngưỡng mộ Friedrich II, liền lập liên minh tấn công và phòng thủ với Phổ, rút quân khỏi vùng Đông Phổ đồng thời tuyên bố bảo vệ Phổ trước bất cứ một cuộc tấn công nào, Friedrich cũng trao trả tù binh Nga. Theo chân Nga, Thuỵ Điển cũng ký kết Hiệp ước Hamburg với Phổ vào ngày 22 tháng 5 cùng năm đó, đưa Phổ và Thuỵ Điển đến tình trạng status quo ante bellum.
Dù Anh không viện trợ nữa nhưng Friedrich vẫn quyết tâm theo đuổi cuộc chiến. Trên mặt trận phía Tây, Friedrich được công tước Ferdinand xứ Brunswick giúp sức, quân Phổ thắng quân Pháp trong trận Wilhelmstal ngày 24 tháng 6 và đuổi quân Pháp ra khỏi xứ Westphalia, lại thắng ở Lutterberg ngày 23 tháng 7 năm 1762, rồi chiếm luôn thành Cassel. Ngày 1 tháng 7 năm 1762, Nga hoàng Pyotr III gửi một đạo quân Nga tới giúp Phổ, nhưng ít lâu sau đó liên minh Áo - Nga tan rã, theo lời của tướng Nga Zakhar Grigoryevich Chernyshov là do Pyotr III qua đời, triều đình Nga "chịu ảnh hưởng từ các kẻ thù của Đức Vua" nên hạ lệnh rút quân về Nga. Ông bèn khôn khéo giữ quân Nga lại chỉ để "hù dọa" quân Áo. Nhờ vậy, Friedrich đánh bại quân Áo trong trận Burkersdorf vào ngày 21 tháng 7 năm 1762. Đây là lần đầu tiên Friedrich tấn công bằng các đội hình dọc thay vì đội hình ngang.

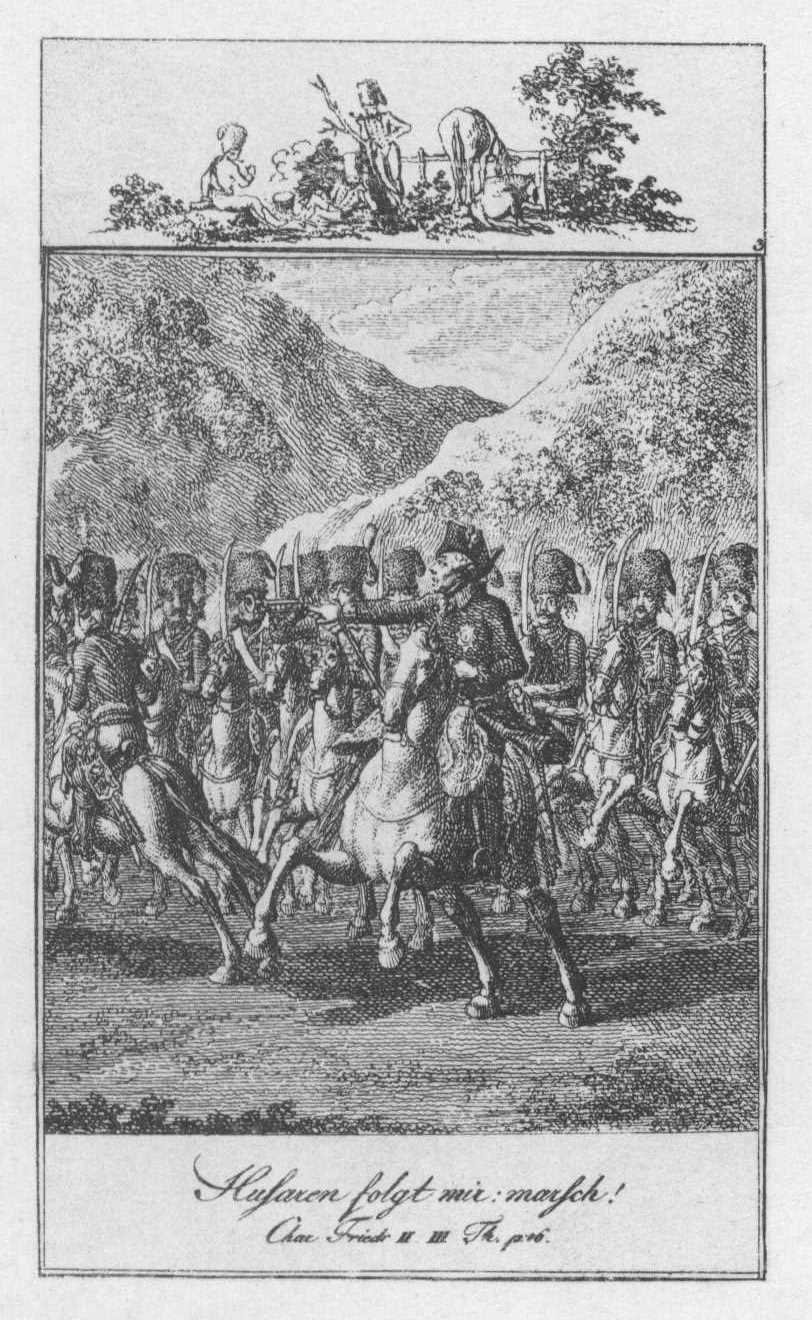
Friedrich II cùng Quân đội Phổ.

Sau khi quân Nga rút lui, Friedrich vây Schweidnitz, đánh bại viện quân của Daun ở Reichenbach ngày 16 tháng 8. Schweidnitz đầu hàng. Tại Sachsen quân Phổ do thân vương Heinrich chỉ huy ở Sachsen phá quân của thống chế Jean-Baptiste Serbelloni trong trận Freiberg. Hai bên đều suy suyển, bèn tiến hành đàm phán. Vào ngày 15 tháng 2 năm 1763, chiến tranh kết thúc với Hòa ước Hubertusburg, theo đó, Theresia thừa nhận khôi phục lại tình trạng ban đầu ("status quo ante bellum"), xác lập chủ quyền của Phổ đối với Silesia. Tuy nhiên, Friedrich phải trao trả độc lập cho Sachsen. Thành công của Friedrich trong việc giữ vững vương quốc đã khẳng định vai trò của Phổ như một cường quốc châu Âu Theo một nhà ngoại giao người Pháp, từ đây thanh thế Phổ rất lớn, được coi là minh chủ các nước Kháng Cách chống Áo trong đế quốc La-Đức. Bên cạnh đó, ngay sau cuộc chiến tranh Bảy năm, nước Phổ không còn có một đồng minh cường quốc nào; nhà vua bằng mọi giá không đẩy Phổ vào bất kỳ một cuộc chiến tranh nào. Ông biết rằng, Vương quốc này chỉ mới trở thành một trong những liệt cường trên lục địa châu Âu, nhưng có thể mất vị thế này - vốn dựa vào sức mạnh của Quân đội đất nước.

### Chia cắt Liên bang Ba Lan-Litva (1772)

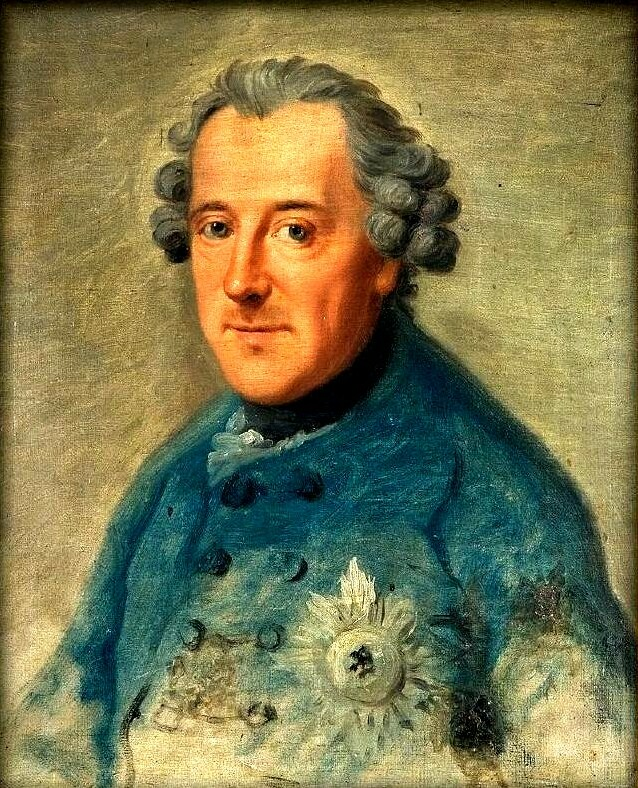
Friedrich II qua nét vẽ của Johann Georg Ziesenis (1716–1776) - họa sĩ người Đức gốc Đan Mạch. (1763)

Yekaterina II làm nữ hoàng Nga sau khi giết chồng là Pyotr III. Yekaterina II ban đầu chống Phổ quyết liệt. Dù vậy, Friedrich II đã chủ động đề xuất lập liên minh Nga-Phổ; liên minh thành lập ngày 11 tháng 4 năm 1764. Nga công nhận quyền cai quản Silesia của Phổ, đổi lại Phổ ủng hộ Nga chống Áo hoặc Thổ Nhĩ Kỳ. Nhờ Phổ chống lưng, Ekaterina II đưa người tình là Stanisław August Poniatowski lên làm vua Ba Lan, từ từ khống chế Ba Lan. tháng 9 năm đó, Stanisław August Poniatowski được phong vương. Liên minh Nga-Phổ kéo dài đến năm 1781.
Sau phiên họp Repnin năm 1767, Nga ngày càng lấn vào nội bộ Ba Lan. Việc này làm không chỉ Áo, Thổ mà cả Friedrich cũng lo ngại. Năm 1768, Thổ tuyên chiến với Nga. Friedrich không muốn Nga mạnh lên nhờ lấy đất của Thổ, nhưng vẫn viện trợ 30 vạn rúp. Một mặt Friedrich thỏa thuận với vua Áo Joseph II và tổng lý Wenzel Anton (Vương công xứ Kaunitz-Rietberg) để hòa giải với Áo. Ngay từ năm 1731, trong thư gửi Thống chế Dubislav Gneomar von Natzmer, Friedrich đã thấy việc sáp nhập phần Ba Lan thuộc Phổ sẽ giúp cho các lãnh thổ phía Đông của Phổ được thống nhất.

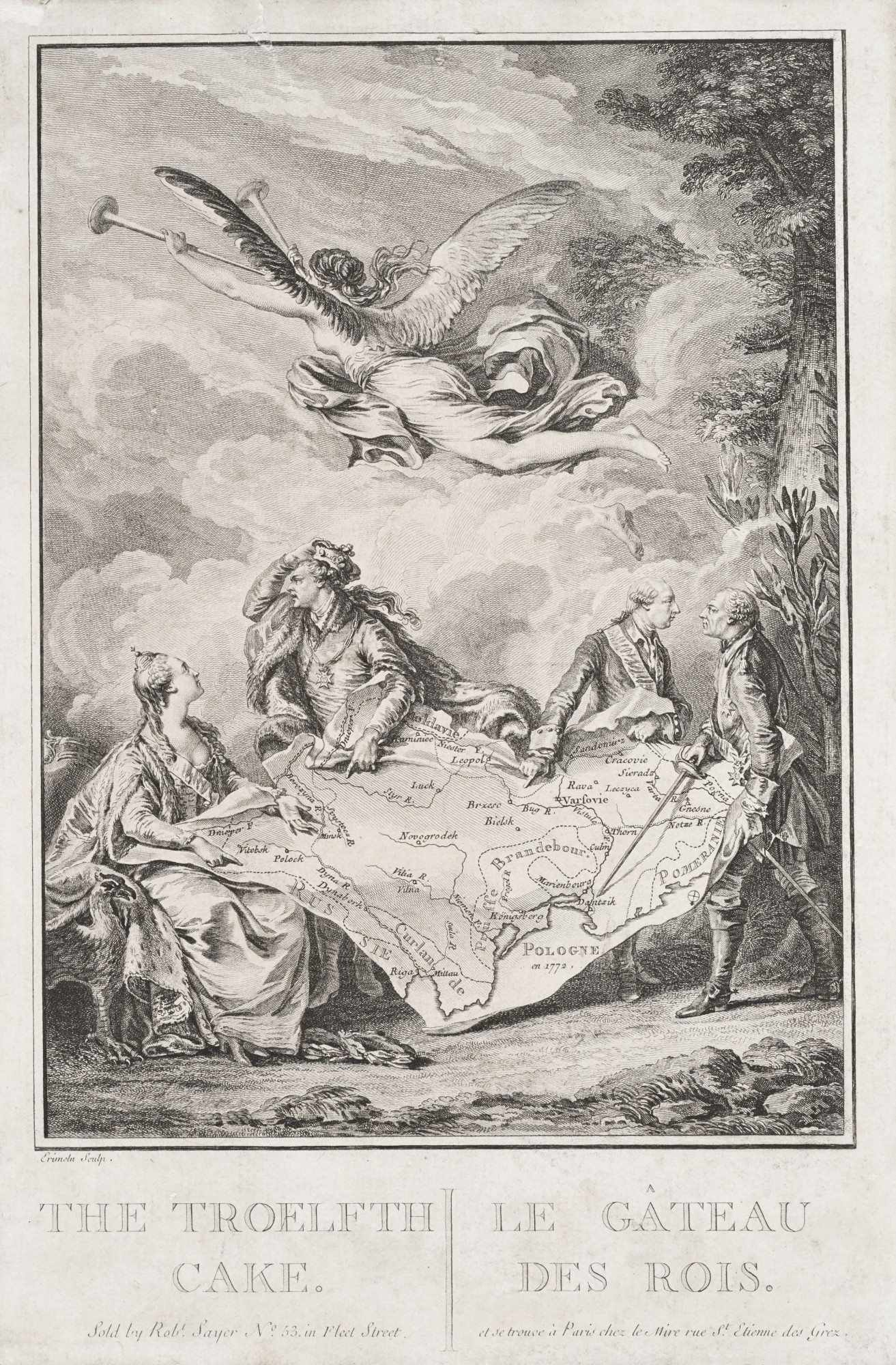
Friedrich II, Ekaterina II và Joseph II chia cắt "chiếc bánh" Ba Lan (1772).

Mùa đông 1770 - 1771, em Friedrich là Heinrich đến đến chầu Ekaterina II tại Sankt-Peterburg. Thấy Áo sáp nhập một số vùng đất vào năm 1769, Nga gợi ý Phổ chiếm một số vùng thuộc Ba Lan, chẳng hạn như Warmia. Nghe vậy, Heinrich trình tấu kế hoạch này lên vua anh, và nhà vua gợi ý tiến hành chia cắt Ba Lan giữa Phổ - Áo - Nga. Thấy vậy, tổng lý Áo Kaunitz yêu cầu Phổ, sau khi lấy đất của Ba Lan, phải trả lại tỉnh Silesia cho Áo, nhưng Friedrich II không nghe.
Sau khi quân Nga chiếm đóng các công quốc vùng Danube, thân vương Heinrich đã thuyết phục vua anh và nữ vương Áo Maria Theresia rằng sự cân bằng quyền lực sẽ không được duy trì bằng những cuộc xâm chiếm lãnh thổ thuộc Ottoman của quân Nga, mà bằng một cuộc phân chia Liên bang Ba Lan-Litva được thực hiện bởi ba cường quốc Phổ - Nga - Áo. Trong cuộc chia cắt Ba Lan lần thứ nhất vào năm 1772, Friedrich II nhận lấy phần lớn tỉnh Prusy Królewskie (nằm ở vùng hạ sông Vistula) của Liên bang Ba Lan-Litva. Ông sáp nhập 36 nghìn cây số vuông lãnh thổ cùng với 60 vạn dân cư vào Vương quốc Phổ - Brandenburg. Như vậy, Phổ là nước nhận được ít đất đai nhất trong ba liệt cường tham gia cuộc phân chia lãnh thổ của Liên bang Ba Lan-Liva. Tuy nhiên, vùng đất mới Tây Phổ đã hợp nhất với Đông Phổ cùng các vùng Brandenburg, Hinterpommern và khiến cho Phổ nhận được quyền cai quản cửa sông Wisla, một khu vực có giá trị kinh tế quan trọng. Mặc dù Maria Theresia đã chấp thuận việc phân chia này một cách miễn cưỡng, theo Friedrich II, "dù bà ta đã khóc, nhưng bà ta buộc phải đồng ý".
Như vậy, Phổ đã thu được nhiều lợi ích nhất trong cuộc chia cắt Ba Lan lần thứ nhất (1772), dù không chiếm được vùng Danzig hoặc là vùng Thorn (Torun). Ông nhanh chóng thực hiện cải tổ về mặt hành chính, luật pháp, là cải tiến hệ thống trường học ở Tây Phổ. Tuy nhiên, nhà vua tỏ ra coi thường những thần dân mới của mình. Ông không làm gì ngoài việc xúc phạm szlachta, một nhóm quý tộc người Ba Lan, vì viết rằng Ba Lan "là nước có một chính phủ tồi tệ nhất ở châu Âu, nếu không kể Thổ Nhĩ Kỳ". Ông xem Tây Phổ là nơi chưa có văn minh, giống như vùng đất Canada - một thuộc địa của đế quốc Anh thời bấy giờ, lại còn so sánh người Ba Lan với người Iroquois ở Bắc Mỹ. Nhà vua xem cuộc chia cắt Ba Lan là hậu quả của "sự ngu xuẩn của bọn Potockis, Krasi_skis, Oginskis, và tất cả những tên tiện dân có tên kết thúc với chữ -ki"; trong thư gửi Voltaire vào năm 1772, ông gọi họ là "giống người sắp tuyệt chủng ở châu Âu". Trong lá thư gửi Heinrich, ông cho rằng:
Friedrich bèn cho người Đức đến Tây Phổ để quy hoạch tỉnh này. Ông cũng có hy vọng rằng những người Phổ này sẽ hất cẳng những người Ba Lan ra khỏi Tây Phổ. Nhiều quan đại thần người Phổ cũng tỏ thái độ coi thường người Ba Lan. Tuy nhiên, bên cạnh đó nhà vua đối xử tốt với một số người Ba Lan, chẳng hạn như Tổng Giám mục Ignacy Krasicki, người đã làm lễ khai trương Đại giáo đường Thánh Hedwig vào năm 1773. Ngoài ra, ông còn khuyên các vị vua kế tục nên học tiếng Ba Lan. Họ đã làm theo lời khuyên của ông, mãi cho đến khi Friedrich III quyết định không cho con mình là Wilhelm II học ngôn ngữ này.

#### Friedrich II và cuộc chiến tranh Cách mạng Mỹ (1775 - 1785)
Friedrich có ác cảm với Chính phủ Huân tước Bute của Anh Quốc vì Bute không duy trì liên minh Anh-Phổ của người tiền nhiệm Pitt Những năm cuối đời cuối đời Friedrich II chứng kiến cuộc chiến tranh giành độc lập của 13 thuộc địa Anh Quốc tại Bắc Mỹ. Khi Cách mạng Mỹ bùng nổ, Chính phủ Anh tố cáo ông ngăn cản việc họ thuê một toán quân Nga làm lính đàn áp Cách mạng Mỹ, và cho các tướng tá Phổ đứng về phe Cách mạng, nhưng vô căn cứ. Ông không hề sai tướng nào đánh Anh, và một Nam Tước Phổ là Friedrich Wilhelm Augustin Ludolf Gerhard chỉ tình nguyện giúp cho Cách mạng, không phải là nghe lệnh của nhà vua. Ngay cả các sử gia người Đức cũng cho rằng Friedrich II không phải là một người bạn của cách mạng Mỹ.. Friedrich Kapp nhìn nhận:
| “                | Nhân dân Mỹ giành được độc lập không nhờ bất cứ một sự hỗ trợ nào của Friedrich. Không có bằng chứng nào cho thấy nhà vua có thiện cảm cá nhân hoặc chính trị đối với người Mỹ, nhưng một điều dễ hiểu là nhà vua chỉ lợi dụng họ để giành lợi thế trong cuộc tranh đấu trên chính trường Âu châu mà thôi. | ” |
| — Friedrich Kapp | |   |

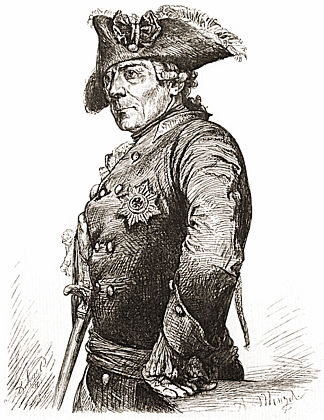
Friedrich II qua nét vẽ của Adolph von Menzel, 1859.

Bản thân Friedrich II cũng trơ trẽn thừa nhận ông có ý định "đứng về phe nào có lợi thế trong cuộc chiến tranh". Lúc bấy giờ, ông mong muốn tái lập liên minh Nga-Phổ. Vì thế, ông đồng ý với đề xuất trung gian của Ekaterina II trong cuộc Cách mạng Bắc Mỹ. Khi bà thiết lập "Liên minh các nước trung lập vũ trang" chống lại Đế quốc Thực dân Anh, Friedrich đã tham gia liên minh này. Sau khi cuộc chiến tranh giành độc lập của 13 thuộc địa Anh tại Bắc Mỹ thắng lợi, ông thừa nhận nền độc lập của Hiệp chúng quốc Hoa Kỳ. Một lý do khác khiến ông tham gia "Liên minh các nước trung lập vũ trang" là do ông muốn phát triển nền thương mại nước nhà, như một lá thư giữa quan Khâm sai Đại thần Phổ và một nhà ngoại giao người Mỹ ghi nhận khi Cách mạng còn tiếp diễn: "Theo văn kiện của một viên đại thần trên danh nghĩa vua, vua Phổ tuyên bố: những thương gia Bắc Mỹ chắc chắn sẽ giành độc lập cho non sông, và họ sẽ mang tàu buôn của họ vào các cảng của Đại vương dưới sự cho phép của Ngài" (1779). Vào năm 1785, Hiệp ước thương mại Phổ - Mỹ được ký kết, biến Friedrich trở thành vua châu Âu đầu tiên thiết lập quan hệ thương mại với nền cộng hòa Mỹ non trẻ.
Friedrich được các nhà cách mạng Mỹ George Washington, Benjamin Franklin hay Greene thán phục. Đến Mỹ, Nam tước Friedrich Wilhelm Augustin Ludolf Gerhard von Steuben - nguyên là Sĩ quan Quân đội Phổ - được chào mừng như một trong những chiến binh dưới quyền Friedrich. Sự hiện hữu của nhiều nhà hàng mang tên "Quốc vương nước Phổ" là một biểu hiện của lòng yêu mến của dân Mỹ đối với vua Phổ. Không những các nhà hàng và thị trấn, nhân dân các thuộc địa ở Bắc Mỹ cũng đặt tên những con tàu buôn của họ là "Quốc vương nước Phổ", vì nhận thấy những chiến thắng của ông có ảnh hưởng đến sự rút lui của thực dân Pháp ra khỏi Canada. Là vị minh chủ cuộc đấu tranh của người Tin Lành chống đế quốc Áo, những người Đức tại Pennsylvania và New York và cả các lãnh tụ Cách mạng Mỹ xem ông là vị vua tài giỏi nhất, người chiến binh kiệt xuất nhất của Âu châu, và xem cuộc chiến tranh Bảy năm anh hùng của ông như một tấm gương để người Mỹ noi theo.

#### Cuộc chiến cuối cùng (1778 - 1785)

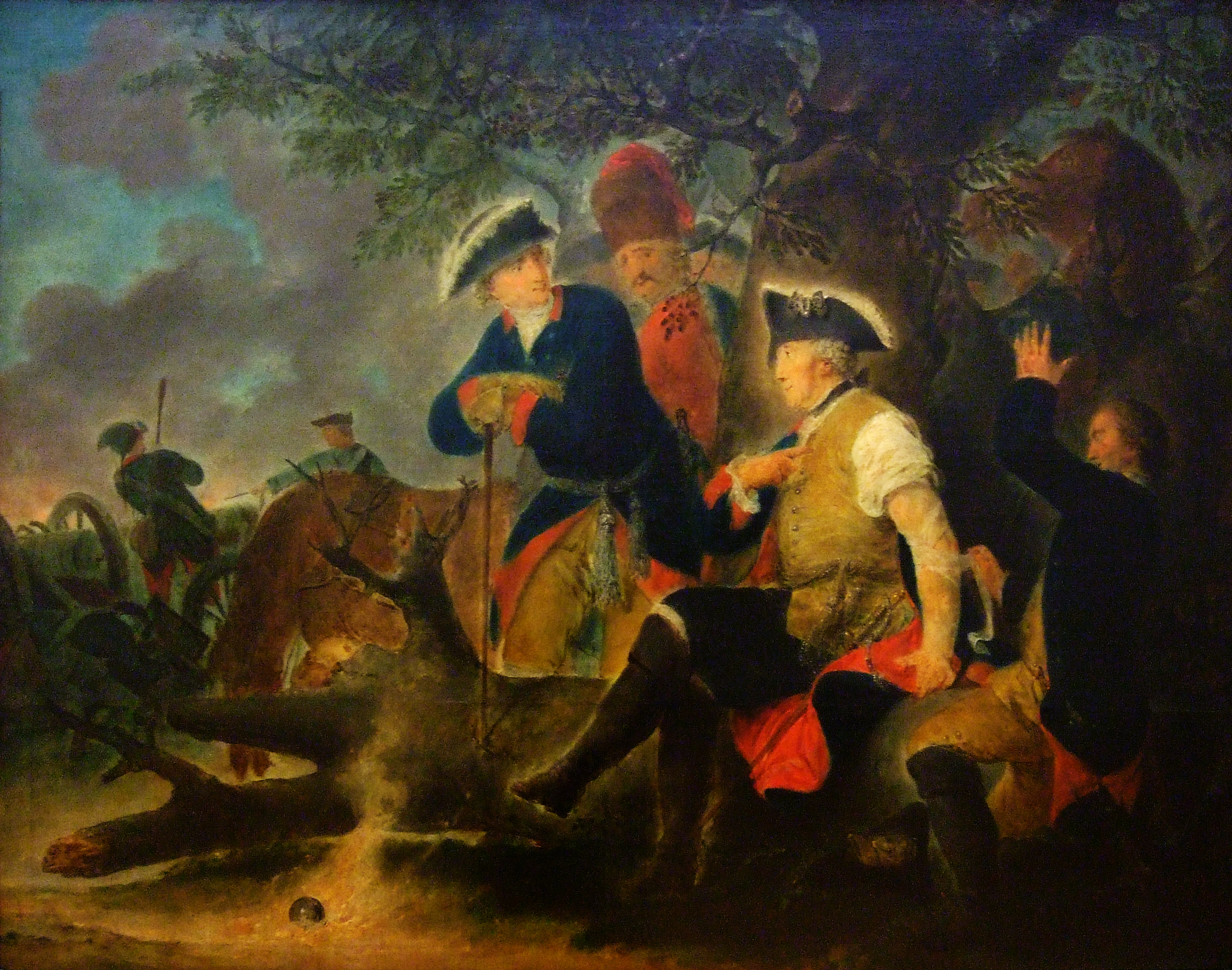
"Friedrich Đại đế và anh quân y", tranh sơn dầu trên vải bạt của Bernhard Rode.

Về cuối đời, Friedrich lại đánh Áo trong Chiến tranh Kế vị Bayern (1778 – 1779), chống lại âm mưu chiếm đóng xứ Bayern của Joseph II. Ông liên minh với tuyển hầu tước Sachsen và quận công Karl xứ Zweibrük. Ngày 3 tháng 7 năm 1778, Friedrich tự làm tướng đánh Bohemia, đến sông Elbe gặp quân Áo bố phòng cẩn mật, nên Friedrich không dám đánh lớn. Tuy nhiên, quân Phổ thường chia nhau cướp phá đất Áo, chở từng xe đầy khoai tây cướp được mang về nước và thế là sinh ra cái tên "cuộc chiến tranh khoai tây". Maria Theresia sợ, van nài Friedrich rút quân. Friedrich hứa sẽ không gây tính mạng của Joseph II. Cuối cùng thì Friedrich rút lui khỏi xứ Bohemia.
Sau nhiều thỏa thuận bí mật với Maria Theresia, Friedrich ký với Áo Hiệp định Teschen. Friedrich lấy được các xứ Ansbach, Baviere; quân Áo chịu rút khỏi Bayern. Cân bằng quyền lực Áo-Phổ được giữ vững.
Đầu thập niên 1780, vua Áo tái lập liên minh Áo-Nga-Pháp hòng sáp nhập Bayern vào Áo. Friedrich hết sức lo buồn, thường than rằng việc thống trị nước Phổ đã trở thành một nỗi lo đối với tấm thân 70 tuổi của mình. Friedrich bèn thiết lập "Liên minh các Vương hầu người Đức" (Fürstenbund) vào ngày 23 tháng 7 năm 1785, cùng với các lãnh chúa xứ Sachsen và Hanover. Nhiều tiểu quốc Đức như Hesse-Cassel, Gotha, Weimar, Brunswick, Ansbach, Baden, Anhalt, v.v... cũng đồng loạt theo về minh chủ Friedrich II. Sự kiện này đã khiến ông được xem là người bảo vệ những đặc quyền của một số tiểu quốc nói tiếng Đức, chứ không còn là vị vua gây chiến với triều đại Habsburg như trước đây nữa.

### Nội trị
Bên cạnh những thành tựu về quân sự, Friedrich cũng tiến hành cải cách về chính trị, kinh tế để Phổ từ một xứ lạc hậu trở thành một cường quốc kinh tế. Cuộc chiếm đóng xứ Silesia đã đem lại nguyên liệu cho các ngành công nghiệp non trẻ của nước Phổ. Nhà vua đã thực hiện chính sách khuyến nông và bảo hộ các ngành công nghiệp trong nước bằng các biện pháp như: đánh thuế nhập khẩu cao và giảm bớt tối đa các rào cản trong nội thương. Triều đình huy động nhân dân xây các kênh đào (trong số đó có một kênh nằm giữa sông Vistula và sông Oder) cấp nước cho các đầm lầy để canh tác nông nghiệp, và giới thiệu các loại cây trồng mới như khoai tây và củ cải. Friedrich II đã đặt Oderbruch làm một tỉnh của Vương quốc Phổ, ông cho rằng "Ta đã chinh phạt được Orberuch mà không phải tốn một mũi tên": phần lớn đầm lầy ở đây trở thành nơi trồng trọt sau các năm 1746 – 1753. Vào tháng 5 năm 1744, lãnh chúa Charles Edvard của xứ Đông Frisia qua đời, ông bác bỏ quyền thừa kế của triều đại Hanover và chiếm luôn xứ Đông Frisia, mở rộng tầm nhìn ra Biển Bắc. Ông ao ước thành Emden (Đông Frisia) sẽ là một đối thủ của Amsterdarm tại Đế quốc Hà Lan, do đó ông cho phép họ được tự do buôn bán vào năm 1751. Với sự giúp đỡ của các chuyên gia người Pháp, ông đã cải tổ hệ thống thuế gián thu. Thuế gián thu đã mang lại thu nhập cao (hơn thuế trực tiếp) cho Nhà nước.

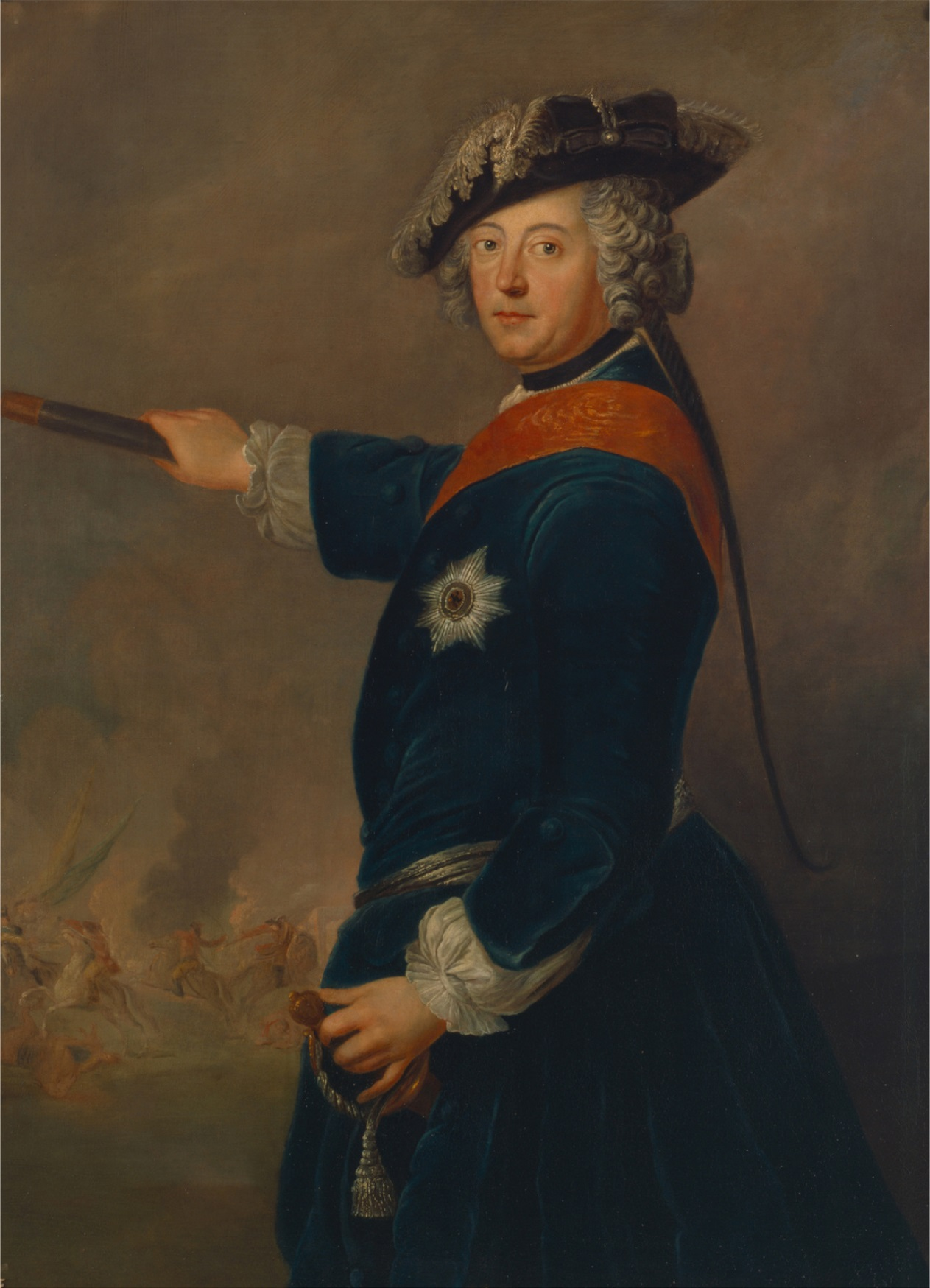
Tranh vẽ Friedrich II, không rõ là của họa sĩ nào.

Không những đổi mới hệ thống giao thông, ông còn hạ lệnh cho thiết lập nhà máy và nâng cao toàn bộ thực lực mà Phổ có được sau khi chiếm Silesia. Friedrich II cũng khuếch trương thương mại và khuyến khích thương gia Johann Ernst Gotzkowsky cạnh tranh với người Pháp bằng việc mở một cơ sở sản xuất tơ lụa, đồng thời cung cấp 1.500 việc làm chỉ tại nhà máy này. Friedrich II tiếp tục khuyến cáo người dân nộp thuế cầu, đường, chợ, v.v... và hạn chế sự nhập khẩu hàng hóa. Vào năm 1763, khi Johann Gotzkowsky bị phá sản do một cuộc khủng hoảng tài chính vốn xuất phát từ Frankfurt và Amsterdam, nhà vua đã giành lấy kiểm quyển soát công ty sản xuất đồ sứ của ông này (KPM), nhưng lại không mua thêm tranh do Gotzkowsky bán. Do đó, công ty sản xuất đồ sứ "KPM" trở thành một công ty thuộc quyền kiểm soát của Hoàng gia Phổ Quốc.
Dưới thời Friedrich II ảnh hưởng từ cuộc chiến tranh Bảy năm và cuộc tấn cong Silesia đã dẫn đến sự thay đổi lớn lao của nền kinh tế đất nước. Trong bảy năm chinh chiến, Fiedrich xuống chiếu khuyến nhân dân đóng thuế đến 43 triệu thaler. Suốt bảy năm ấy, có 3 lần nhà vua giảm giá đồng tiền Phổ. Không những thế, ông cũng thu thập những đồng tiền mà ông chiếm được từ tay liên quân chống Phổ tại các tỉnh Silesia, Pomerania, v.v... Vào năm 1763, sau ngày khải hoàn, ông bắt tay vào việc tái thiết dần dần nước Phổ đang ở trong tình trạng đổ nát. Trong công cuộc tái thiết Vương quốc, sử sách ghi chép rõ: nhà vua không hề nợ của ai bất kỳ một đồng đô la nào. Nhà vua luôn thức dậy lúc 4 giờ sáng và làm việc đến 20 tiếng đồng hồ trong một ngày, do đó sự thịnh vượng của nước Phổ đã quay trở lại. Việc lưu hành tiền bị giảm giá đã giữ cho giá cả các mặt hàng tiêu dùng luôn ở mức cao. Vào tháng 5 năm 1763, Friedrich ra chỉ dụ ước lượng lại đồng tiền Thaler. Với sắc lệnh này, giá trị đồng tiền, vốn trước kia không được chấp nhận trong giao dịch, được ổn định lại và đảm bảo được các khoản thu từ thuế bằng giá trị trước chiến tranh. Ở miền Bắc Đức, người ta dùng đồng Reichsthaler thay cho đồng Thaler, có giá trị bằng một phần tư giá trị đồng Conventionsthaler. Nước Phổ đã dùng đồng Thaler, có giá trị bằng một phần mười bốn đồng bạc Mark Cologne. Ít lâu sau, nhiều vị vua khác đã theo bước Friedrich II trong việc cải cách tiền tệ nước họ - kết quả là sự thiếu hụt tiền mặt, dẫn đến sự giảm giá.
Friedrich cũng thiết lập Ngân hàng Berlin vào năm 1764, và đặt ngân hàng này làm ngân hàng quốc gia. Ông đã gửi một số tiền tương đương với 8 triệu thalers vào Ngân hàng Berlin. Cũng sau ngày khải hoàn, ông ban hạt giống cho địa chủ của ruộng đất bị bỏ hoang để họ gieo trồng, ban cho thần dân xứ Silesia ba triệu thaler, và thần dân xứ Pomerania hai triệu thalers. Ông còn truyền lệnh cho xây dựng lại những ngôi nhà, cung cấp tiền tự do cho những ngôi nhà được tái xây dựng và ban thưởng cho những Sĩ quan có công trong suốt cuộc chiến tranh tàn khốc. Những góa phụ của liệt sĩ được ông ban cho tiền trợ cấp. Ông xuống chiếu giảm thuế hai năm đối với xứ Pomerania và Neumark, rồi giảm thuế sáu năm đối với xứ Silesia. Chỉ trong vòng vài tháng, giờ đây tất cả mọi nông trang đều có ngựa trên toàn Vương quốc Phổ - Brandenburg. Vào năm 1770, hầu như tất cả những ngôi làng bị hủy hoại đã sinh hoạt trở lại trên khắp Đế chế, nhân dân Phổ tiếp tục trồng trọt và trật tự đã ổn định lại, và tất cả các phủ đường bỏ trống đã được nhà vua lấp đầy người vào. Vào năm 1773, nước Phổ có đến 264 nhà máy mới, đó là những nhà máy tinh chế đường, nhà máy làm đồ bằng da, nhà máy làm thuốc lá hay nhà máy sản xuất đồ sứ, v.v... Tổng cộng, cuối đời Friedrich II, ông dùng 24 triệu thaler để cải thiện nền nông nghiệp và công nghiệp..

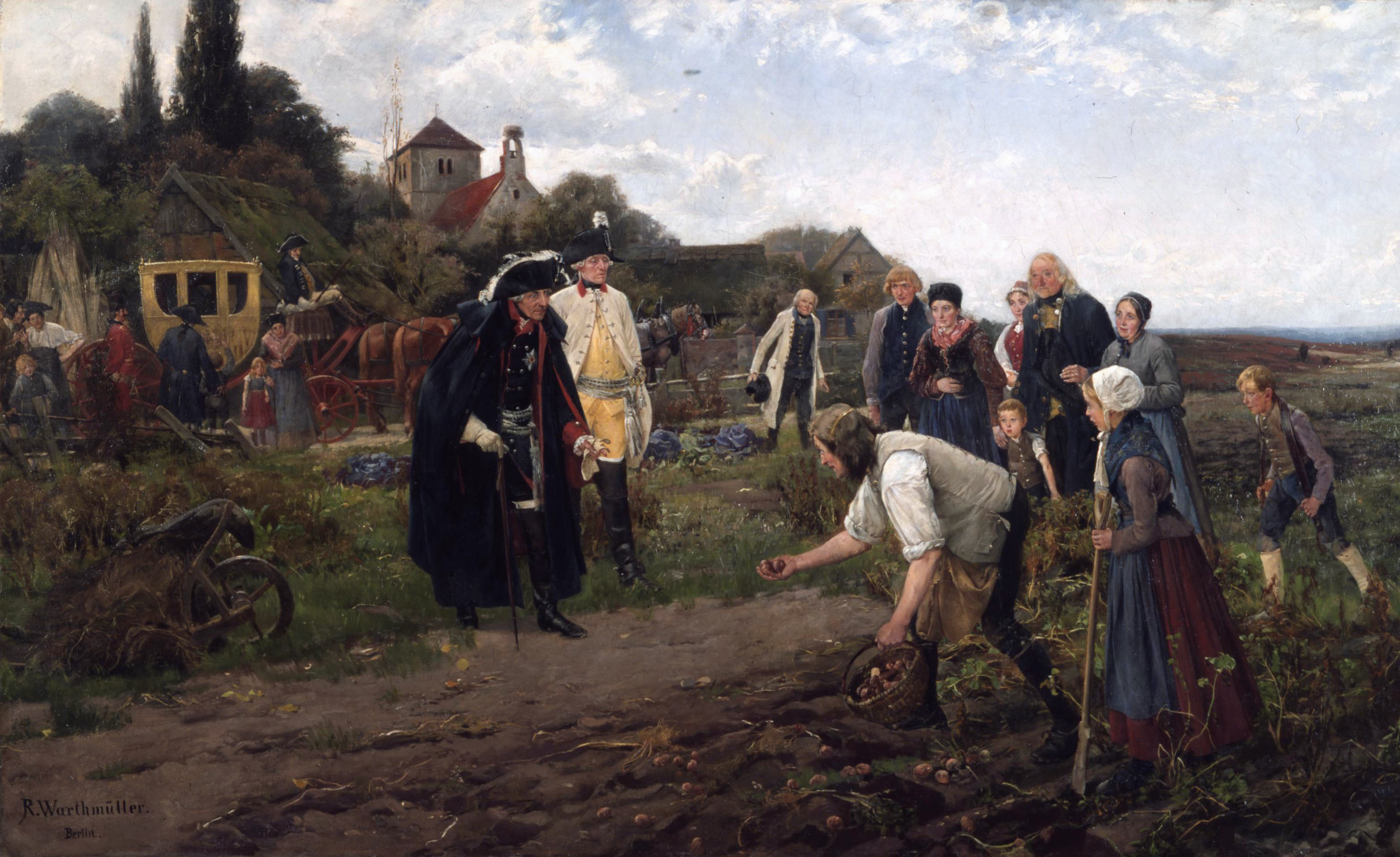
"Đức Vua ở khắp mọi nơi", hoạ phẩm của Robert Warthmüller (1886), cho thấy Friedrich thăm một trang trại khoai tây.

Nhà vua theo dõi chặt chẽ hệ thống hành chính nước Phổ. Friedrich đã xây dựng một hệ thống Chính phủ Đế chế Phổ - Brandenburg thời cận đại, hiệu quả nhất trên toàn cõi châu Âu. Khi ông lên nối ngôi, nước Phổ có ba vị Thủ tướng: Heinrich von Podewils, Adrian Bernhard von Borck và Wilhelm Heinrich von Thulemeier. Heinrich von Thulemeier mất vào năm 1740, và không có người thay thế. Von Bock rời khỏi Chính phủ vào năm 1741 và được người cháu thế chức. Còn Von Podewils thì coi sóc việc ngoại giao cho đến khi qua đời năm 1760. Vào năm 1749, Bá tước Karl-Wilhelm Finck von Finckenstein (11 tháng 2 năm 1714 – 3 tháng 1 năm 1800, Berlin) - từng là Sứ thần đến Vương quốc Thuỵ Điển và Đan Mạch được bổ nhiệm làm Thủ tướng Chính phủ Vương quốc Phổ. Cho đến năm 1760, trụ cột của hệ thống hành chính Đế chế Phổ - Brandenburg là viên Bộ trưởng Chiến tranh (kiêm luôn chức Bộ trưởng Tài chính) Adam Ludwig von Blumenthal. Vào năm 1764, cháu trai của A. L. Blumenthal là Joachim lên nối nghiệp, tiếp tục làm quan qua nhiều đời vua. Có một lần, nhà vua nước Phổ đã căn dặn Thủ tướng Heinrich von Podewils:
Cho đến năm 1786, nhà vua vẫn nghiêm khắc hạn chế những ảnh hưởng từ các vị đại thần trong triều, chẳng hạn như Bá tước Finck von Finckenstein. Khi còn làm Thủ tướng Chính phủ, Heinrich von Podewils có ít ảnh hưởng đến nền thống trị Phổ thời đó, chỉ là kẻ làm theo những mệnh lệnh khe khắc của Quốc vương. Theo Hamish Scott, "Podewils... được tiếp cận với các phái bộ sứ thần tại thủ đô, và được nghe bất cứ những gì các sứ thần nói. Tuy nhiên, ông không được trả lời khi chưa có lệnh bua. Nói cách khác, vị thượng quan này, là người phát ngôn và là lỗ tai của vua. Tuy nhiên, ông không được phát biểu đường lối chính trị và không thể hiểu nổi những ý định thực sự của vua" Theo Giáo sư R. Lodge (Britain and Prussia, trang 72), Thủ tướng Von Finckenstein chỉ là một "kẻ phát ngôn của những ý định khẩn cấp của ông" và "bản thân ông không hề có ảnh hưởng gì đối với chính sách của Friedrich". Tuy nhiên, theo cuốn Liên minh Anh - Phổ và cuộc chiến tranh Bảy năm: nghiên cứu về các chính sách liên minh và ngoại giao, sự dè đặt kín đáo trong những bức thư giữa nhà vua và Thủ tướng cho thấy Von Finckenstein có những quan điểm rõ rệt trong chính sách đối nội và đối ngoại của nhà vua..

Friedrich đã tìm cách thiết lập một số cơ quan cùng làm việc với bộ máy Chính phủ Phổ sẵn có, nhưng lệ thuộc vào nhà vua hơn, và thi hành trách nhiệm mau lẹ hơn. Ông đã cải cách 'Hội đồng Chấp chính', được vua cha Friedrich Wilhelm I thiết lập trước đây. Để tăng hiệu quả của Hội đồng này, Friedrich II tiếp tục cải cách: ông xuống chiếu thành lập một số Bộ mới để chăm lo kinh tế, khuyến khích công - thương nghiệp và cung cấp quân nhu cho Quân đội Phổ. Không may thay, do những trục trặc (chẳng hạn như mâu thuẫn giữa các Bộ), những cải cách 'Hội đồng Chấp chính' không thành công lắm. Vào năm 1763, ông lại đề xướng cải cách khác. Có thể nói, đây là ý tưởng giảm bớt quyền lợi của 'Hội đồng Chấp chính', và nâng cao ảnh hưởng của Quân vương trong mọi việc triều chính. Sau đó, ông xuống chiếu thiết lập một số Bộ, và giao cho họ những trách nhiệm riêng biệt. Dù Bộ trưởng các Bộ này thuộc về 'Hội đồng Chấp chính', trên thực tế họ là những quan chức hoàn toàn riêng lẻ và trực tiếp trao đổi mọi chuyện với nhà vua. Friedrich II không có ý định xóa bỏ các Tổ chức Hành pháp Chiến tranh và Ruộng đất cấp tỉnh do Friedrich Wilhelm I lập ra, nhưng ông cố gắng giảm bớt quyền hành của các Tổ chức này, và buộc họ phải thi hành Huấn lệnh của Hoàng gia nhanh chóng hơn. Do đó, khi nhà vua chiến thắng tại Silesia, ông giao xứ này cho các Tổ chức Hành pháp Ruộng đất - họ không lệ thuộc vào 'Hội đồng Chấp chính' nhưng trung thành với Quân vương. Nhà vua cũng làm điều tương tự khi chiếm đóng Tây Phổ sau cuộc chia cắt Ba Lan lần thứ nhất (1772). Vào năm 1783, ông nói với viên Thống đốc thành Breslau:
| “                  | Ông không được chủ động làm bất cứ một điều gì. Tất cả mọi việc, ông đều phải thỉnh tấu lên ta. | ” |
| — Friedrich Đại đế |                                                                                                 |   |

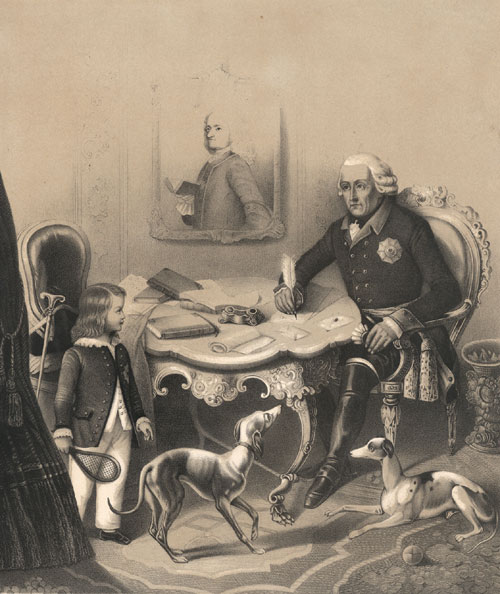
Friedrich và người cháu - sau là vua Friedrich Wilhelm III.

Theo nhận định của cựu Thủ tướng Cộng hoà Liên bang Đức Helmut Kohl, tên tuổi của Friedrich II "gắn liền với sự mở đầu của nền thống trị bằng Luật pháp và một Chính phủ hiện đại". Thậy vậy, nhằm xây dựng một Chính phủ Phổ công minh hơn, ông cũng đề xuất cải cách luật pháp, nghe theo lời khuyên của một trong những học giả pháp luật nổi tiếng nhất thế kỷ XVIII - Coccejius. Nhà vua tin rằng Nhà nước cần có Luật pháp hơn là một Quân vương chuyên quyền, tất cả mọi người đều có thể tiếp cận với công lý, đều phải tuân thủ pháp luật và việc ân xá cho một kẻ vô tội sẽ hay hơn là gán ghép cho họ tội này tội kia. Trong thư gửi Voltaire vào năm 1766 ông viết: "Một Quốc gia không thể tồn tại nếu không có Luật pháp, nhưng có thể tồn tại nếu không có Tôn giáo". Do đó, Friedrich soạn "Bộ luật Friedrich" (Codex Fridericianus) vào năm 1747. Tuy nhiên, những di sản lớn hơn cả mà nhà vua để lại cho luật pháp Phổ là "Allgemeines preussisches Landrecht", được thực hiện bởi Đại Pháp quan Phổ - Bá tước Johann H. C. von Carmer (1721 - 1801), dựa trên bộ "Project des Corporis Juris Fridericiani", do Samuel von Cocceji (1670 - 1755) thực hiện trong các năm 1740 - 1751. Triều đình Phổ cũng dày công xây dựng một bộ luật mang tên "Landrecht", kết hợp giữa luật Đức và luật La Mã, được áp dụng chính thức năm 1794. Friedrich rất căm ghét thói lười biếng, và sẵn sàng trừng trị những viên chức lười nhác. Ông nói: "Ta không thiết sống trên đời, nhưng ta cần sống đi đôi với sự siêng năng."
Luật pháp nước Phổ dưới thời Friedrich II là Bộ luật công minh nhất châu Âu thời bấy giờ. Trước thời ông, vào năm 1721, Tuyển hầu tước Friedrich I đã nhấn mạnh rằng hình phạt tra tấn chỉ được áp dụng khi có ưng thuận của Quốc vương. Ngay từ khi lên nối ngôi, ông đã duyệt lại quy định này, và đặt ra những trường hợp tội phạm không thể dùng hình phạt tra tấn. Vào ngày 3 tháng 6 năm 1740 (chỉ ba ngày sau khi vua cha qua đời), ông tuyên bố rằng nước Phổ không thể dùng hình phạt tra tấn nữa, với ngoại lệ rất ít: chẳng hạn như nếu tội phạm đó có mưu đồ chống lại Đức Vua và Vương quốc. Cho đến năm 1754, ông còn ra một lệnh tiến bộ hơn: tất cả những cách tra tấn đều biến khỏi Vương quốc Phổ, đây là lần đầu tiên hình phạt tra tấn bị bãi bỏ tại lục địa Âu châu. Ông cho rằng hình phạt tra tấn không chỉ "tàn bạo" (grausam), mà cũng không phải là một cách tìm công lý; và hạn chế số lượng tội phạm có thể bị tử hình. Hình phạt những cô gái phá thai cũng bị Triều đình ông xóa sổ.
Friedrich cũng đầu tư nhiều công sức vào việc xây dựng một nền giáo dục tốt. Sau khi ông lên ngôi năm 1740, các trường dạy tiếng La Tinh ở Phổ đã được cải tổ. Tiếng Hy Lạp trở thành một trong những bộ môn quan trọng nhất trong các trường dạy tiếng La Tinh. Vào năm 1753, ông hạ lệnh cho mở trường học tại những ngôi làng quê. Nhiều năm sau (1770), ông thiết lập Viện Hàn Lâm Mỏ ở Berlin, mở đầu cho quá trình hình thành của Trường Đại học Kỹ thuật Berlin. Nhiều nước tích cực cạnh tranh với hệ thống giáo dục Phổ, trong số đó có cả Hoa Kỳ. 
| “ | Chúng ta đang gần như quên lãng một nước Phổ làm gương cho không ít các nước khác. Nước Nhật Bản là một trong số đó, họ noi theo nước Phổ, nên thỉnh thoảng gọi là "Vương quốc Phổ của Á châu". | ” |
| — Nis Petersen, chuyên gia về Friedrich II, phụ trách bộ môn Lịch sử Trường Cao đẳng Quốc gia Jersey | |   |

Tuy nhiên, ông không hề đổi mới cấu trúc xã hội khắt khe của Phổ cũng như không giải phóng tầng lớp nông nô. Vì vậy, trong thời kỳ ông cầm quyền, người nông dân vẫn phải chịu khuất phục những gò bó của chế độ phong kiến Phổ. Nhà vua đã ví von số phận của giai cấp nông dân như "những con súc vật thồ trong xã hội loài người", và đánh lên họ đầy đủ thuế má. Friedrich II có thể được xem là vị vua chỉ áp dụng triết học Khai sáng một cách nửa vời, dù truyền lệnh bãi bỏ nông nô ở ruộng đất thuộc quyền sở hữu của Hoàng gia, ông không hề buộc tầng lớp quý tộc thống trị Phổ phải tuân theo ở ruộng đất riêng của họ, do ông cần sự ủng hộ của họ. Không những thế, chủ nghĩa quân phiệt Phổ vẫn còn tồn tại dưới triều đại ông. Triều đình Friedrich II cho phép những quý tộc Junker tha hồ mua ruộng đất, đổi lại họ phải giúp vua trong chiến tranh. So với nước Nga thời bấy giờ, nước Phổ của Friedrich II mang tính tư sản hơn, nhưng so với nước Pháp - vốn có ảnh hưởng lớn đến nhà vua Phổ - Phổ là một cường quốc gần như không có tầng lớp trung lưu; thậm chí, nước Phổ của Friedrich II là quốc gia ít tính chất tư sản nhất trong các nước thuộc đế quốc La Mã Thần thánh. Trong một lá thư từ từ thành phố Hamburg gửi Nikolai vào năm 1769, nhà văn người Đức Lessing đã lên án chế độ quân chủ chuyên quyền và cho hay, nước Phổ là "quốc gia mù quáng nhất của châu Âu", và nhà vua chỉ áp dụng tự do chủ nghĩa qua việc cho phép thần dân văng tục chửi thề tôn giáo truyền thống.
Mặc khác, nhà vua nước Phổ, trong những lần đi bộ ngao du, thường thăm hỏi và nói chuyện thân mật với bà con nông dân. Người ta gọi nước Phổ trong thời kỳ trị vì lâu dài của ông là một "chính thể quân chủ chuyên chế lập hiến". Friedrich II còn tự tấn phong làm "Đức Vua của Phổ" sau khi chiếm được vùng Prusy Królewskie (Tây Phổ, ngoại trừ vùng Gdańsk) vào những năm 1770 – 1772, chứ không còn là "Đức Vua ở Phổ" như trước nữa. Tước hiệu "Đức Vua ở Phổ" đã được dùng kể từ khi Friedrich I von Hohenzollern làm lễ đăng quang tại Königsberg năm 1701. Trong khi lãnh thổ Phổ trước kia rộng 119000 ki-lô-mét vuông, ông đã mở rộng đến 185.000 ki-lô-mét vuông. Đến khi nhà vua qua đời vào năm 1786,à ngân khố quốc gia chứa đến 70 triệu thalers.

### Chính sách tự do tôn giáo
Đối với tôn giáo, Friedrich thực hiện chính sách tự do khoan hồng. Sau khi Friedrich Wilhelm I qua đời, Friedrich II đã ân xá cho nhà triết học Christian Wolff - người từng bị trục xuất khỏi Phổ vì tội "vô thần". Friedrich II đã phủ nhận bất cứ một mối quan hệ nào giữa quốc gia và những tín điều giáo lý. Ngay từ khi lên ngôi, vào ngày 22 tháng 6 năm 1740, nghe lời than phiền rằng cộng đồng Công giáo Phổ đang tìm cách mở trường học để giảm số lượng tín đồ của Hội thánh Tin Lành, ông đã lưu ý với Bộ Tôn giáo Phổ:
Dưới triều đại ông, ở các xứ bị ông chinh phạt, tín đồ Công giáo được sinh sống tự do. Tại Berlin, một giáo đường của người Công giáo được xây dựng. Nhà vua dạy những thần dân Kháng Cách rằng, họ cũng có quyền hạn ngang với các tín đồ Công giáo Rôma, và không được ngược đãi tôn giáo này. Nhà vua còn tuyên bố ông sẽ xây cất các nhà thờ Hồi giáo hay Thiên Chúa giáo nếu "bọn Thổ Nhĩ Kỳ và bọn ngoại giáo đến sinh sống ở nước ta". Trong Tiểu luận về các hình thức Chính phủ (1777) của ông, nhà vua cho rằng: "Sự đàn áp là thứ gây ra những cuộc nội chiến, đẫm máu nhất, lâu dài nhất và huỷ diệt kinh khủng", và phủ nhận cả tư tưởng cấm đoán tôn giáo lẫn chính sách cấm đoán tôn giáo. Phổ tự do tín ngưỡng đến mức không một nước nào ở Đức sánh bằng, và trở thành một miền đất hứa, giống như Hiệp chúng quốc Hoa Kỳ đối với dân nhập cư tìm kiếm tự do trong thế kỷ XIX sau này. Triều đình Friedrich II cũng xuống chiếu mời những người ngoại quốc đến di cư ở các làng bản hoang tàn, góp phần tái thiết Vương quốc sau cuộc chiến tranh Bảy năm kinh hoàng. Sau khi Giáo hoàng Clêmentê XIV giải thể Dòng Tên, ông vẫn cho phép các giáo sĩ Dòng Tên được giảng đạo tại vùng Silesia, Warmia, và quận Netze. Ông thích đem những tinh hoa khác nhau đến vương quốc của mình, từ các giáo sĩ Dòng Tên, những tín đồ Huguenot, hay những nhà buôn và chủ ngân hàng Do Thái, chủ yếu là từ Vương quốc Tây Ban Nha. Ông mong muốn phát triển tất cả các miền đất trên khắp đất nước, đặc biệt là tại những vùng đất mà ông cho là rất cần phải phát triển. Song, những cuộc cải cách của nhà vua tự do tư tưởng không hề gặp bất kỳ sự phản đối nào từ tầng lớp hạ lưu theo đạo Luther. Cũng như vua cha đã gọi dân Do Thái là "những con châu chấu" trước kia, ông cũng không có thiện cảm với họ. Dù ông gia tăng quyền lợi của cộng đồng Do Thái, Testament politique của Friedrich II đã cho thấy ông là một vị vua có đầu óc thực tế và không hoàn toàn có lòng khoan dung. Trong Di chúc Chính trị có đoạn viết của ông:

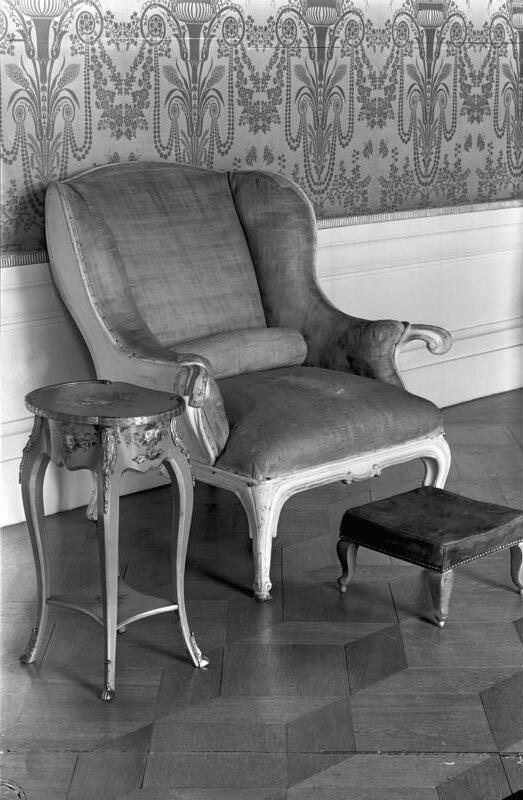
Ghế của vua tại Hoàng cung Sanssouci.

Do đó, người Do Thái tại biên giới Ba Lan được phép tự do buôn bán, đồng thời nhận được mọi sự bảo hộ và hỗ trợ từ nhà vua, cũng như những thần dân khác của nước Phổ. Dưới triều đại ông, cộng đồng Do Thái trở nên thịnh vượng. Thành công của việc trong việc hội nhập những người Do Thái vào xã hội những vùng đất tại biên giới Ba Lan do Friedrich thực hiện có thể thấy trong rất nhiều năm sau: một người Do Thái tên là Gerson von Bleichröder (1822 – 1893) đã hỗ trợ về tài chính cho công cuộc thiết lập Đế chế thứ hai của người Đức, lãnh đạo bởi Thủ tướng Otto von Bismarck (1815 – 1898).
Dưới triều Friedrich II, người ta đã trồng trọt được nhiều vùng đất hoang, Vương quốc Phổ đã có dấu hiệu chuyển hóa thành một nước theo chủ nghĩa thực dân. Nhà vua nhấn mạnh rằng dân tộc và tôn giáo không phải là những vấn đề mà ông lo sợ.

## Nhà vua với văn hoá - nghệ thuật
Nhà triết học Voltaire có nhận định về Vương quốc Phổ dưới triều đại lâu dài của Friedrich II: 
| “          | Nếu buổi sáng Phổ còn là xứ Sparta, thì buổi chiều nó đã là Athens. | ” |
| — Voltaire |                                                                     |   |

#### Âm nhạc, triết học, văn học thời Friedrich II

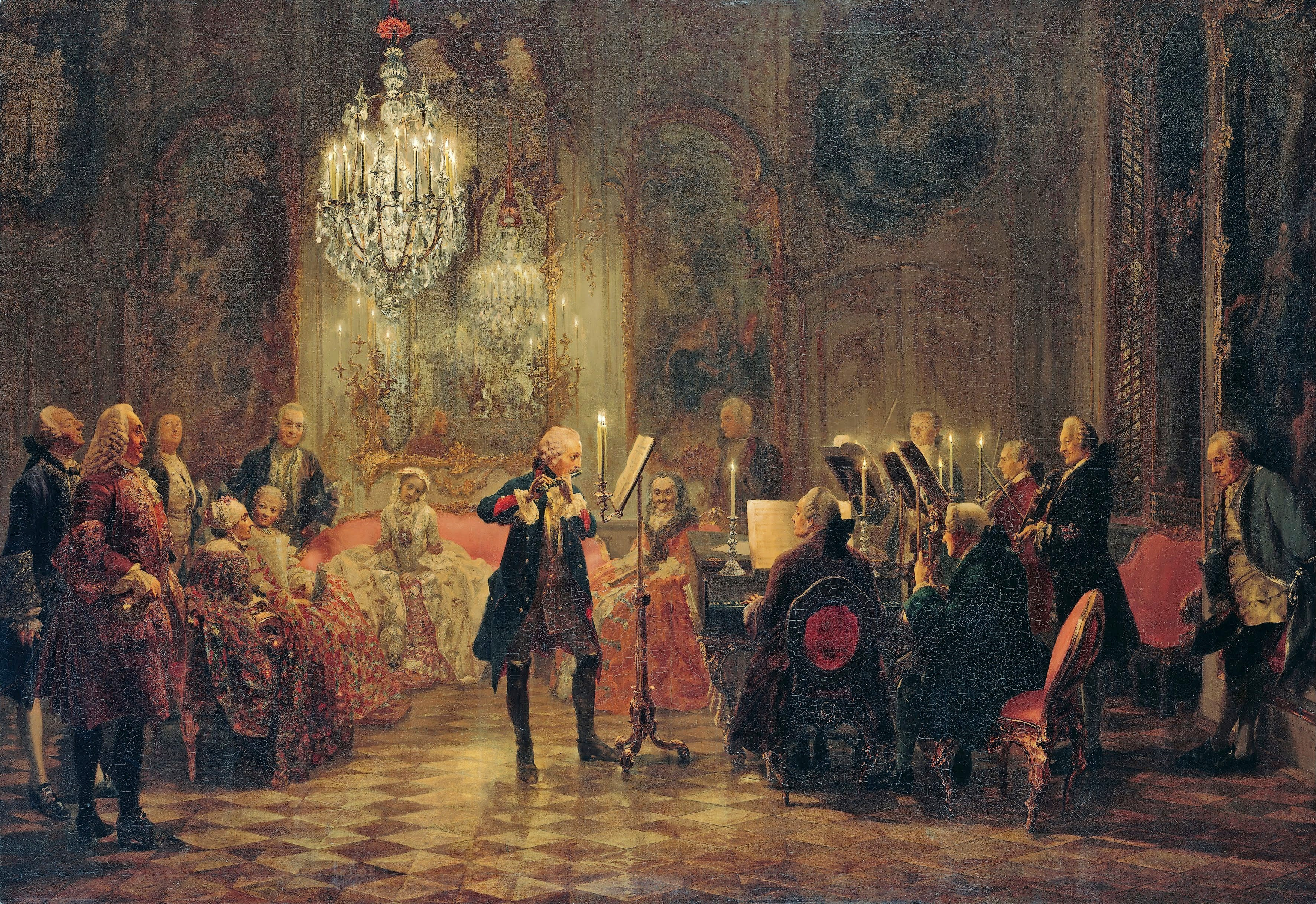
Bức tranh The Flute Concert of Sanssouci của Adolph von Menzel, 1852, miêu tả cảnh Friedrich II thổi sáo trong phòng hoà nhạc tại cung điện Sanssouci.

Không những là một tướng lĩnh, Friedrich II còn là một nhà văn và nhà soạn nhạc khá tài hoa. Dù bận chính sư, ông vẫn chơi sáo hằng ngày. Chính ông đã sáng tác 100 bản xô-nát để thổi sáo, và bốn bản nhạc giao hưởng. Một ngày của Triều đình Friedrich II thường bắt đầu vào 4 giờ sáng, rồi kết thúc với một bữa ăn tối, và một buổi hoà nhạc về đêm, khi ông chơi những bản công-xéc-tô sáo mà ông biết. Ông còn ví von mình với Moses ở bán đảo Sinai, tức coi mình là vị vua dẫn dắt nền văn hóa đồ sộ của nước nhà trở nên tiến bộ hơn. Dưới triều đại ông diễn ra sự kiện querelle des bouffons: nền âm nhạc Ý vượt trội Pháp, tạo điều kiện cho Đức phát triển và vươn lên vượt trợi cả Ý sau này.
Tương truyền rằng Friedrich II đã soạn bản "Hành khúc Hohenfriedberg" để kỷ niệm chiến thắng của ông tại Hohenfriedberg (1745). Dưới triều đại lâu dài của ông, những nhạc sĩ cung đình Phổ bao gồm C. P. E. Bach, Johann Joachim Quantz, và Franz Benda. Johann Joachim Quantz là thầy dạy thổi sáo của ông trong vòng nhiều năm, làm nhạc sĩ cung đình cho đến qua đời vào năm 1773. Joachim Quantz đã viết cho Quốc vương 300 bản côngxéctô sáo. Ngoài ra, năm 1747, ông vời nhạc sĩ Johann Sebastian Bach đến gặp ông tại thành phố Potsdam, cuộc gặp gỡ này đã tạo cảm hứng để Sebastian Bach sáng tác bản "Musikalisches Opfer", còn được gọi là Das Musikalische Opfer.
Friedrich II là một trong những người mở ra thời kỳ Khai sáng tại Phổ. Vào ngày 14 tháng 8 năm 1738 (gần hai năm trước ông lên làm vua), ông bí mật tham gia Hội Tam Điểm tại Brunswick. Khi lên làm vua vào năm 1740, ông trở thành "Đại sư" của chi nhánh Hội Tam Điểm tại lâu đài Rheinsberg. Do đó, nhánh này có tên là "Chi nhánh thứ nhất", hay "Chi nhánh của Thánh thượng - vị Đại sư của chúng ta". Theo đề nghị của Quốc vương, vào ngày 13 tháng 9 năm 1740, một chi nhánh mới của Hội Tam Điểm được thiết lập ngay tại Berlin, lấy tên là "Ba thế giới". Ông có cùng quan điểm với triết học Khai sáng của Pháp, và rất ngưỡng mộ Voltaire - một nhà văn đồng thời là triết gia lừng danh của triết học Khai sáng. Là vị quân vương có tư tưởng tự do nhất châu Âu thời bấy giờ, ông và Voltaire trở thành đôi bạn thân thiết trong một thời gian lâu dài. Có người nói: "Ông vua này đã cùng Voltaire trị vì chế độ quân chủ tiến bộ vào thế kỷ XVIII". Trong thời gian chiến tranh, ông vẫn viết thư gửi cho Voltaire, tự nhận là "Đôn Kihôtê của phương Bắc". Vào tháng 7 năm 1750, Voltaire đến Berlin, sau đó đến Postdam theo lời mời của Friedrich II. Quốc vương Phổ đã khuyến khích nhà triết học Pháp gửi gắm quan điểm của mình về đạo đức, tôn giáo và xã hội trong bộ Từ điển Triết học, tuy nhiên mãi đến năm 1764 Voltaire mới xuất bản tác phẩm này. Họ bất hòa với nhau vào năm 1753 và nhà triết học trở về nước Pháp. Trong Tân Hoàng cung của nhà vua ở Sanssouci, có một "căn phòng của Voltaire" - nơi Voltaire cư ngụ trong thời gian đại văn hào này sống tại Postdam từ năm 1750 đến năm 1753. Trong những năm tháng chiến tranh, trong đại bản doanh tại thành phố Breslau, ông vẫn đọc những cuốn sử sách của De Thou và Fleury, hay những tập thơ của nhà triết học người La Mã là Lucretius. Ông từng nói với D'Alembert: "Khi ta phiền toái, ta đọc tập thơ thứ III của Lucretius và nỗi buồn của ta trôi qua: đây là một viên thuốc bổ, nhưng viên thuốc này chữa được những dịch bệnh mà không gì có thể chữa nổi!".
Trong thời gian cầm quyền của Friedrich, nhân dân Phổ có quyền tự do ngôn luận và tự do báo chí hạn chế. Vào năm 1741, ông sáng lập ra tiền thân của tờ báo "Schlesische Zeitung" tại thành phố Breslau thuộc Phổ, với tên gọi là "Schlesisch privillegierte Staats-, Krieg- un Friendenszeitung" (Báo Nhà nước, Chiến tranh và Hoà bình, được Hoàng gia bảo trợ). Ngay từ khi lên ngôi vua, ông đã mong muốn Vương quốc mình sẽ là nơi quy tụ của nhiều nhà bác học kiệt xuất. Chính vì thế, tháng 7 năm 1741, ông đã triệu nhà toán học Leonhard Euler đến Berlin. Nhà vua thiết lập Viện Hàn lâm Khoa học Berlin vào ba năm sau và bổ nhiệm một nhà toán học tên Pierre-Louis Moreau de Maupertuis làm Viện trưởng của Viện này. Ông còn giao cho Euler phụ trách các ngành vật lý và toán học tại Viện Hàn lâm Khoa học Berlin. Bước sang thập niên 1760, Friedrich lại bất hòa với Leonhard Euler, do một ý tưởng độc tài và những rắc rối nhỏ nhặt. Ông bèn triệu nhà toán học, thiên văn học người Pháp là Joseph-Louis Lagrange đến thay Leonhard Euler phụ trách ngành toán học tại Viện Hàn lâm Khoa học Berlin. Nhà vua cũng viết cuốn "Discours de l'utilité des sciences et des arts dans un État" để phản hồi các tác phẩm "Discours" trong các năm 1750 và 1753, "Guy-li hay Nàng Hê-lô-i-dơ mới" (1760), "Contrat Social", và "Ê-min hay Về giáo dục" (cùng vào năm 1762) của nhà văn Jean-Jacques Rousseau, được đọc trước Viện Hàn lâm Khoa học Berlin vào ngày 27 tháng 1 năm 1772. Tuy Friedrich cho phép các văn nghệ sĩ tha hồ chỉ trích tôn giáo truyền thống, ông không cho phép họ chỉ trích quân đội của ông. Cuối triều đại ông, thấy tờ báo "Kölnische Zeitung" chỉ trích ông, vị vua già cho một thuộc hạ bỏ 100 đồng đu-ca ra thuê bọn côn đồ tới chất vấn tác giả của tờ báo ấy.

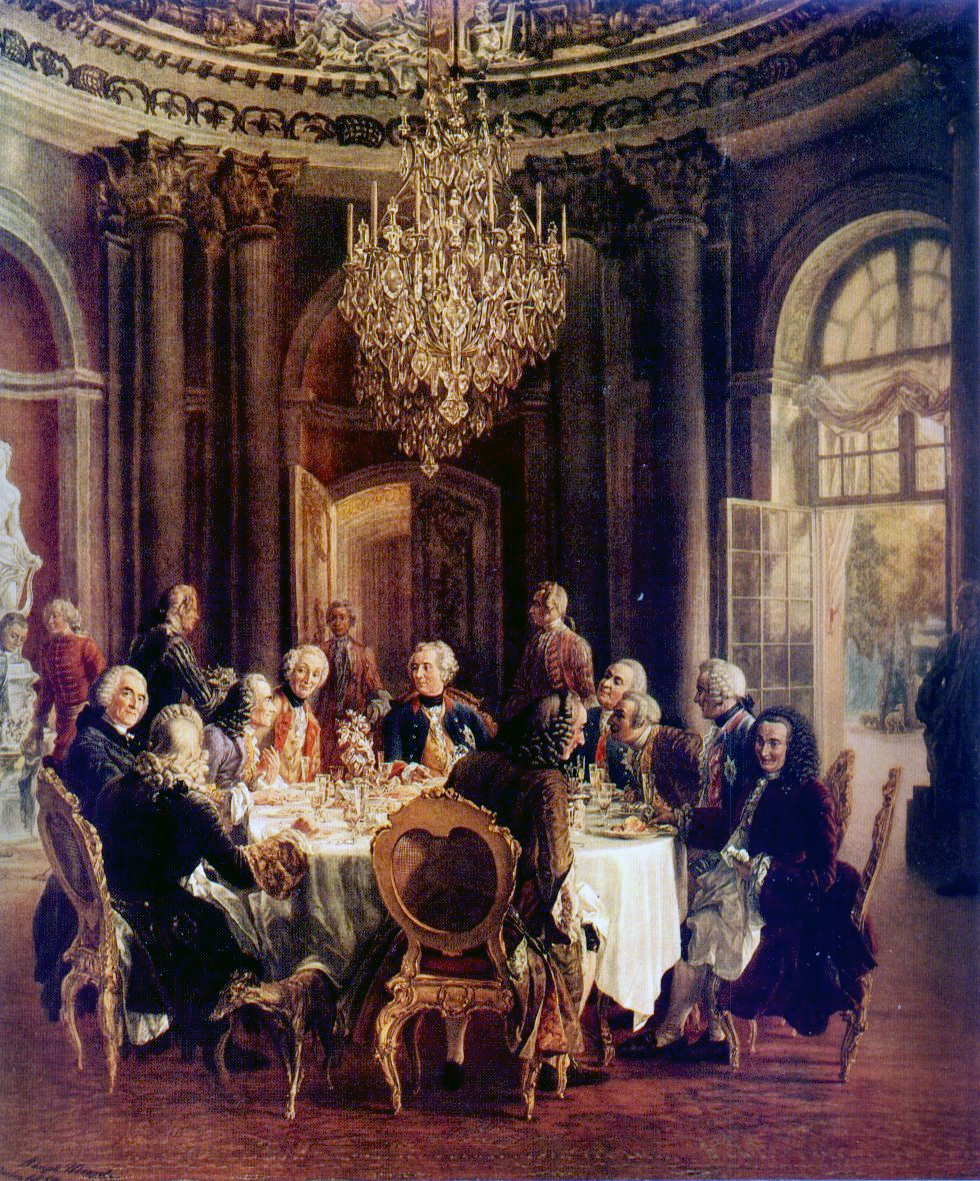
Die Tafelrunde, tranh vẽ của Adolph von Menzel. Friedrich Đại đế đang tiếp khách tại Sanssouci, bao gồm những thành viên Viện Hàn lâm Khoa học Phổ và Voltaire (ngồi, người thứ ba từ bên trái).

Tuy vậy, Vương quốc Triết học của Friedrich II đã lôi cuốn nhiều văn sĩ lớn, không những Pierre Louis Maupertuis mà còn có Francesco Algarotti, d'Argens và Julien Offray de La Mettrie. Cũng trong thời gian cầm quyền của ế Friedrich II, nhà triết học nổi tiếng Immanuel Kant (1724 – 1804) đã xuất bản những tác phẩm viết về tôn giáo tại Berlin, tại châu Âu có nơi đã kiểm duyệt những tác phẩm này. Thủ đô Berlin trở thành trung tâm văn hóa, nghệ thuật và nghiên cứu của lục địa Âu châu trong thời gian này. Không những thế, ông cũng cho Johann Christian Edelman - một người theo học thuyết Spi-nô-da tiến bộ - đến tị nạn tại Berlin. Vào năm 1747, giới tăng lữ Calvin và Luther đã công kích Edelman, họ xem Edelman là một mối hiểm họa và là thành viên của một môn phái thù địch. Nhà vua cũng tỏ ra thiếu thiện ý với J. C. Edelman, do Edelman có tư tưởng chống đối chế độ quân chủ chuyên chế, và phê phán bài ca tụng việc lên nối ngôi của Friedrich II do Voltaire sáng tác. Nhưng Friedrich II không hề phản đối chủ nghĩa tự do đạo đức và chủ nghĩa hoài nghi tôn giáo của Edelman.
Ngoài tiếng mẹ đẻ của ông là tiếng Đức, nhà vua còn nói được tiếng Pháp, tiếng Anh, tiếng Bồ Đào Nha và tiếng Tây Ban Nha. Không những thế, ông cũng am hiểu tiếng La Tinh, tiếng Hy Lạp cổ và cận đại, và tiếng Hê-brơ. Nhà vua không có thiện cảm với người Đức, xem họ như "những tên tiện dân". Nổi tiếng là một người có lòng yêu thích nền văn hóa Pháp, Friedrich thường xuyên nói và viết bằng tiếng Pháp, lại không yêu thích nền văn hóa, ngôn ngữ và văn học Đức. Ông chỉ dùng tiếng Đức để nói chuyện với con chiến mã của mình, đúng như lời tự bạch: "Ta chỉ là một tên đánh xe ngựa khi nói thứ tiếng Đức." Vác viện sĩ Viện Hàn lâm Khoa học Berlin thời Friedrich cũng được khuyến khích dùng tiếng Pháp hơn tiếng La Tinh và tiếng Đức. Friedrich từng phê phán khuyết điểm của các nhà văn người Đức như sau: "Ngoặc đơn chồng lên ngoặc kép, và thường sau khi đọc cả một trang giấy anh mới tìm thấy một động từ chứa đựng ý nghĩa của cả câu nói." Friedrich cũng khẳng định trong luận văn viết bằng tiếng Pháp "De la littérature allemande" (1780) rằng tiếng Đức chỉ là ngôn ngữ của những gã quê mùa. Ông còn tỏ ra khinh miệt tầng lớp hạ lưu Đức do họ say mê những bản dịch tiếng Đức của Shakespeare ("Những tác phẩm ghê tởm của Shakespeare... đem cho những tên man rợ xứ Canada đọc đi là vừa"). Không những thế, ông còn nhận định tác phẩm "Götz von Berlichingen" của Johann Wolfgang von Goethe là "thật đáng ghét, đây là sự làm theo những thí dụ tồi tệ đến từ Anh Quốc", và không hiểu sao bọn dân đen (le parterre) cứ thèm muốn học thuộc lòng "những thứ ngớ ngẩn" (ces dégoûtantes platitudes) ấy. Quốc vương đã chơi với những người mà ông cho là "cũng bộc trực như thế", nói cách khác là thẳng tay bỉ bác văn học Đức.
Những tinh hoa của nền văn hóa Pháp không phải là lý do duy nhất khiến vua Phổ chê bai văn hóa Đức: thời bấy giờ có nhiều người ngoại quốc giữ vai trò quan trọng trong chính phủ Phổ, họ đều là những người chẳng ưa gì nền văn hóa Đức. Khi nhà vua xuất bản một tập thơ bằng tiếng Pháp, nhà văn Moses Mendelssohn đã không ngần ngại phê phán việc ông không chịu viết tiếng Đức; hậu quả là nhà vua cấm đoán sách vở của Mendelssohn. Sau này, người ta tiến cử Moses Mendelssohn vào Viện Hàn lâm Khoa học Phổ, nhưng nhà vua giận dữ từ chối. Đại thi hào Johann Wolfgang von Goethe cũng từng chỉ trích ông "bị trói buộc vào ảnh hưởng từ Voltaire". Nhưng, Friedrich vẫn không phải là không bao giờ nghĩ đến quang vinh của văn hóa nước nhà: trong một bài tiểu luận vài năm trước khi về cõi vĩnh hẵng, ông, cũng như Moses, hy vọng sẽ tìm ra một Miền Đất Hứa, với hy vọng:
| “                  | Các thế hệ sau này có thể vượt trội các bậc tiền bối. | ” |
| — Friedrich Đại Đế |                                                       |   |

Thấy ông chán gét văn học Đức, các văn nghệ sĩ người Đức đã cố gắng gây cho nhà vua ấn tượng trước những tác phẩm viết bằng tiếng Đức của họ, và khắc phục những nhược điểm của nền văn hóa Đức. Đường lối trị quốc của Friedrich II cũng ảnh hưởng đến nhiều chính khách - trong số đó có Nam tước Karl vom und zum Stein (1757 – 1831). Thi hào Goethe cũng là người khen ngợi tài năng của Friedrich II và bộ máy chính quyền Phổ. Trong chuyến viếng thăm Strasbourg (Strassburg), Goethe đã gửi gắm cảm nghĩ của mình về Friedrich qua mấy dòng văn sau:
| “                            | Chúng tôi chẳng muốn nhiều lời ca tụng tình hình Đế chế ta; chúng tôi thừa nhận rằng nó chỉ toàn những điểm lạm dụng pháp luật, nhưng do đó mà nước Đức vượt trên cái thể trạng đương thời của nước Pháp - cái thể trạng mà song hành với nó là một mê cung của những điều phi pháp, chính phủ của nó đã năng nổ chẳng đúng chỗ mà vì thế, chuyện đảo trời thay đất ai ai cũng có thể tiên đoán được. Khi chúng ta nhìn lên phía Bắc thì ngược lại, ở nơi ấy đang rực sáng một ngôi sao Bắc Đẩu mang tên Friedrich, - người mà cả dân tộc Đức, cả châu Âu, thậm chí cả thế giới đang hướng về… | ” |
| — Johann Wolfgang von Goethe | |   |

Friedrich còn xuống chiếu ân xá cho nhà thơ người Đức chống tôn giáo Christian Friedrich Daniel Schubart (theo  "Schubart, Christian Friedrich Daniel" . Encyclopædia Britannica (ấn bản thứ 11). 1911.  là vào năm 1787), nên nhà thơ này ghi nhớ công ơn của ông. Bài thơ "Lịch sử cuộc đời tôi", "Về binh pháp" và "Lịch sử cuộc chiến tranh Bảy năm" được xem là những tác phẩm nổi tiếng nhất của Friedrich II. Từ năm 1846 đến năm 1857, Chính phủ Phổ mới truyền lệnh cho Preuss và Viện Hàn lâm Khoa học Berlin tiến hành dịch các trước tác của Friedric, gồm 6 bài thơ, 7 quyển sử sách, 2 quyển triết lý, 3 quyển binh pháp và 12 lá thư. Ông Macaulay đã nhận định về tác phẩm "Hồi ký" của Friedrich:
| “              | Tác phẩm này là một áng văn xuất sắc, về lối viết văn súc tích, tuyệt hay và sáng suốt, và sự chân thực cũng như thẳng thắn khác thường của một người đàn ông đã dời núi lấp bể và ngồi xuống kể lại những chiến công của mình. | ” |
| — Ông Macaulay | |   |

#### Kiến trúc dưới triều Friedrich II

Ngôi đền Tình Bạn tại quần thể kiến trúc Sanssouci.

Trong suốt thời kỳ cầm quyền của mình, Friedriich đã cho xây dựng nhiều công trình nổi tiếng ở Berlin, phần lớn trong số đó còn tồn tại cho tới ngày nay, chẳng hạn Nhà hát Quốc gia Berlin, Thư viện Hoàng gia (ngày nay là Thư viện Quốc gia Berlin), Đại giáo đường Thánh Hedwig, và vương phủ thân vương Heinrich, được xây ở chỗ mà nay là Trường Đại học Humboldt. Ông tiếp tục công cuộc xây cất các quảng trường của Berlin. Tuy nhiên, vào mùa hè nhà vua chỉ thích ngự ở thành phố Potsdam, nơi ông xây điện Sanssouci (còn gọi là Điện Vô Ưu hay Cung Tiêu Dao) - công trình nổi bật nhất của phong cách rococo miền Bắc Đức. Điện này được xây nên vào năm 1744 vào năm 1744. Cung điện này có một tầng, là nơi Friedrich cư trú và giải trí bằng những thứ khoái khẩu nhất của ông: triết học và âm nhạc.

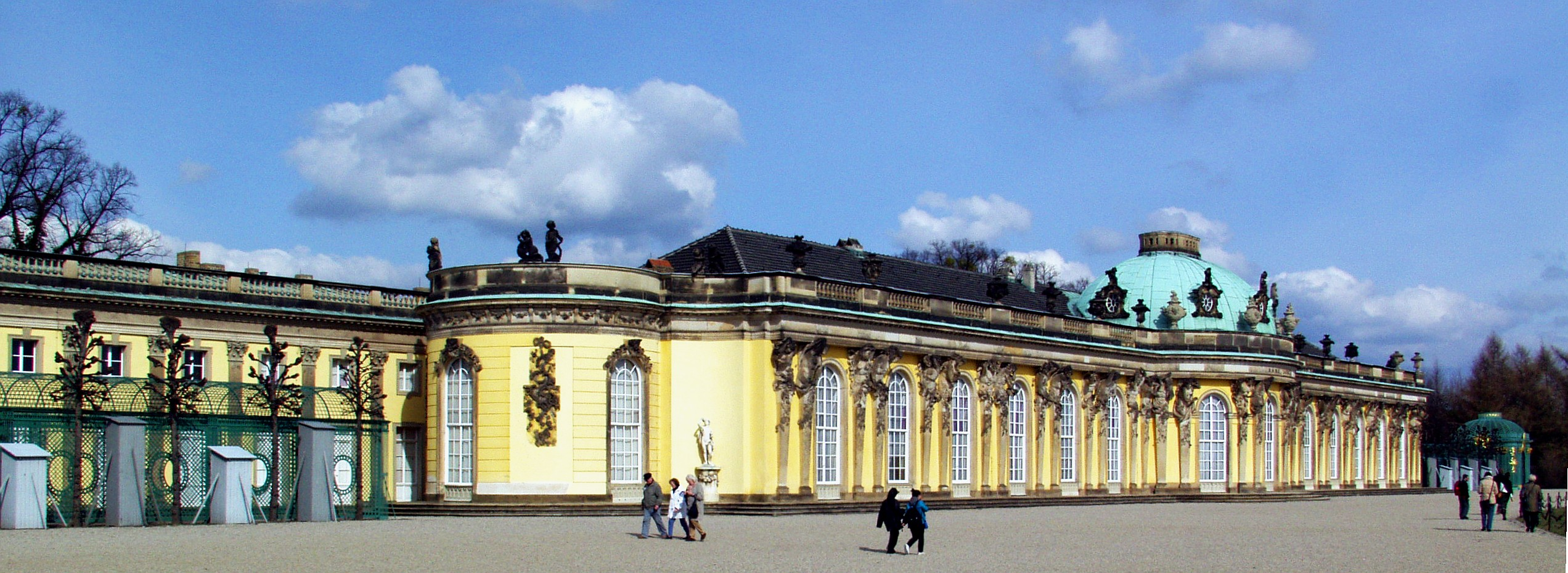
Mặt chính diện ở hướng nam (hoặc mặt chính diện công viên) và phần chính của cung điện Sanssouci.

Sanssouci, dịch từ tiếng Pháp có nghĩa là "thoát khỏi sự phiền muộn", trở thành nơi ẩn dật của Friedrich II. Tên tuổi của kiến trúc sư Georg Wenzeslaus von Knobelsdorff gắn liền với sự phát triển của phong cách kiến trúc "Rococo thời Friedrich". Tuy nhiên, vào năm 1746 do có bất hòa mà nhà vua sa thải Knobelsdorff, và giao phó cho Johann Boumann việc xây dựng Hoàng cung Sanssouci. Sau khi cuộc chiến tranh Bảy năm kết thúc, vào năm 1763 ông hạ lệnh cho xây dựng tòa "Tân Hoàng cung" (tên tiếng Đức: Neues Palais) nguy nga theo phong cách Ba-rốc ở phía Đông công viên Sanssouci. Ông đã nghĩ đến việc xây dựng toà lâu đài to lớn này ngay từ năm 1750, nhưng sau cuộc chiến tranh Bảy năm ông mới bắt đầu xây cất nó - để kỷ niệm chiến thắng của Vương quốc Phổ trong cuộc chiến tranh ấy, chứng tỏ thực lực của Phổ đang trên đà lớn mạnh (1763). Việc xây cất cung điện này hoàn thành vào năm 1769.<
Từ năm 1754 cho đến năm 1764, nhà vua xây dựng "Ngôi nhà uống trà Trung Quốc" (Chinesisches Teehaus) nổi tiếng tại công viên Sanssouci. Ở Lietzenburg (cung Charlottenburg), ông cũng có một Phòng tranh lớn và một căn phòng khác được trang hoàng theo kiểu Trung Hoa. Mười năm sau cái chết của chị mình là Wilhelmina (1758), ông còn xây cất một công trình tưởng niệm bà ta ở các khu vườn Sanssouci - đó là Ngôi đền Tình Bạn (Freundschaftstempel).

## Đời tư của Friedrich II

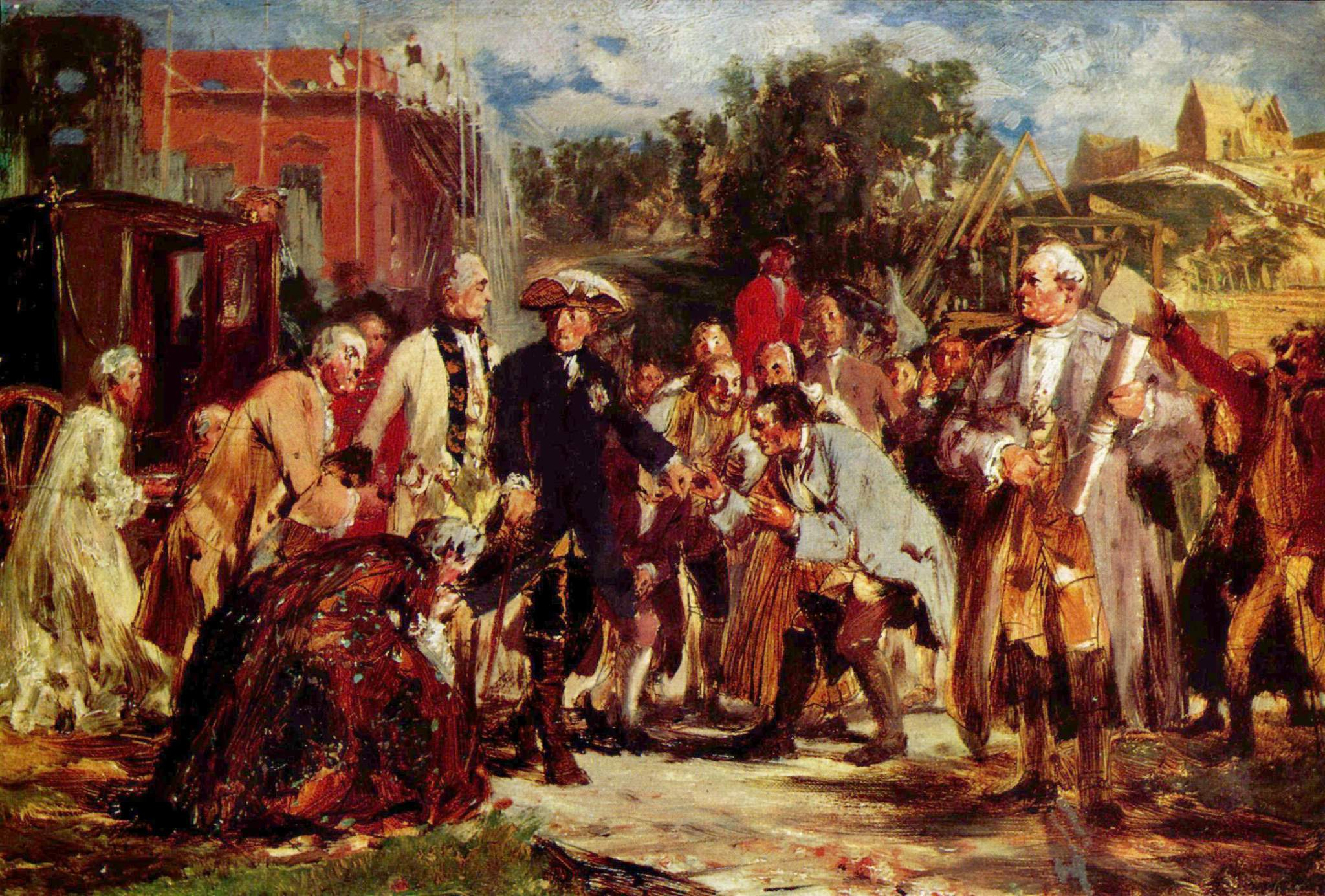
"Friedrich der Große auf Reisen" (Friedrich vi hành), hoạ phẩm của Adolph von Menzel (1815–1905).

Friedrich II từng tỏ ra thất vọng với căn bệnh sún răng của ông và em gái là Công chúa Brunswick (Charlotte). Ông không phải là một nam giới ghét phụ nữ, vì, như đã nói ông là bạn thân của người chị mình, thậm chí ông còn có ít nhất là hai mối ái tình với nữ giới khi còn trẻ. Tuy thế nhưng theo một số nhà sử học, ông có lẽ là người đồng tính luyến ái, thậm chí có khả năng là một người độc thân. Do ông thân mật đến mức lạ thường với người lính hầu Christoph Keith, vua cha Friedrich Wilhelm I đã truyền lệnh đày ải Keith. Tuy nhiên, ông vẫn tiếp tục viết thư tình cho người vệ sĩ mới của mính là Trung tá Borcke (1728), theo đó "Chẳng ai yêu mến Ngươi bằng Ta đâu...", và đề nghị Borcke "đền đáp" tình yêu thương mà ông dành cho viên Trung tá. Ông và Trung uý Hans Hermann von Katte (1704 – 1730) cũng bị nhiều quan viên trong Triều đình Phổ cho là có quan hệ đồng tính luyến ái.
Sau khi Hermann von Katte bị Friedrich Wilhelm I hành hình, Friedrich bị buộc phải cưới Quận chúa Elisabeth Christine xứ Brunswick-Bevern. Sau khi vua cha Friedrich Wilhelm I qua đời năm 1740, ông sống tách biệt với vợ mình. Trong những năm sau đó, mỗi năm Friedrich chỉ đến thăm vợ một lần và không có con nối dõi. Sau khi Katte chết, nhà vua có một người bạn mới: Fredersdorf. Sau này, ông đã phong Fredersdorf làm quan đại thần và gây sốc cho tầng lớp địa chủ Phổ bằng việc ban cho con trai của người nông dân trẻ tuổi một điền trang. Ông còn có một người bạn khác, Keyserling, theo một nhà ngoại giao người Pháp, nhà vua chung sống với Keyserling trong vòng nhiều tiếng đồng hồ, và không cho Keyserling ra ngoài đường, vì "sợ thiên hạ dị nghị về ông ta".

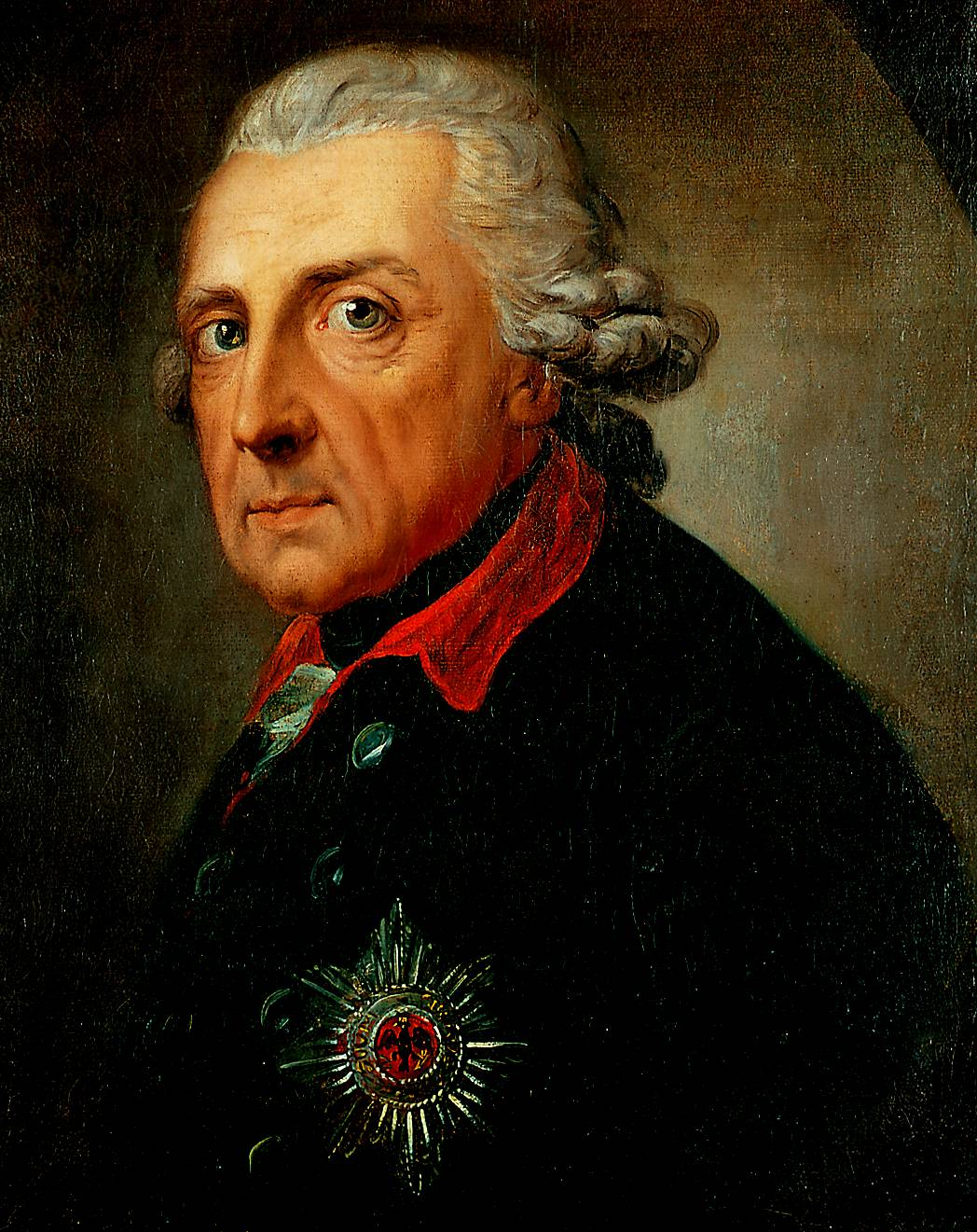
Friedrich năm 68 tuổi, qua nét vẽ của họa sĩ người Thụy Sĩ Anton Graff.

Friedrich II thường sinh sống tại điện Sanssouci, nơi mà ông yêu thích nhất tại thành phố Postdam. Đó là cung điện mà ông xây cất sau khi cuộc chiến tranh Silesia lần thứ hai kết thúc. Tương truyền khi ông đang thị sát vùng Postdam và nghỉ chân dưới bóng cây trên một ngọn đồi, ông đã nhìn thấy dòng sông Havel uốn lượn và một dãy núi xinh đẹp phía sau, đồng thời về phía xa còn có đồng ruộng bao la và mùi thơm lúa mạch đã làm nhà vua thấy hết sức dễ chịu, không còn vướng bận ưu phiền. Thế là ông đã quyết định xây một cung điện mùa hè cho mình tại đây, đó chính là Cung điện Sanssouci. Chính tay nhà vua đã thiết kế cung điện này. Sau khi khánh thành thì Cung điện Sanssouci lúc nào khách khứa cũng đông nghẹt, tuy nhiên các quan khách ít khi thấy nhà vua ở bên cạnh Hoàng hậu Elisabeth Christine. Thật vậy, Friedrich II thường lấy lý do bận việc nước để Hoàng hậu không "quấy rầy" mình. Chị gái của ông, Công chúa - Nữ Bá tước xứ Bayreuth Friederike Sophie Wilhelmine (1709 – 1758) từng than phiền như sau:
| “                      | Cung điện riêng của Đức Vua chẳng khác nào một nhà tu, còn Đức Vua chính là viện trưởng của tu viện. | ” |
| — Công chúa Wilhemina, | |   |

Sự đồng tính luyến ái của Quốc vương cũng được thể hiện trong một bài thơ ca ngợi Sanssouci, khi ông dời về đây: "Trong vương cung được trang hoàng lộng lẫy này/Đôi ta hãy cùng tự do chung sống...". Không những thế, Ngôi đền Tình Bạn tại Postdam cũng là nơi tán dương những mối tình đồng tính luyến ái trong thời kỳ Hy Lạp cổ điển, được trang hoàng với chân dung của Orestes và Pylades ở giữa những nhân vật khác. Bản thân nhà vua gọi những nhân vật này là "các anh hùng của tình bạn". Ngôi đền được xây dựng dựa theo một bài thơ cùng tên do Voltaire viết vào năm 1732, được Friedrich vào tháng 9 năm 1737.
Một trong những thượng khách đã được Friedrich II tiếp đón tại khu Sanssouci là chính nhà triết học người Pháp Voltaire. Vào tháng 7 năm 1750, Voltaire đến Berlin. Là viên thị thần của ông, Voltaire được Friedrich chu cấp cho 20.000 quan Pháp và sống tại một trong những cung điện vua Phổ. Friedrich và Voltaire đã làm bạn với nhau trong gần 50 năm, một tình bạn nổi tiếng trên khắp lục địa Âu châu. Có lần, Voltaire từng gửi tặng một bài thơ cho ông, ví ông như Julius Caesar - vị hoàng đế đồng tính luyến ái, đã cải cách hệ thống lịch thời kỳ La Mã cổ đại. Không những thế, Voltaire từng ví von nhà vua với những thi sĩ Horace, Catullus, Maecenas, nhà triết học Sokrates, các Hoàng đế Augustus, Titus, Antoninus Pius, Flavius Claudius Julianus, "Hoàng đế Marcus Aurelius đời mới", "Ngôi sáng sao trên bầu trời phương Bắc" hay "Vua Solomon của phương Bắc". Voltaire trở thành người thầy, nhà triết học và người bạn tận tuỵ nhất của Friedrich.

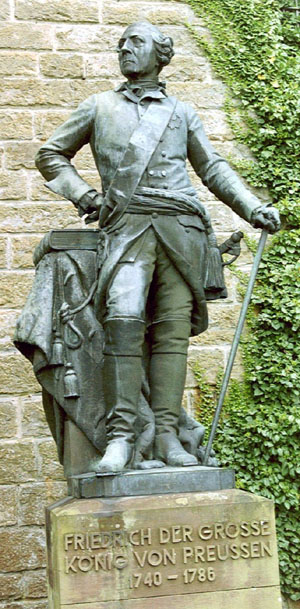
Tượng nhà vua tại Lâu đài Hohenzollern.

Bên cạnh đó, hai người thường gây sự với nhau, vì Voltaire là người phản đối chủ nghĩa quân phiệt Phổ dưới thời Friedrich II. Voltaire đã kể cho nhà vua bài học về vua Thụy Điển Karl XII mang hoài bão quá lớn và thất bại trong Đại chiến Bắc Âu, đồng thời phê phán gay gắt ông vua quân phiệt nước Phổ trong tác phẩm "Candide, ou l'Optimisme" (Ngay thẳng, hay lạc quan). Vào năm 1753, Voltaire phê phán dữ dội Viện trưởng Pierre-Louis Moreau de Maupertuis của Viện Hàn lâm Khoa học Berlin trong tác phẩm "Chỉ trích ông Tiến sĩ Akakia" (Histoire du Docteur Akakia et du Natif de St Malo). Thấy vậy, vua Friedrich II nổi giận, ông hạ lệnh cho đốt sách "Chỉ trích Tiến sĩ Akakia" và tống giam Voltaire vào một căn nhà. Một tác gia ẩn danh đã sáng tác cuốn "Cuộc sống riêng tư của vua Phổ" (The Private Life of the King of Prussia), theo một số người thì tác giả ẩn danh này chính là Voltaire sau khi rời khỏi nước Phổ. Tác phẩm này đã ghi nhận rằng Friedrich II là một vị vua đồng tính luyến ái. Hay tin, nhà vua nước Phổ không phủ nhận mà cũng không cho rằng nội dung quyển sách này là đúng, mà cũng không tố cáo Voltaire là người đã viết nó. Vài năm sau, ông và Voltaire lại trở thành bạn bè, nhưng sau này họ lại tố cáo lẫn nhau để rồi họ lại chia rẽ nhau như trước. Song, Voltaire viết về trận xung đột với nhà vua nước Phổ như sau:
| “          | Hai người tình bất hòa với nhau, nói cách khác là hai kẻ náo loạn Hoàng cung giận nhau. Tuy nhiên, tình yêu thương nồng nàn vẫn bất diệt. | ” |
| — Voltaire | |   |

Sự chia rẽ giữa ông và Voltaire cũng không cản trở việc nhà triết học Pháp ghi chép một cách thẳng thắn. Trong cuốn "Hồi ký" (tên tiếng Pháp: Mémoires, 1759) của Voltaire, nhà triết học này đã viết về sự đồng tính luyến ái của vua Friedrich II, bằng lối văn chương trào phúng thầm lặng. Theo ghi nhận của Voltaire, nhà vua ngủ theo kiểu Sparta trên một chiếc võng giản dị của Quân đội nước Phổ. Tuy nhiên:
Các nhà sử học khác thì không cho rằng Friedrich là một người đàn ông, họ cho rằng ông từng viết: ông chỉ là "một kẻ có ưu thế hơn những người phụ nữ" mà thôi. Tuy nhiên, giáo sư người Pháp là Dieudonné Thiébault cho rằng nhà vua đã yêu một cô gái tại Neuruppin. Theo quan Ngự y nổi tiếng người Thụy Sĩ là Johann Georg Ritter von Zimmermann (1728 – 1795), ông muốn những lời đồn đồng tính luyến ái trở nên đúng, để cho dân chúng không nghĩ rằng cơ quan sinh dục của ông đã bị tổn thương trong một "ca mổ phẫu thuật hiểm nghèo" nhằm giúp ông thoát khỏi bệnh hoa liễu. Zimmermann cũng cho biết, rất nhiều người Đức và Pháp (đều là kẻ thù hoặc bạn hữu của nhà vua) đã vu cáo nhà vua là người đồng tính luyến ái. Theo kết luận của nhà sử học người Úc là Christopher Clark, tác giả cuốn Iron kingdom: the rise and downfall of Prussia, 1600-1947:
| “                   | Ông có lẽ đã không thực hiện quan hệ tình dục với bất kỳ một nam nữ nào đó sau khi ông lên ngôi Quốc vương, hoặc có thể là trước đó. Tuy nhiên, nếu ông không làm việc đó, chắc ông phải phủ nhận nó. Thời đó, các quan đại thần trong Triều đình Phổ đã nói với nhau những lời đùa về sự loạn dâm đồng tính. | ” |
| — Christopher Clark | |   |

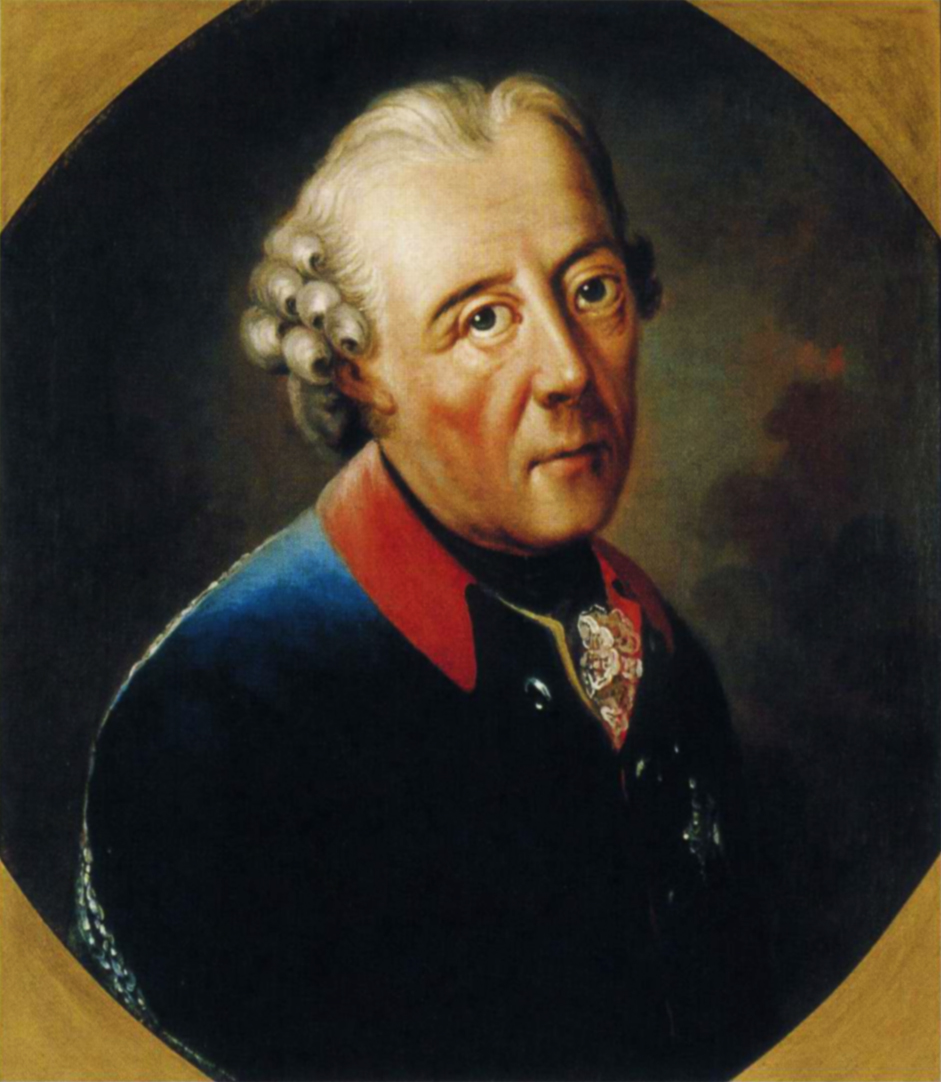
Friedrich II qua tranh sơn dầu trên vải bạt của Anna Dorothea Therbusch (1775).

Về cuối đời, nhà vua ngày càng trở nên cô độc ngay từ giữa cuộc chiến tranh Bảy năm. Khi đại thần Michael Gabriel Fredersdorf muốn lấy vợ, nhà vua nói khôi hài: "Phải chăng đám cưới của khanh sẽ được tổ chức hôm nay thay vì ngày mai nếu nó mang lại cho khanh niềm vui sướng và thảnh thơi, hoặc nếu nó mang lại cho khanh một kẻ do thám và một tên tiểu đồng?" Theo thời gian, những người bạn hữu của ông tại khu Sanssouci lần lượt qua đời mà không hề có người thay thế. Dù từng cãi lộn với Voltaire, khi Voltaire qua đời, Friedrich II vẫn không hề cắt đứt mối quan hệ với nhà triết học người Pháp: Ông gửi thư cho nhà toán học Jean le Rond D'Alembert vào ngày 22 tháng 6 năm 1780: "Cứ mỗi sáng ta đều cầu nguyện ông ấy. Ta nói: "Voltaire thiêng liêng...". Friedrich trở nên độc đoán, làm các tổng trưởng, tướng tá thất vọng. Khi ông đi tuần thú hoặc duyệt binh về dù nhân dân Berlin thường chào mừng nhà vua, nhưng ông không tỏ ra vui thú gì với thần dân, mà chỉ yêu quý thú cưng của mình - những con chó săn thỏ Ý. Ông gọi một con chó là 'Hầu tước Pompadour', ví von nó với Nữ Hầu tước Pompadour. Ông thương những chú chó ơn cả con người do:
| “                  | Chúng không phải là những kẻ lạnh lùng, chúng luôn thân thiết với người bạn của chúng. | ” |
| — Friedrich Đại đế |                                                                                        |   |

## Qua đời và vấn đề yên nghỉ
Mùa thu năm 1785, nhà vua đi duyệt binh trong một ngày mưa tầm tã, nên bệnh nặng. Trong các tháng 5 - 6 năm 1786, bệnh tình của Friedrich ngày càng trở nên nghiêm trọng, khó có thể đi duyệt binh. Vốn chỉ có chút niềm tin đối với tôn giáo, độ tin tưởng của ông đối với y học cũng tương tự. Tuy nhiên, có lẽ do sức khỏe của ông không được khá hơn, nhà vua đã triệu Ngự y Hoàng gia Johann Georg Ritter von Zimmermann đến chữa bệnh cho ông.

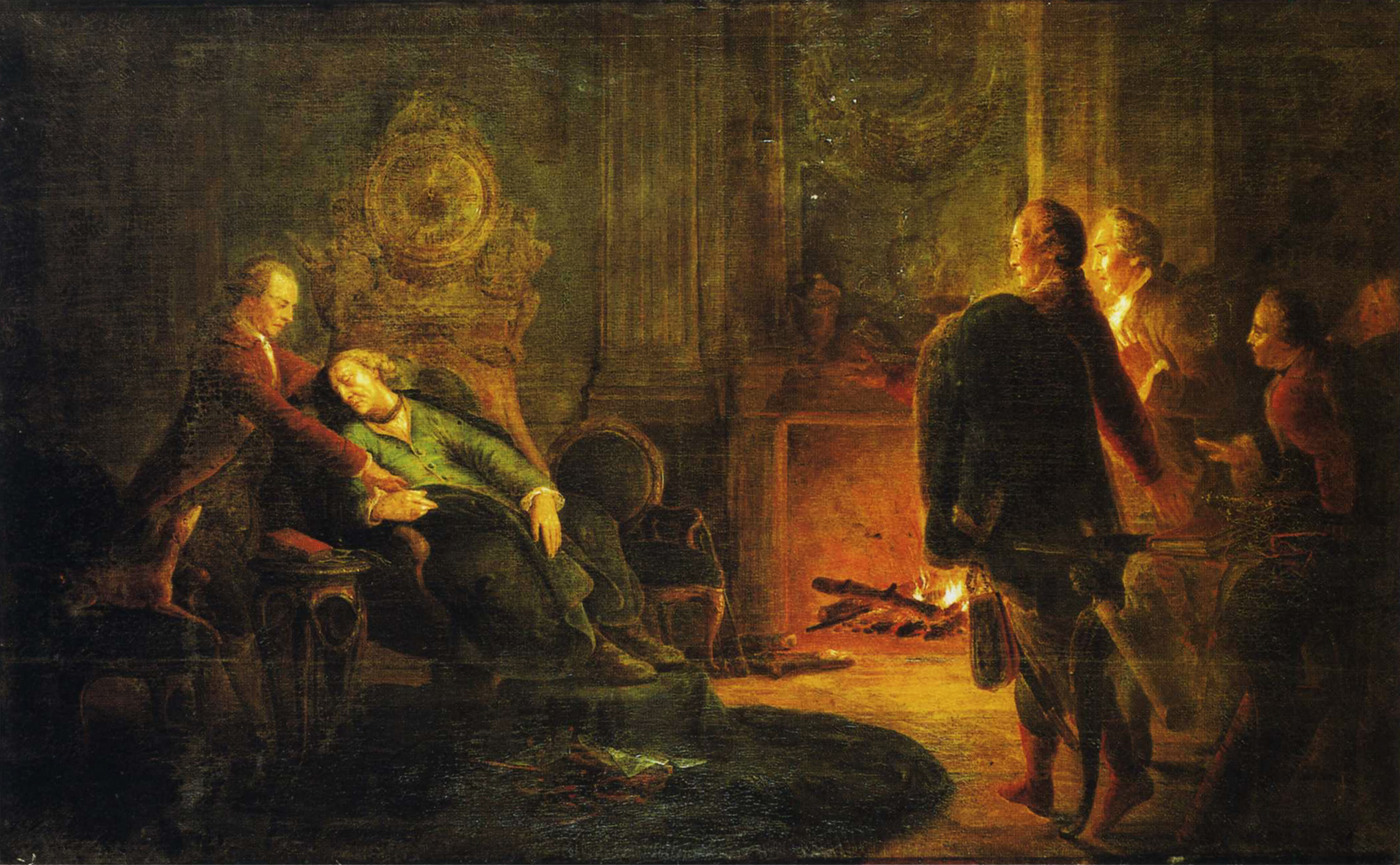
Vua Friedrich Đại đế băng hà, hoạ phẩm của Bernhard Rode (1786/1787).

Vào ngày 4 tháng 7 năm 1786, ông cưỡi con ngựa xám dài tên là Condé chạy quanh những khu vườn Sanssouci với tốc độ cao. Về cung, Friedrich ngã quỵ xuống, và không bao giờ ra khỏi cung vua nữa. Do căn bệnh phù, ông qua đời vào 2 giờ 20 phút buổi sáng ngày 17 tháng 8 năm 1786, hưởng thọ 74 tuổi. Cháu trai ông, vua Friedrich Wilhelm II (1744 - 1797) lên nối ngôi. Trước kia, cha của vị vua này là Thái đệ August Wilhelm đã mất vào năm 1758, nên Friedrich II chỉ định Friedrich Wilhelm II làm vị vua tương lai của Vương triều Brandenburg.

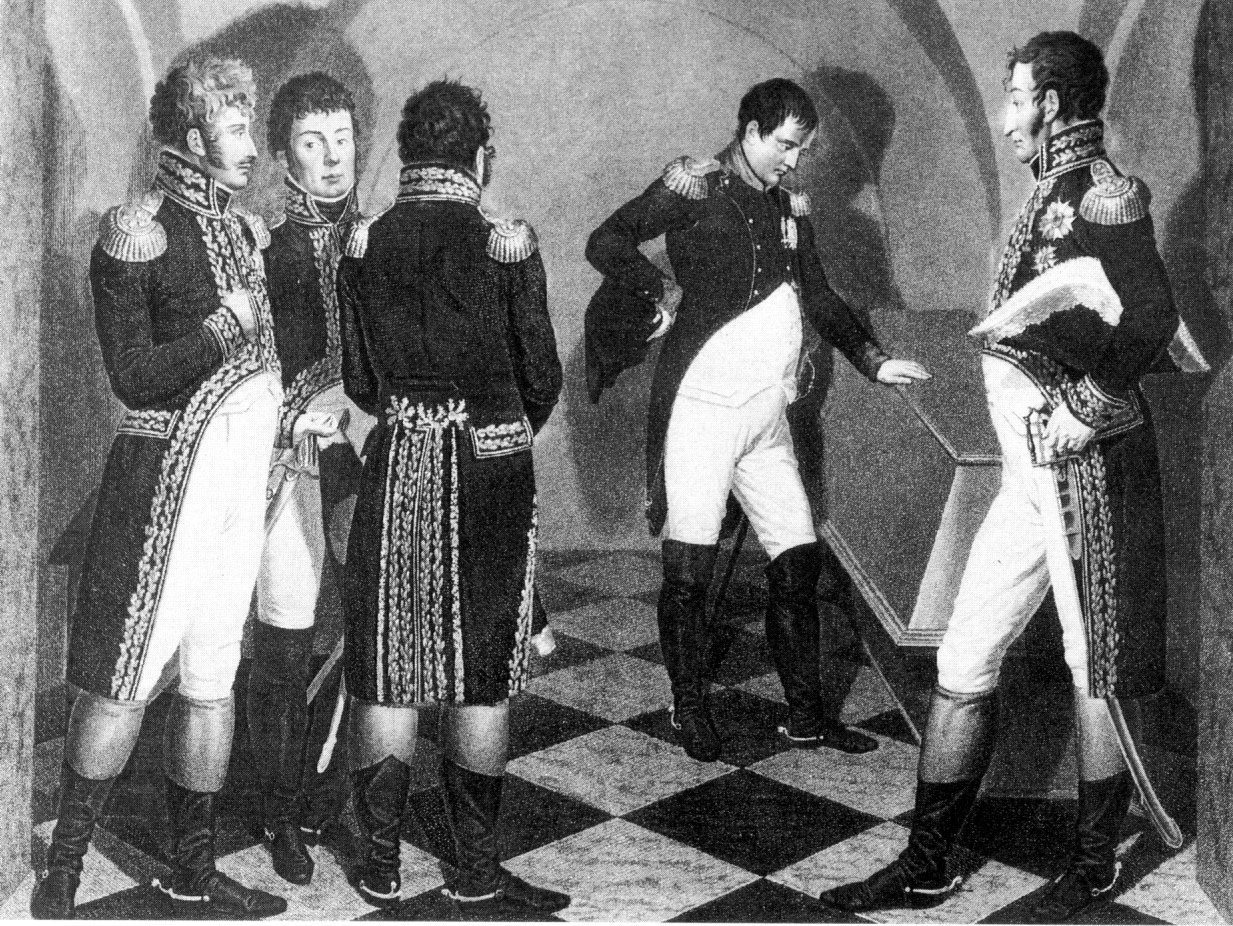
Napoléon I viếng mộ Friedrich II.

Sinh thời, Friedrich II trăng trối rằng, ông muốn được chôn tại một vườn nho trên sân thượng của cung điện Sanssouci. Tuy nhiên, tân vương Friedrich Wilhelm II đã hạ lệnh cho chôn Friedrich II bên cạnh cha ông là Friedrich Wilhelm I trong một Nhà thờ Công sự tại Postdam (bị phá hủy năm 1945). Đến Chiến tranh thế giới lần thứ hai (1939 – 1945), người ta đã chuyển quan tài chứa vua cha Friedrich Wilhelm I và Friedrich II tới một cái hầm dưới lòng đất, sau đó lại chuyển đến một cái giếng mỏ gần thị trấn Bernrode để bảo vệ cho thi hài các vị vua không bị phá hoại trong chiến tranh. Vào ngày 27 tháng 4 năm 1945, Quân đội Hoa Kỳ đã phát hiện ra linh cữu cha con Friedrich II và Paul von Hindenburg, thậm chí có cả phu nhân của ông Hindenburg, và chuyển thi hài của họ đến Lâu đài Marburg, nhằm sưu tập và tìm kiếm "kho báu" của Đức Quốc xã. Như một phần của dự án bí mật mang tên "Chiến dịch Bodysnatch",
 quân Mỹ chuyển thi hài hai vị vua đến Nhà thờ Elisabeth tại thành phố Marburg, sau đó lại chuyển đến Lâu đài Hohenzollern gần thị trấn Hechingen. Sau khi bức tường Berlin sụp đổ và nước Cộng hoà Liên bang Đức được thống nhất, thi hài Friedrich Wilhelm I được chôn cất trong Lăng Hoàng đế Friedrich III ở Nhà thờ Hòa Bình (Friedenskirche), tại Sanssouci.

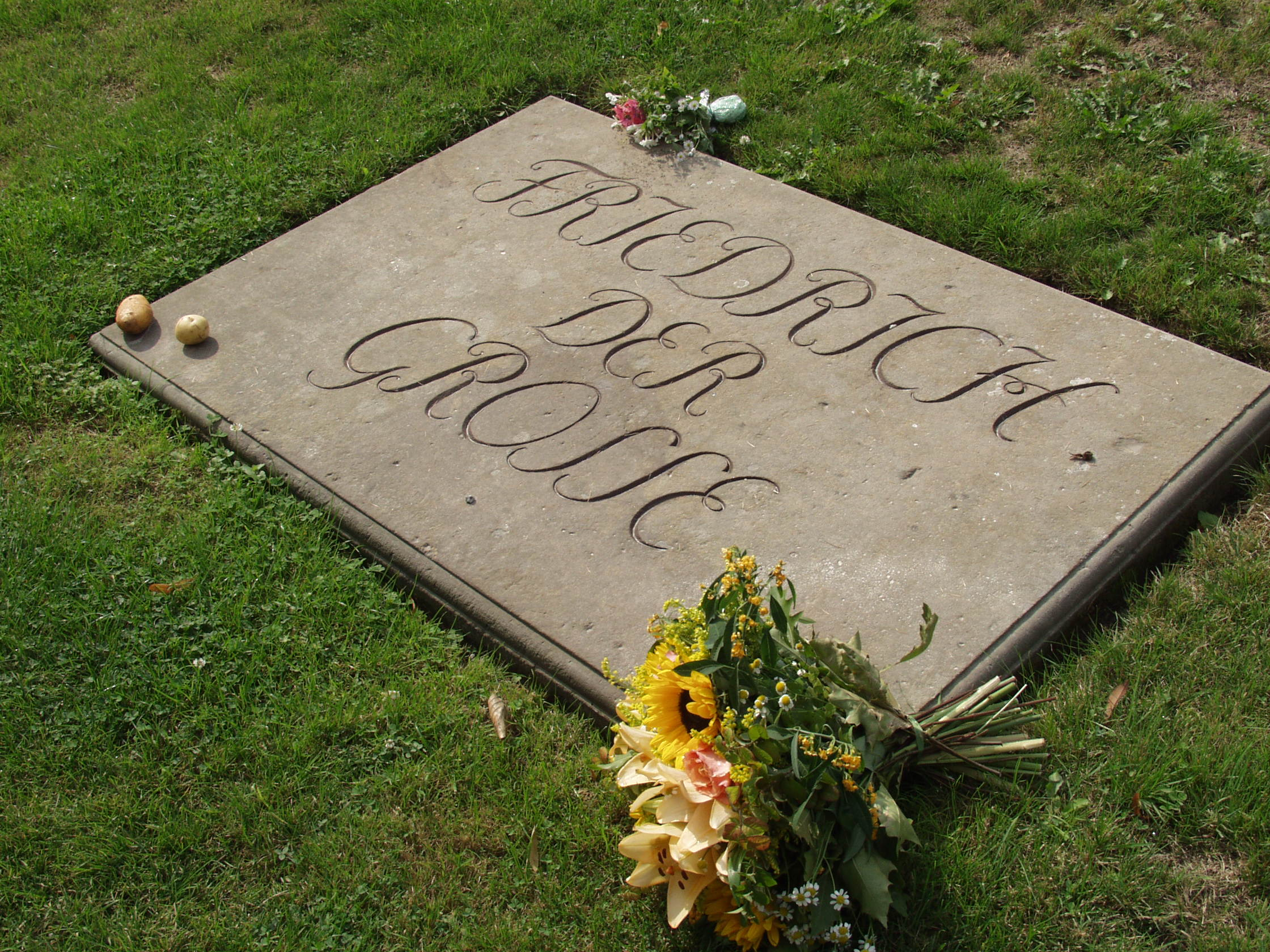
Mộ của Friedrich II tại Sanssouci.

Ngoài ra, sau khi bức tường Berlin sụp đổ vào ngày 9 tháng 11 năm 1989, ước muốn của Friedrich cuối cùng cũng trở thành hiện thực. Ngày 17 tháng 8 năm 1991 chính là ngày kỷ niệm 205 năm ngày nhà vua nước Phổ bước vào cõi vĩnh hằng. Vào hôm đó, chiếc quan tài chứa ông được đặt tại sân trước của cung điện Sanssouci và được hộ tống bởi một đội vệ binh danh dự Bundeswehr. Cùng ngày, vào buổi tối ông được chôn cất trong ngôi mộ trên nền đất cao nhất của khu vườn nho. Ngay từ năm 1744, ông đã mong muốn được yên nghỉ tại nơi đây, khi đó ông nói: "Một ngày nào đó ta sẽ ở đây! Đến lúc đó, ta sẽ trở thành một kẻ vô tư lự." (Nguyên văn: Quand je serai là, je serai sans souci.).

## Nhận định

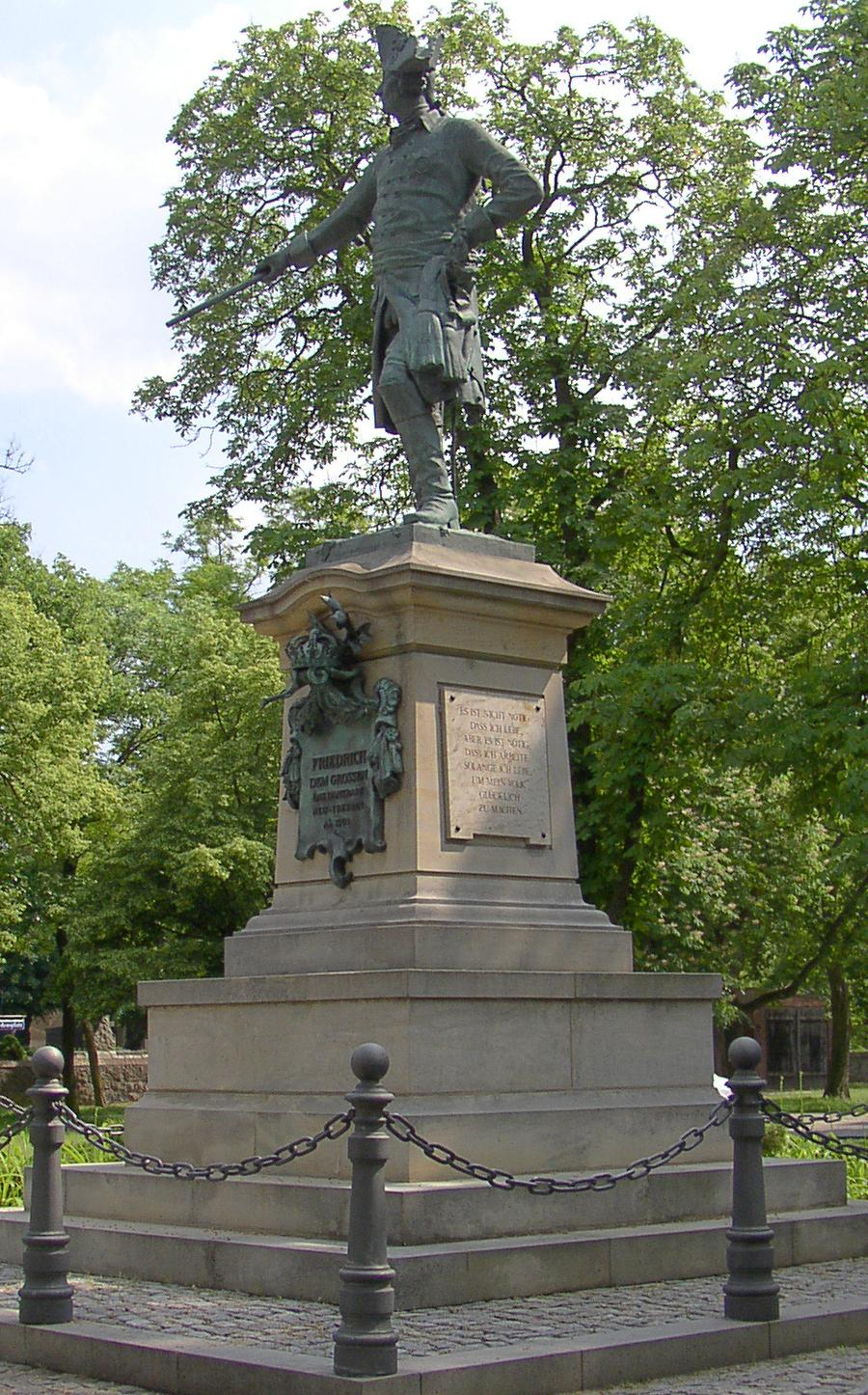
Tượng Friedrich II ở Neurebbin, Brandenburg (nước Đức). Đây là bản sao năm 1997 của bức tượng được tạc vào năm 1904, nhưng bị phá hủy sau đó.

Friedrich được xem là nhà chính trị lớn, nhà bảo trợ khoa học và văn hóa nghệ thuật. Ý tướng "nhà vua là công bộc của nhân dân", chính sách tự do tôn giáo hay công cuộc cải tổ Chính phủ và Luật pháp Phổ cận đại, v.v... chính là những khía cạnh của một tư tưởng mới về chế độ quân chủ chuyên quyền. Tuy nhiên, Friedrich II không có khả năng phổ biến tư tưởng Khai sáng vào quần chúng nhân dân. Họ vẫn còn dốt nát, nghèo khổ, và cô lập ở miền thôn quê. Do đó, nước Phổ không thể phát triển một bộ luật dân sự vững mạnh trong 10 năm sau khi ông từ giã cõi đời. Trong khi đó, tầng lớp địa chủ - quý tộc Junker vẫn đóng vai trò thống trị trong xã hội phong kiến Phổ, Quốc gia Phổ chỉ đơn thuần là một cỗ máy. Bên cạnh đó, dù được nhiều nhà quân phiệt phát xít khâm phục, và dù liên tục chinh chiến, ông quan tâm đến việc xây dựng nước Phổ giàu mạnh bằng đường lối hòa bình, đúng như ông từng gửi thư cho Voltaire:
| “                  | Thưa ông, ông yêu hoà bình thì tôi cũng yêu hoà bình vậy! Nhưng, thiết nghĩ loài người chỉ có thể hạnh phúc khi chung sống trong nền hoà bình vững chắc và đáng quý. Nếu Socrates và Platon biết tình cảnh khốn khổ của tôi hiện nay, có lẽ họ cũng suy nghĩ như tôi. Tôi xin hỏi ông rằng, ông có thể hạnh phúc khi sống trong cái cuộc sống chó má như thế này không? Giặc ngoài tàn sát, hãm hại bạn ông hằng ngày..., ônglại còn phải sống lo âu và e sợ trong suốt năm... | ” |
| — Friedrich Đại đế | |   |

### Năng lực quân sự

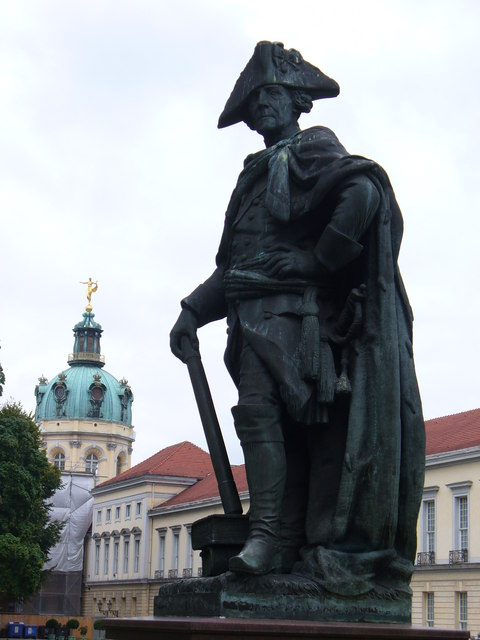
Tượng Friedrich II tại Berlin.

Friedrich II thường được xem là một nhà cầm quân tài ba. Có được những lời khen ngợi này chủ yếu là do ông thường áp dụng phương pháp đội hình nghieng nổi tiếng. Dù lối đánh này có lẽ đã được vua Ba Tư Cyrus áp dụng trong trận Thymbra vào năm 548 TCN, nhưng Friedrich là người thực hiện thành công nhất nhất của lối đánh này ở thế kỷ thứ XVIII, và cho đến ngày nay tên tuổi của ông vẫn luôn luôn gắn liền với lối đánh này. Nếu trận Kolin (1757) là một thất bại của chiến thuật đội hình nghiêng, trận Leuthen vài tháng sau thường được xem là thắng lợi kinh điển của chiến thuật này. Không những thế, một yếu tố quan trọng nữa là khả năng chỉ huy các cuộc hành quân của ông, thể hiện qua việc ngăn chặn không cho các kẻ thù của mình tập hợp liên quân lại thành số đông và luôn biết chọn đúng thời điểm và địa điểm để đẩy lùi đối phương khỏi lãnh thổ Phổ. Trong lá thư gửi người mẹ Maria Theresia, Hoàng đế La Mã Thần thánh Joseph II có viết về Friedrich II:

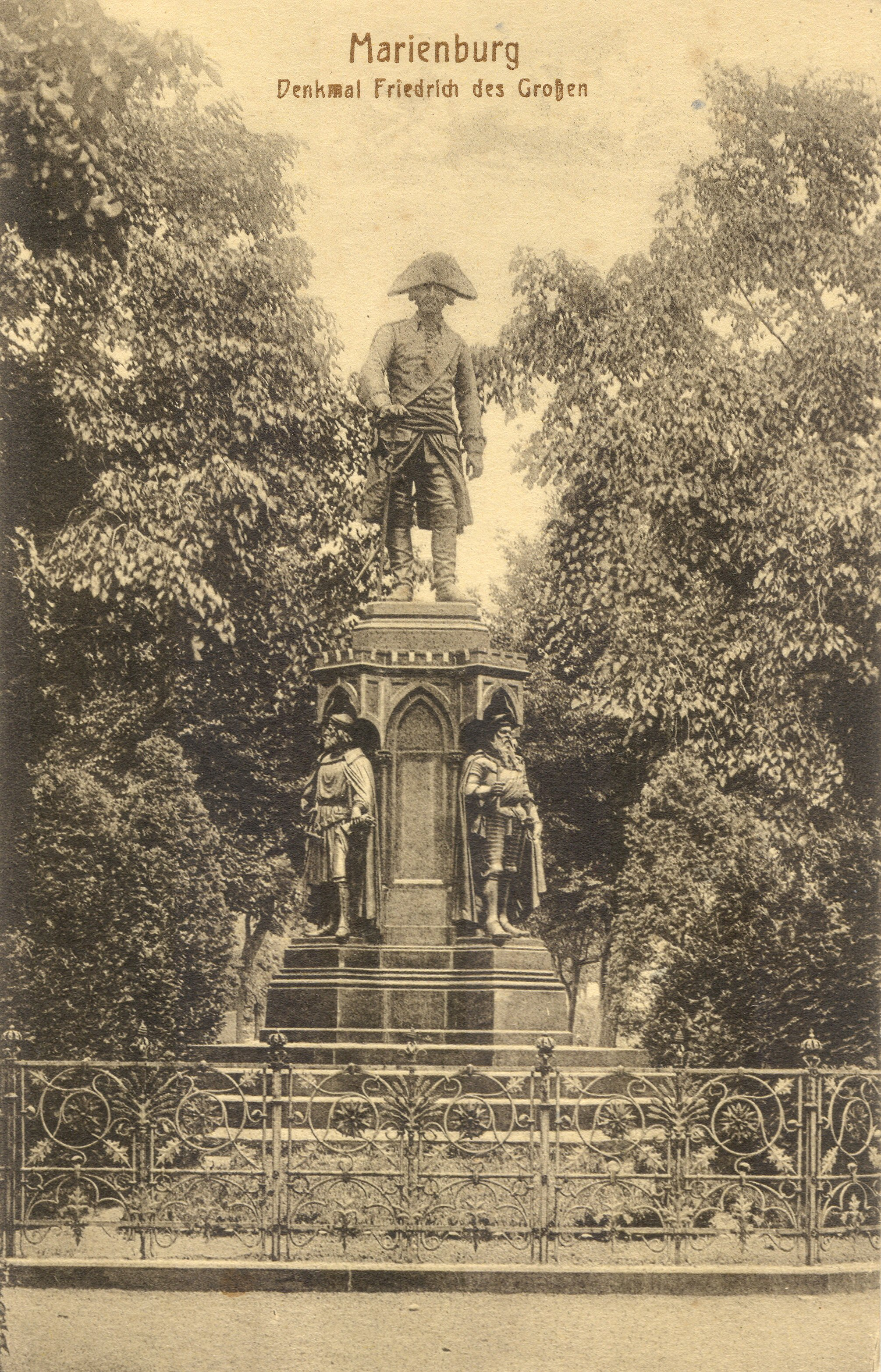
Đài kỷ niệm Friedrich tại Marienburg. Dưới chân tượng đài có các Hiệp sĩ Teuton.

Theo tài liệu "Những nhân vật quân sự nổi tiếng thế giới" của Kha Xuân Kiều - Hà Nhân Học, "Ông mạnh dạn áp dụng phương án chủ động ra tay trước để áp đảo đối phương; tập trung binh lực, tiêu diệt dứt điểm từng đối thủ một; ông luôn quán triệt tư tưởng tấn công đến cùng, không bao giờ buông lõng quyền chủ động tấn công". Ngay cả nhà chinh phục nổi tiếng người Pháp Napoléon Bonaparte (1769–1821) đã nghiên cứu về những cuộc chinh phạt của Friedrich. Napoléon cũng công nhận ông là nhà cầm quân đánh hay nhất thời hiện đại và đặt một tượng nhỏ hình vị vua nước Phổ trong phòng riêng của mình. Sau khi đánh bại quân đội Phổ vào năm 1807, đích thân Napoléon đã thăm mộ Friedrich II ở Potsdam và tuyên bố các tướng Pháp: 
| “                    | Các ông xem này, nếu ông ấy còn sống thì chắc hẳn ta không thể đến được đây. | ” |
| — Napoléon Bonaparte |                                                                              |   |

Trong cuộc chiến tranh Bảy năm, Friedrich dẫn dắt quân Phổ giành hai thắng lợi lớn ở Rossbach và Leuthen chỉ trong vòng một tháng, "điều đó thể hiện một cách hùng hồn nghệ thuật chỉ huy siêu việt cũng như kỹ xảo dụng binh nhuần nhuyễn của Friedrich" - theo hai tác giả Kha Xuân Kiều và Hà Nhân Học. Napoléon cho rằng chỉ riêng trận Leuthen cũng đủ cho "tên tuổi của Friedrich lưu danh thiên cổ và đứng vào hàng ngũ các danh tướng vĩ đại nhất trên thế giới". Bên cạnh đó, sử gia Đức Hans Delbrück (1848 – 1929) đã phê phán "chiến tranh tiêu hao" trong tác phẩm Die Strategie des Perikles, điều này đồng nghĩa với việc Hans Delbrück xem Friedrich một quân nhân kém phẩm chất. Delbrück cho biết Friedrich và Perikles là những người thực hành tiêu biểu "chiến tranh tiêu hao", một thể loại chiến tranh tốn kém và phung phí.

## Friedrich II trong văn hóa cận - hiện đại
Đức Quốc xã đã làm nhiều bộ phim về Friedrich nhưng không nói về ông như một ông vua triết học thời Khai sáng, mà là người đã đem lại vinh quang cho dân tộc Đức. Năm 1933 họ cho ra mắt bộ phim đầu tiên nói về Friedrich: "Der Choral von Leuthen" (Bài thánh ca vùng Leuthen), kể về chiến thắng của Friedrich đánh bại hơn 6 vạn quân Áo trong trận Leuthen.. Sau đó, năm 1935, bộ phim "Vị vua già và vị vua trẻ" (Der alte und der junge Konig) được phát hành ở Đức, nói về mối quan hệ giữa Friedrich và vua chaFriedrich Wilhelm I. Năm sau (1936), Johannes Meyer sáng tác phim "Đức Vua Fredericus" xoay quanh cuộc chiến giữa Friedrich và liên minh Anh-Nga. Nội dung này lại được lặp lại trong phim "Đức Vua vĩ đại" (Der große König) của Veit Harlan, với trọng tâm xoáy vào các trận Leuthen và Kunersdorf.

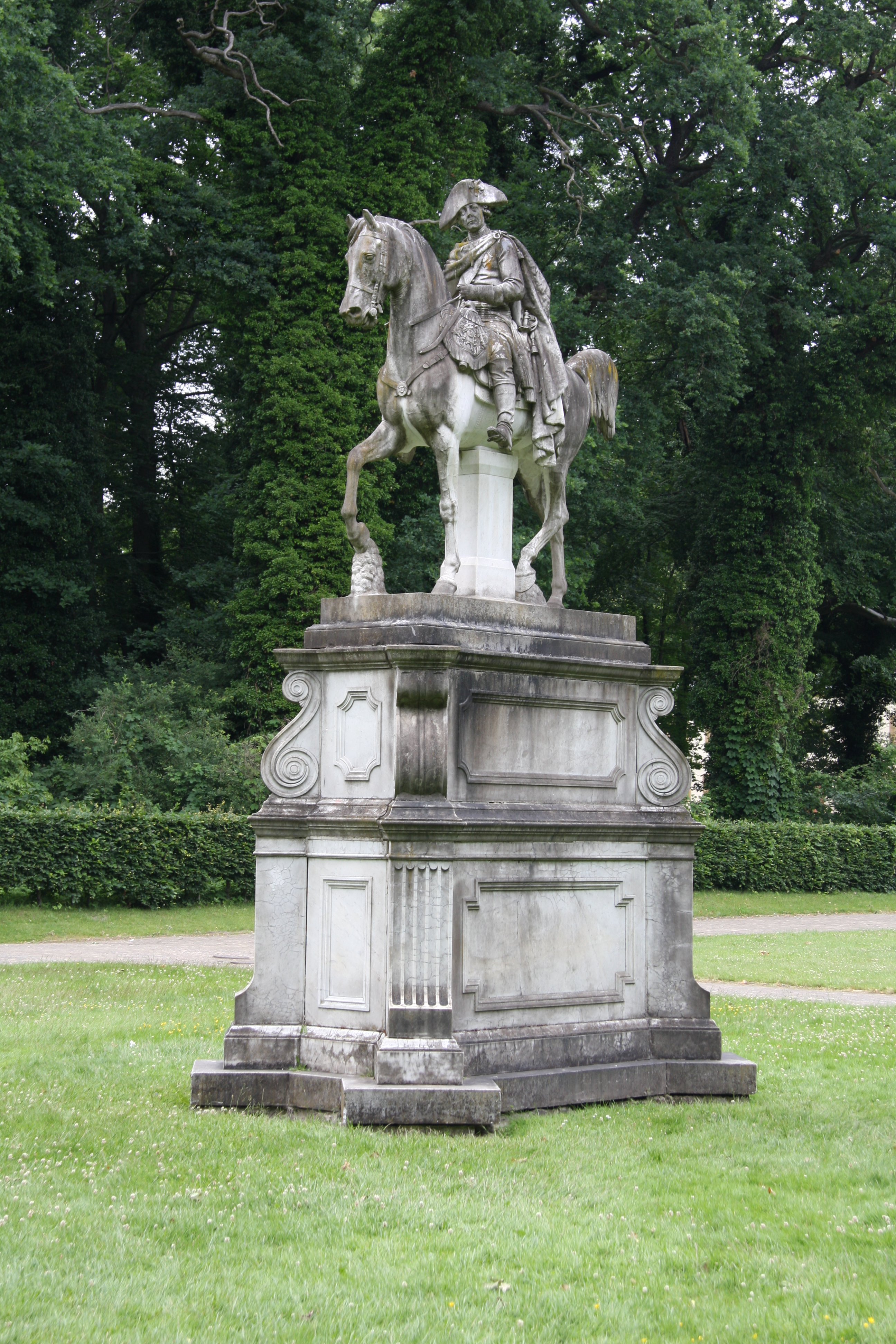
Tượng Friedrich II tại Sanssouci (thành phố Potsdam).

Trong bộ phim "Der Untergang" (Sự sụp đổ) do Đức sản xuất năm 2004, Adolf Hitler ngồi trong một căn phòng tối và nhìn chằm chằm vào bức tranh vẽ Friedrich II. Có lẽ đoạn phim này chứng tỏ niềm ao ước của nhà độc tài Đức Quốc xã về một phép lạ khác của Nhà Brandenburg. Ít lâu sau đó Adolf Hitler tự sát.
Trong bộ phim Patton sản xuất năm 1970, Tướng Hoa Kỳ George S. Patton đã trích dẫn sai rằng Friedrich II nói: "L'audace, l'audace, toujours l'audace!" ("Táo bạo, táo bạo — thường xuyên táo bạo!").
King of Prussia, Pennsylvania, được theo tên quán King of Prussia. Bản thân quán này cũng được đặt tên là "King of Prussia" (Nhà vua nước Phổ) để tôn vinh Friedrich II.
Đường Phổ Quốc ("Prussia Street") tại thủ đô Dublin, Ireland được theo tên của vua Friedrich II.
Friedrich xuất hiện trong loạt game vi tính Civilization, các game vi tính Age of Empires III, Empire Earth II, Empire: Total War. Ông cũng là nhân vật trong các board game Friedrich và "Soldier Kings" (Những vị vua chiến binh).
Ngoài ra, nhà vua nước Phổ còn là nhân vật chính trong truyện đọc trực tuyến trên Internet (webcomic) Frederick the Great: A Most Lamentable Comedy Breaching Space and Time.
Trong manga Hetalia: Axis Powers, Friedrich II được gọi là "Cụ già Fritz" - ông chủ của nhân vật Gilbert Beillschmidt (Phổ).
Không những thế, ông còn được đề cập đến vài lần trong bộ phim Barry Lyndon do Stanley Kubrick sản xuất năm 1975. Trong phim này, ông được gọi là "vua Frederick vĩ đại và lừng lẫy". Quân đội Phổ dưới triều đại ông vừa được khen ngợi vừa bị chỉ trích. Điều này thể hiện qua một đoạn trích trong phim:

## Phả hệ
| Friedrich Wilhelm Tuyển hầu tước xứ Brandenburg | Friedrich Wilhelm Tuyển hầu tước xứ Brandenburg | Friedrich Wilhelm Tuyển hầu tước xứ Brandenburg | Friedrich Wilhelm Tuyển hầu tước xứ Brandenburg | Friedrich Wilhelm Tuyển hầu tước xứ Brandenburg | Friedrich Wilhelm Tuyển hầu tước xứ Brandenburg |                     |                     | Louise Henriette xứ Orange-Nassau | Louise Henriette xứ Orange-Nassau | Louise Henriette xứ Orange-Nassau | Louise Henriette xứ Orange-Nassau | Louise Henriette xứ Orange-Nassau | Louise Henriette xứ Orange-Nassau |                             |                             |                             |                             | Ernest Augustus Tuyển hầu tước xứ Brunswick-Lüneburg | Ernest Augustus Tuyển hầu tước xứ Brunswick-Lüneburg | Ernest Augustus Tuyển hầu tước xứ Brunswick-Lüneburg | Ernest Augustus Tuyển hầu tước xứ Brunswick-Lüneburg | Ernest Augustus Tuyển hầu tước xứ Brunswick-Lüneburg | Ernest Augustus Tuyển hầu tước xứ Brunswick-Lüneburg |  |  | Sophia Quận chúa vùng Rhine | Sophia Quận chúa vùng Rhine | Sophia Quận chúa vùng Rhine | Sophia Quận chúa vùng Rhine | Sophia Quận chúa vùng Rhine | Sophia Quận chúa vùng Rhine |                  |                  |                            |                            | George William Vương công xứ Brunswick-Lüneburg | George William Vương công xứ Brunswick-Lüneburg | George William Vương công xứ Brunswick-Lüneburg | George William Vương công xứ Brunswick-Lüneburg | George William Vương công xứ Brunswick-Lüneburg | George William Vương công xứ Brunswick-Lüneburg |                          |                          | Eleonore d'Esmier d'Olbreuse | Eleonore d'Esmier d'Olbreuse | Eleonore d'Esmier d'Olbreuse | Eleonore d'Esmier d'Olbreuse | Eleonore d'Esmier d'Olbreuse | Eleonore d'Esmier d'Olbreuse |  |  |
| Friedrich Wilhelm Tuyển hầu tước xứ Brandenburg | Friedrich Wilhelm Tuyển hầu tước xứ Brandenburg | Friedrich Wilhelm Tuyển hầu tước xứ Brandenburg | Friedrich Wilhelm Tuyển hầu tước xứ Brandenburg | Friedrich Wilhelm Tuyển hầu tước xứ Brandenburg | Friedrich Wilhelm Tuyển hầu tước xứ Brandenburg |                     |                     | Louise Henriette xứ Orange-Nassau | Louise Henriette xứ Orange-Nassau | Louise Henriette xứ Orange-Nassau | Louise Henriette xứ Orange-Nassau | Louise Henriette xứ Orange-Nassau | Louise Henriette xứ Orange-Nassau |                             |                             |                             |                             | Ernest Augustus Tuyển hầu tước xứ Brunswick-Lüneburg | Ernest Augustus Tuyển hầu tước xứ Brunswick-Lüneburg | Ernest Augustus Tuyển hầu tước xứ Brunswick-Lüneburg | Ernest Augustus Tuyển hầu tước xứ Brunswick-Lüneburg | Ernest Augustus Tuyển hầu tước xứ Brunswick-Lüneburg | Ernest Augustus Tuyển hầu tước xứ Brunswick-Lüneburg |  |  | Sophia Quận chúa vùng Rhine | Sophia Quận chúa vùng Rhine | Sophia Quận chúa vùng Rhine | Sophia Quận chúa vùng Rhine | Sophia Quận chúa vùng Rhine | Sophia Quận chúa vùng Rhine |                  |                  |                            |                            | George William Vương công xứ Brunswick-Lüneburg | George William Vương công xứ Brunswick-Lüneburg | George William Vương công xứ Brunswick-Lüneburg | George William Vương công xứ Brunswick-Lüneburg | George William Vương công xứ Brunswick-Lüneburg | George William Vương công xứ Brunswick-Lüneburg |                          |                          | Eleonore d'Esmier d'Olbreuse | Eleonore d'Esmier d'Olbreuse | Eleonore d'Esmier d'Olbreuse | Eleonore d'Esmier d'Olbreuse | Eleonore d'Esmier d'Olbreuse | Eleonore d'Esmier d'Olbreuse |  |  |
|                                                 |                                                 |                                                 |                                                 |                                                 |                                                 |                     |                     |                                   |                                   |                                   |                                   |                                   |                                   |                             |                             |                             |                             |                                                      |                                                      |                                                      |                                                      |                                                      |                                                      |  |  |                             |                             |                             |                             |                             |                             |                  |                  |                            |                            |                                                 |                                                 |                                                 |                                                 |                                                 |                                                 |                          |                          |                              |                              |                              |                              |                              |                              |  |  |
|                                                 |                                                 |                                                 |                                                 |                                                 |                                                 |                     |                     |                                   |                                   |                                   |                                   |                                   |                                   |                             |                             |                             |                             |                                                      |                                                      |                                                      |                                                      |                                                      |                                                      |  |  |                             |                             |                             |                             |                             |                             |                  |                  |                            |                            |                                                 |                                                 |                                                 |                                                 |                                                 |                                                 |                          |                          |                              |                              |                              |                              |                              |                              |  |  |
|                                                 |                                                 |                                                 |                                                 | Friedrich I của Phổ                             | Friedrich I của Phổ                             | Friedrich I của Phổ | Friedrich I của Phổ | Friedrich I của Phổ               | Friedrich I của Phổ               |                                   |                                   |                                   |                                   |                             |                             | Sophia Charlotte xứ Hanover | Sophia Charlotte xứ Hanover | Sophia Charlotte xứ Hanover                          | Sophia Charlotte xứ Hanover                          | Sophia Charlotte xứ Hanover                          | Sophia Charlotte xứ Hanover                          |                                                      |                                                      |  |  |                             |                             | George I của Anh            | George I của Anh            | George I của Anh            | George I của Anh            | George I của Anh | George I của Anh |                            |                            |                                                 |                                                 |                                                 |                                                 | Sophia Dorothea xứ Celle                        | Sophia Dorothea xứ Celle                        | Sophia Dorothea xứ Celle | Sophia Dorothea xứ Celle | Sophia Dorothea xứ Celle     | Sophia Dorothea xứ Celle     |                              |                              |                              |                              |  |  |
|                                                 |                                                 |                                                 |                                                 | Friedrich I của Phổ                             | Friedrich I của Phổ                             | Friedrich I của Phổ | Friedrich I của Phổ | Friedrich I của Phổ               | Friedrich I của Phổ               |                                   |                                   |                                   |                                   |                             |                             | Sophia Charlotte xứ Hanover | Sophia Charlotte xứ Hanover | Sophia Charlotte xứ Hanover                          | Sophia Charlotte xứ Hanover                          | Sophia Charlotte xứ Hanover                          | Sophia Charlotte xứ Hanover                          |                                                      |                                                      |  |  |                             |                             | George I của Anh            | George I của Anh            | George I của Anh            | George I của Anh            | George I của Anh | George I của Anh |                            |                            |                                                 |                                                 |                                                 |                                                 | Sophia Dorothea xứ Celle                        | Sophia Dorothea xứ Celle                        | Sophia Dorothea xứ Celle | Sophia Dorothea xứ Celle | Sophia Dorothea xứ Celle     | Sophia Dorothea xứ Celle     |                              |                              |                              |                              |  |  |
|                                                 |                                                 |                                                 |                                                 |                                                 |                                                 |                     |                     |                                   |                                   |                                   |                                   |                                   |                                   |                             |                             |                             |                             |                                                      |                                                      |                                                      |                                                      |                                                      |                                                      |  |  |                             |                             |                             |                             |                             |                             |                  |                  |                            |                            |                                                 |                                                 |                                                 |                                                 |                                                 |                                                 |                          |                          |                              |                              |                              |                              |                              |                              |  |  |
|                                                 |                                                 |                                                 |                                                 |                                                 |                                                 |                     |                     |                                   |                                   | Friedrich Wilhelm I của Phổ       | Friedrich Wilhelm I của Phổ       | Friedrich Wilhelm I của Phổ       | Friedrich Wilhelm I của Phổ       | Friedrich Wilhelm I của Phổ | Friedrich Wilhelm I của Phổ |                             |                             |                                                      |                                                      |                                                      |                                                      |                                                      |                                                      |  |  |                             |                             |                             |                             |                             |                             |                  |                  | Sophia Dorothea xứ Hanover | Sophia Dorothea xứ Hanover | Sophia Dorothea xứ Hanover                      | Sophia Dorothea xứ Hanover                      | Sophia Dorothea xứ Hanover                      | Sophia Dorothea xứ Hanover                      |                                                 |                                                 |                          |                          |                              |                              |                              |                              |                              |                              |  |  |
|                                                 |                                                 |                                                 |                                                 |                                                 |                                                 |                     |                     |                                   |                                   | Friedrich Wilhelm I của Phổ       | Friedrich Wilhelm I của Phổ       | Friedrich Wilhelm I của Phổ       | Friedrich Wilhelm I của Phổ       | Friedrich Wilhelm I của Phổ | Friedrich Wilhelm I của Phổ |                             |                             |                                                      |                                                      |                                                      |                                                      |                                                      |                                                      |  |  |                             |                             |                             |                             |                             |                             |                  |                  | Sophia Dorothea xứ Hanover | Sophia Dorothea xứ Hanover | Sophia Dorothea xứ Hanover                      | Sophia Dorothea xứ Hanover                      | Sophia Dorothea xứ Hanover                      | Sophia Dorothea xứ Hanover                      |                                                 |                                                 |                          |                          |                              |                              |                              |                              |                              |                              |  |  |
|                                                 |                                                 |                                                 |                                                 |                                                 |                                                 |                     |                     |                                   |                                   |                                   |                                   |                                   |                                   |                             |                             |                             |                             |                                                      |                                                      |                                                      |                                                      | Friedrich II của Phổ                                 |                                                      |  |  |                             |                             |                             |                             |                             |                             |                  |                  |                            |                            |                                                 |                                                 |                                                 |                                                 |                                                 |                                                 |                          |                          |                              |                              |                              |                              |                              |                              |  |  |